# Notre-Dame (Châtel-Montagne)

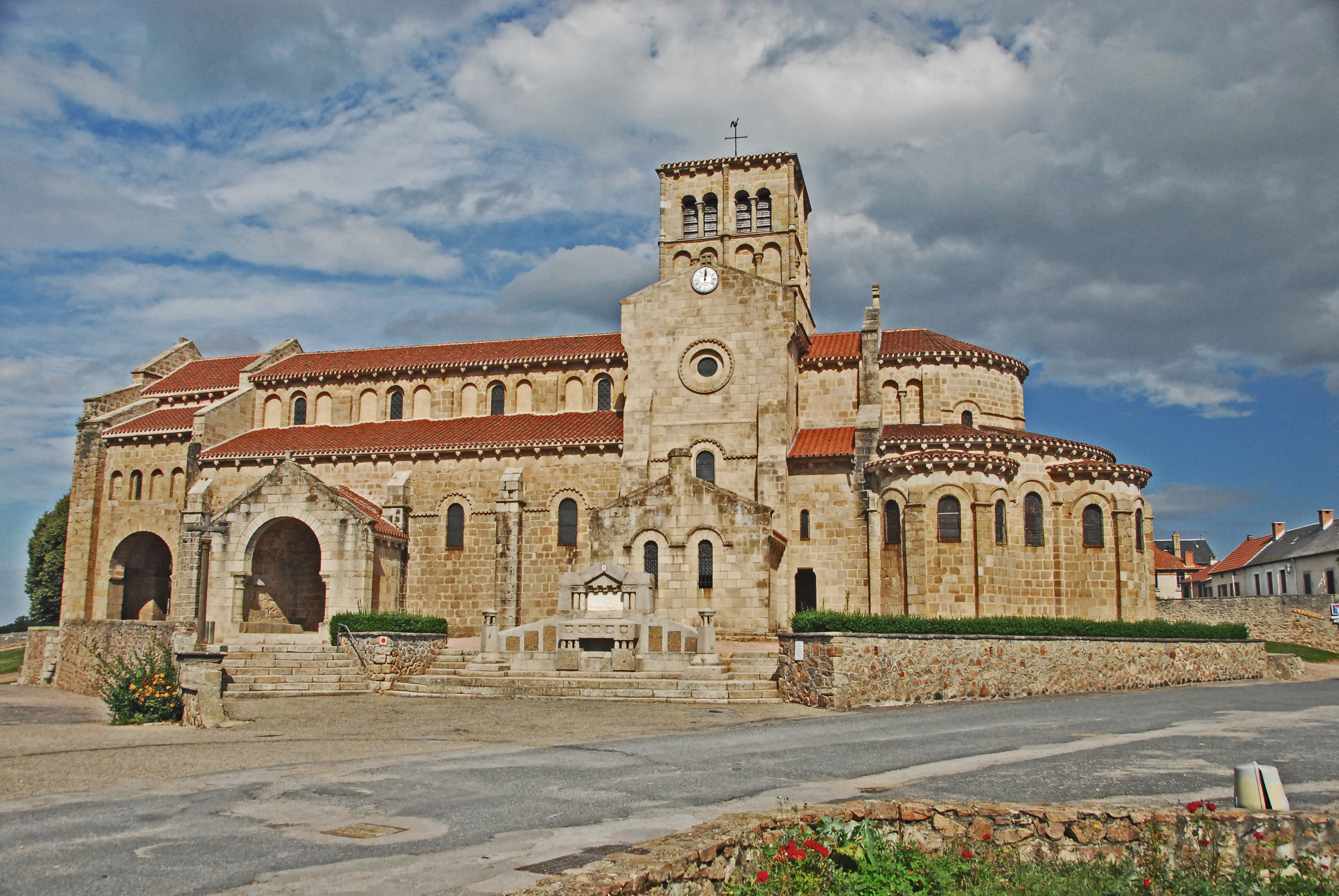
Notre-Dame de Châtel-Montagne, Gesamtansicht von Süden

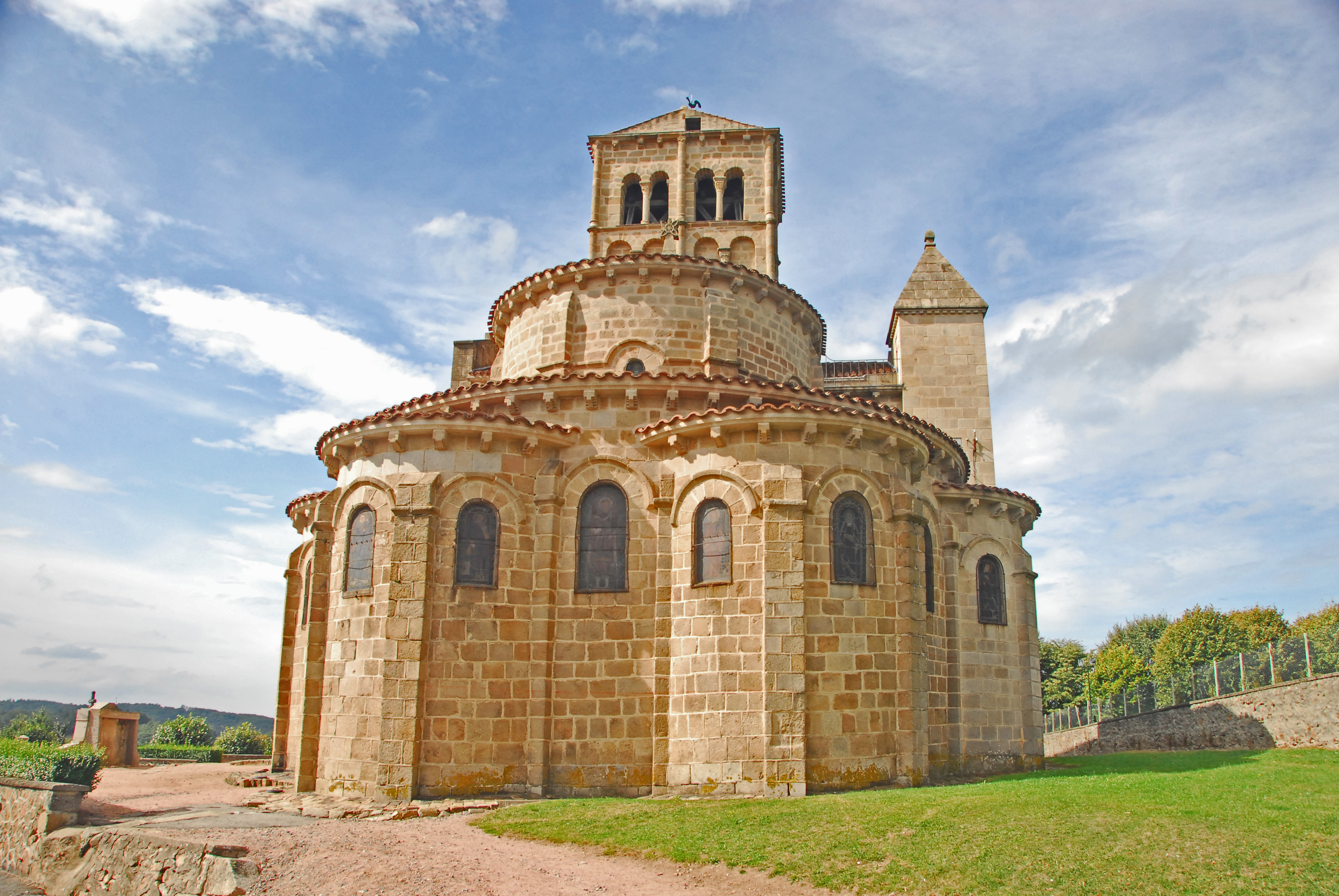
Notre-Dame de Châtel-Montagne, Chorhaupt von Osten

Notre-Dame war die Kirche eines kleinen cluniazensischen Priorats (monastischer Konvent) und ist Bestandteil der französischen Gemeinde Châtel-Montagne im Département Allier, auf der Grenze zwischen den Regionen Auvergne und Burgund, gut 20 Kilometer östlich von Vichy und etwa 35 Kilometer westlich von Roanne. Châtel-Montagne wird gesäumt vom mehrfach gestauten Flüsschen Besbre.
Die Kirche liegt am nördlichen Rand des Ortes, außerhalb seiner geschlossenen Bebauung, von der sie durch einen großräumigen Dorfplatz getrennt wird. Sie wurde überwiegend im 12. Jahrhundert errichtet und integriert ein Vorgängerbauwerk von vor 1082. Die dreischiffige Kirche besitzt den Aufriss (Querschnitt) einer reinen Basilika, bei dem das Mittelschiff durch Obergadenfenster direkt belichtet wird und einen Umgangschor mit einem Kapellenkranz aus vier Radialkapellen, was auf ihre Nutzung als Pilgerkirche hindeutet. Die Fassade ihres zweigeschossigen Portalvorbaus ist die einzige, welche die Französische Revolution schadlos überstanden hat.

## Geschichte
Châtel-Montagne war wegen seiner Lage auf den steilen Hängen des Besbre im Herzen der Berge des Bourbonnais (historische Provinz) an der Grenze zwischen den Departements Allier und Saône-et-Loire lange Zeit schwer zugänglich.
Seine schon frühe Besiedlung ist durch zahlreiche Funde von Artefakten wie Feuersteinwerkzeuge und Tonscherben nachgewiesen. In der gallischen Epoche war es wahrscheinlich ein Oppidum, eine befestigte, stadtartig angelegte Siedlung der La-Tène-Zeit (späte Eisenzeit), zum Schutz der alten Straße von Vichy nach Roanne, bevor es von den Römern besetzt worden ist.
Im 11. Jahrhundert ist das „Castrumin Montanis“, wie es seit der Römerzeit genannt wurde, die Heimat einer der bedeutendsten Baronien der ehemaligen Provinz Bourbonnais. Von seiner ehemaligen Burgfestung zeugen noch zwei Stümpfe der Türme und Reste ihrer Mauern.
In dieser Zeit existierte bereits auf dem heutigen Standort eine vermutlich erste Pfarrkirche, die zur Diözese Clermont gehörte. In einem Dokument heißt es: „Die Kirche, erbaut zu Ehren der Jungfrau Maria, liegt in Châtel“. Nach einer lokalen mündlichen Überlieferung soll sie auf Initiative eines reichen Einwohners namens Ponthonnier erbaut worden sein.
Gegen 1082 schenkten ein Seigneur Dalmas und seine Frau Étiennette den Mönchen von Cluny alle Güter, die sie in Châtel-Montagne besaßen, inklusive der Kirche Notre-Dame und einer Kapelle. Das Ausmaß der Spende war beachtlich und dafür bestimmt, eine kleine Klostergemeinschaft einzurichten und zu unterhalten. Papst Urban II. dokumentierte diese Schenkung im Jahr 1095, die erste schriftliche Nennung von Besitzungen Clunys über Châtel.

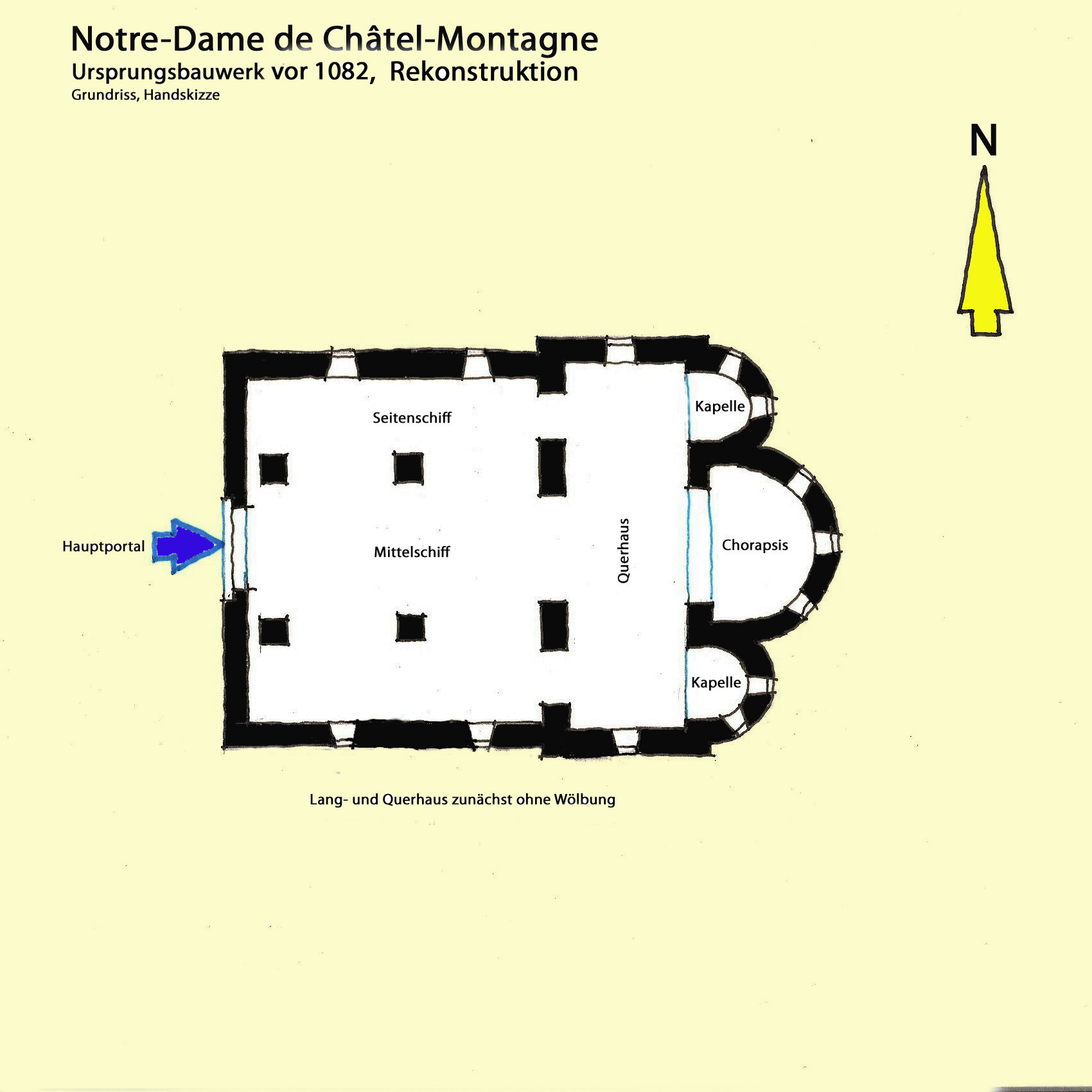
Ursprungsbauwerk, Grundriss

Das kleine Priorat sollte für drei bis vier Mönche eingerichtet werden, die Klostergebäude mit einem Kreuzgang schlossen unmittelbar auf dem Gelände nördlich der Kirche an.
Bei dieser Kirche handelt es sich um das Bauwerk, dessen Reste noch im heutigen Gebäude mit den unteren Bauteilen des vorderen Langhauses (Joche 3 und 4) und des Querhauses erhalten sind. Der Grundriss bestand aus einem dreischiffigen und zweijochigen Langhaus, einem seitlich knapp ausladenden Querhaus und einem gestaffelten Chorhaupt aus einer breiteren Chorapsis, die von zwei schlanken Kapellenapsiden flankiert wurden. Die Gestaltung des Bauwerks war schlicht und ohne architektonischen Schmuck, die Pfeiler besaßen quadratische und rechteckige Querschnitte, die Bauteilkanten waren rechtwinklig. Das Lang- und Querhaus wurden zu dieser Zeit noch nicht von steinernen Gewölben überdeckt, sondern von hölzernen Balkendecken. Lediglich die Apsiden waren mit halben Kugelkalotten eingewölbt. Der beigefügte Grundrissplan zeigt eine sehr wahrscheinliche Rekonstruktion.

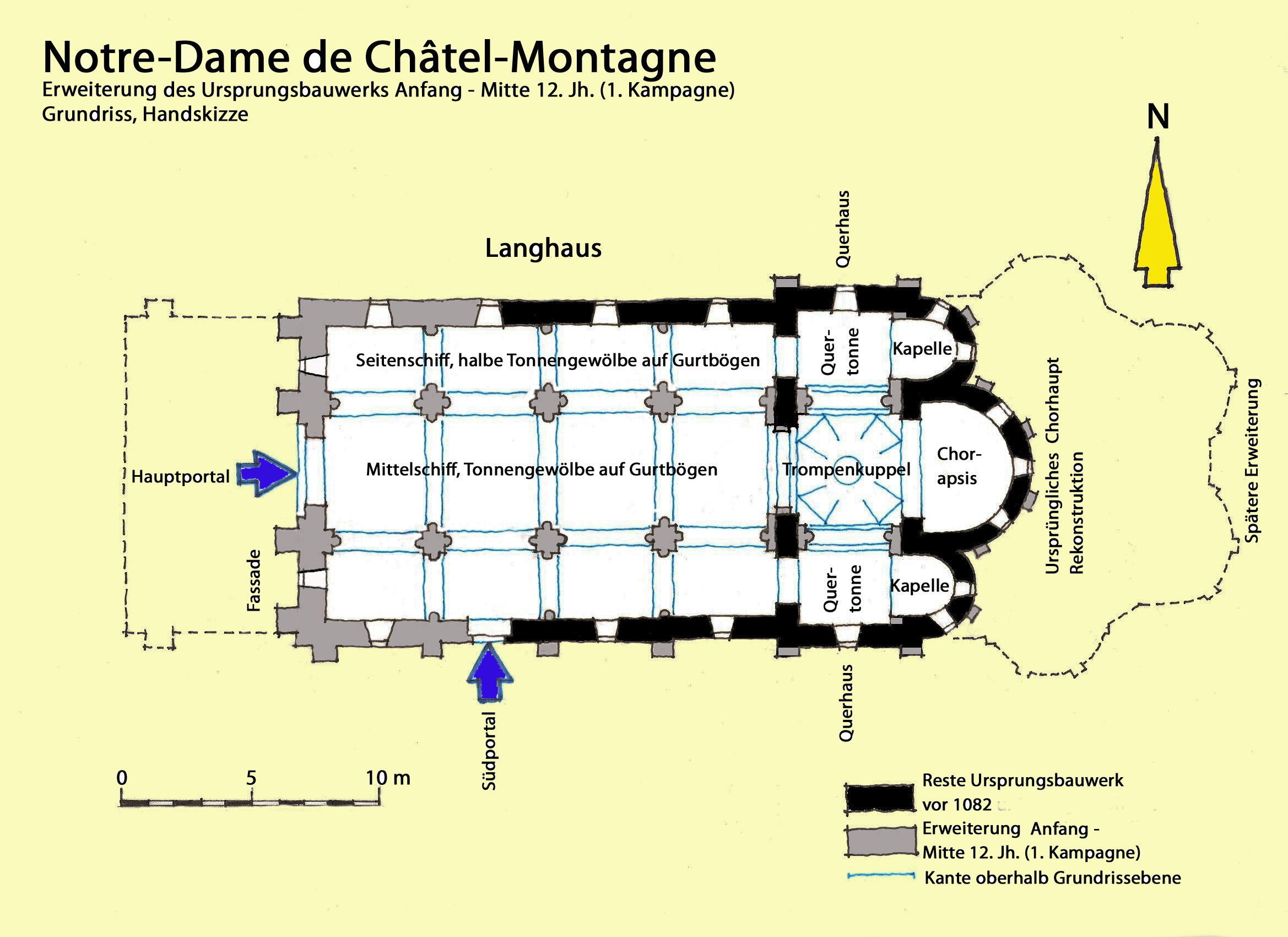
Erste Erweiterung, Grundriss

Um das Jahr 1100 begann man mit der ersten Ausführungskampagne der neuen Kirche, die um 1125 abgeschlossen war. Aus wirtschaftlichen Gründen erhielt man – außer der Westwand – die Außenwände des Langhauses, die Wände des Querhauses und zunächst das vollständige Chorhaupt des Ursprungsbauwerks bei, die zur Wiederverwendung in den Neu- und Erweiterungsbau integriert worden sind.

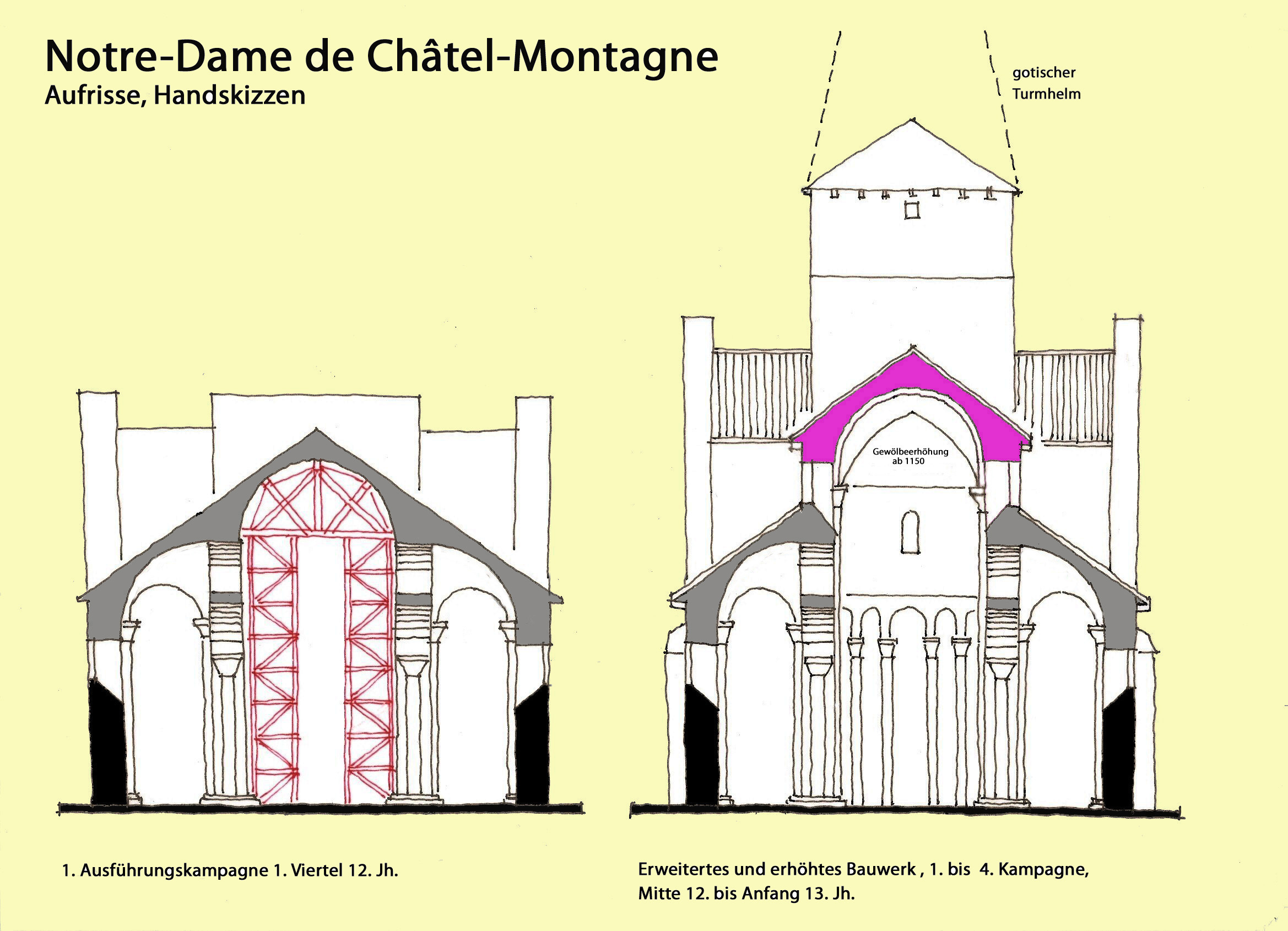
Notre-Dame de Châtel-Montagne, Aufrisse

Das nach wie vor dreischiffige Langhaus wurde nach Westen um zwei zusätzliche Joche auf insgesamt vier erweitert. Es erhielt eine steinerne Einwölbung unter einem gemeinsamen Satteldach. Das Mittelschiff wurde mit Tonnengewölben auf Gurtbögen überdeckt, die Seitenschiffe von halben Tonnengewölben auf halben Gurtbögen, deren Scheitel exakt mit den Gewölbeansätzen des Mittelschiffs übereinstimmten. Die Scheidewände zwischen den Schiffen, mit den darin ausgesparten Arkaden, wurden gänzlich erneuert und um zwei Joche verlängert.
Ob mit der ersten Einwölbung des Langhauses auch das Querhaus neue Gewölbe erhielt ist nicht belegt. Die heutigen sehr hoch reichenden Querhausgewölbe sind jedenfalls erst nach der späteren Erhöhung des Mittelschiffs entstanden.
Auf der Nordseite des Langhauses hat man zunächst auf die Aussteifung mit Strebepfeilern in Verlängerung der Gurtbögen verzichtet, da die dort angebauten Klostergebäude, wie etwa der Kreuzgang, diese Aufgabe übernommen hatten.
Nahezu übergangslos begann gegen 1130 die zweite Baukampagne, die Errichtung des Portalvorbaus mit einer der wenigen durchgestalteten Fassaden in der Auvergne.
Etwa mit ihrer Fertigstellung gegen 1150 begann die dritte Baukampagne mit dem Neubau des Chorhauptes aus Umgangschor mit einem Kapellenkranz aus vier Radialkapellen und dem Abriss des alten Chorhauptes der Ursprungskirche. Diese Arbeiten wurden gegen Ende des 12. Jahrhunderts beendet. Bis in diese Kampagne wiesen die Dächer und Giebel des Querhauses mit der Vierung die Höhen des Ursprungsbauwerks auf, die zunächst von den anstoßenden Giebeln des Mittelschiffs und des Chorjochs deutlich überragt wurden.
Zur gleichen Kampagne rechnet man auch die Aufstockung des Mittelschiffgewölbes um die Obergadenzone. Deren Beginn wurde von Le-Fèvre-Pontalis als feststehend um 1150 datiert, dessen Ansicht später von Marcel Aubert, Génermont, Pradel und Balme übernommen wird. Für den Autor Bernard Craplet erscheint diese Behauptung nicht fundiert. Er verweist auf die Einheitlichkeit des ganzen Mittelschiffs hin, die auf einen einzigen Entwurf und eine durchgehende Umsetzung schließen lässt. Er belegt seine Deutung damit, dass es „keine Spuren von etwaigen Ausbesserungen zu erkennen sind“, die nach einer Aufstockung zwischen den Scheidewänden und den später aufgemauerten Wänden der Obergadenzonen hätten auftreten müssen.
Die erste Annahme wird bestätigt durch die in der Kirche gezeigten Darstellungen eines Aufrisses des Langhauses mit einem Mittelschiffgewölbe, das ohne Obergaden unmittelbar in Höhe der Scheitel der Seitenschiffgewölbe ansetzt, und die Gestaltung der Scheidewände und Seitenschiffe aus der ersten Kampagne zeigt (siehe Skizze). Dieser Ausführungsstatus belegt, dass das heutige Mittelschiffgewölbe mit seiner Obergadenzone erst nachträglich erhöht worden sein müsste. Die zweite Annahme von Craplet geht sicher davon aus, dass es den Status mit dem niedrigeren Mittelschiffgewölbe nicht gegeben hat und das hohe Mittelschiff schon in der ersten Kampagne ausgeführt worden ist.
Die erste verlässliche schriftliche Nennung des cluniazensischen Priorates von Châtel-Montagne fand 1131 statt: Eine Urkunde des Bischofs Armerie de Clermont erkennt dem Prior das Recht zu, die Ernennung in die Pfarrei von Artefeuilles vorzunehmen.

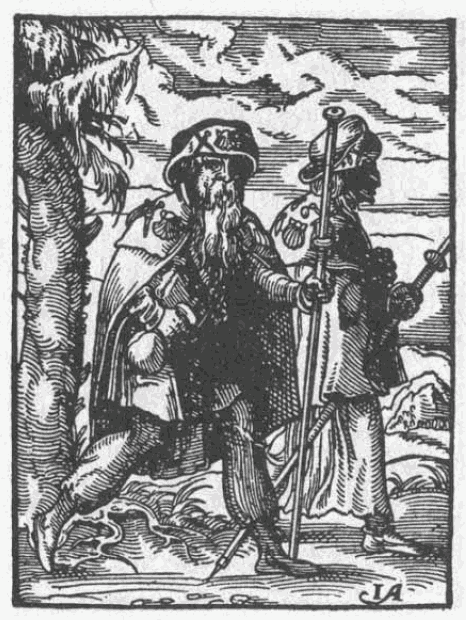
Jakobspilger, Holzschnitt von 1568

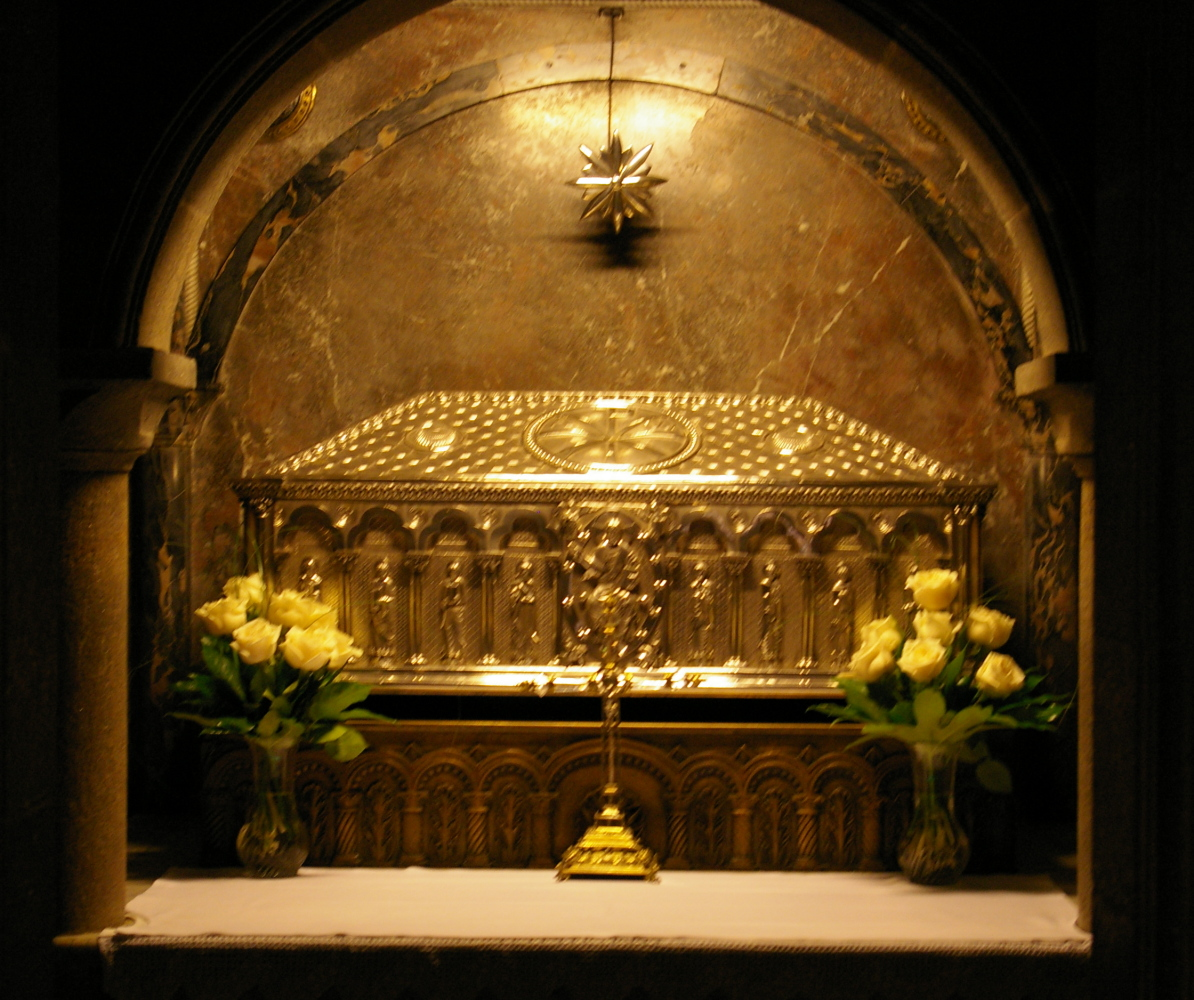
Jakobsgrab, Santiago de Compostela

Das heutige überraschend große Chorhaupt der Kirche, überhaupt das riesige Volumen des Bauwerks in einem so kleinen Dorf in abgeschiedener Lage lassen darauf schließen, dass es sich um eine ehemals bedeutende Pilgerkirche handelte, die eine wichtige Station auf dem Pilgerweg nach Santiago de Compostela war.
Die gegen Ende des 11. Jahrhunderts einsetzenden Pilgerfahrten und die damit verbundenen Spendeneinnahmen, lösten vermutlich auch in Châtel-Montagne die ersten Umbaukampagnen aus, vor allem die Einwölbungen der Schiffe und die Erweiterung des Langhauses auf etwa das doppelte Volumen. Auch die zweite Baukampagne, die Errichtung des zweigeschossigen Portalvorbaus, war eine nochmalige Vergrößerung der Nutzfläche der Kirche. Der größte Erweiterungsabschnitt, das neue Chorhaupt mit Ambulatorium und Kapellenkranz, ab Mitte des 12. Jahrhunderts, fiel zusammen mit dem Ende der großen Blütezeit der Wallfahrt nach Santiago in der ersten Hälfte des 12. Jahrhunderts. Man brauchte für eine Pilgerkirche vor allem mehr Bewegungsflächen für die zahlreichen Pilger, wie Chorumgänge und Seitenschiffe, und möglichst viele Kapellen, zur Präsentation von Reliquien und deren Verehrung. Die Pilgerkirchen dienten damals häufig auch als Übernachtungsort für die Pilger.
Châtel-Montagne lag etwa 40 Kilometer östlich der von Nevers nach Clermont fast geradlinig von Norden nach Süden verlaufenden Teilstrecke des Pilgerwegs (heute N7 und N9), der die ganze Region der Auvergne mit zahlreichen Pilgerkirchen für die Pilger erschloss.
Als nach Mitte des 12. Jahrhunderts die Streitereien zwischen Frankreich und England um Aquitanien begannen, gingen die Pilgerbewegungen zurück. Die Kriege des 13./14. Jahrhunderts, wie etwa der Hundertjährige Krieg (1339–1453), brachten einen dramatischen Einbruch. Die Klostergemeinschaft konnten somit von der Erweiterung ihrer Kirche nicht mehr lange profitieren.
Als Mitte des 12. Jahrhunderts mit dem Bau des Chorhauptes begonnen wurde, war der Andrang der Jakobspilger auf die Pilgerkirchen, so auch auf Notre-Dame de Châtel-Montagne, auf ihrem Höhepunkt angelangt. Die Baumeister mussten auf einen weitgehend ungestörten Betrieb der Gottesdienste der zahlreichen Pilger achten. Man kam so auf die Idee, zunächst die drei Apsiden des Ursprungschorhauptes so lange wie möglich zur religiösen Nutzung zu erhalten, während jenseits ihrer Mauern die Arbeiten am neuen Chorhaupt weitergeführt werden konnten. Das konnte man mit einem Abrücken der Chorhauptes von der Ostwand des Querhauses mit einem später einzufügenden Verbindungstrakt erreichen. Erst als man an die Errichtung der westlichen Giebelwand des Chorhauptes angelangt war, musste man die Öffnungen in der östlichen Querhauswand provisorisch verschließen, zur Abgrenzung des mit Pilgern gefüllten Gottesdienstraums von den Bauarbeiten. Erst jetzt konnten die Apsiden abgebrochen und die restlichen Arbeiten am Chorhaupt weitergeführt werden, die mit dem Einfügen des Verbindungsabschnitts in relativ kurzer Zeit beendet waren (siehe auch Abschnitt Bauwerk/Chorhaupt).
Mit der Wende vom 12. zum 13. Jahrhundert begann die vierte Baukampagne, in der die oberen Teile des Querhauses und der Vierung verändert und der zweigeschossige fast quadratische Vierungsturm gebaut worden ist. In diesen Abschnitt fällt auch die Errichtung des Narthex vor dem Südportal.

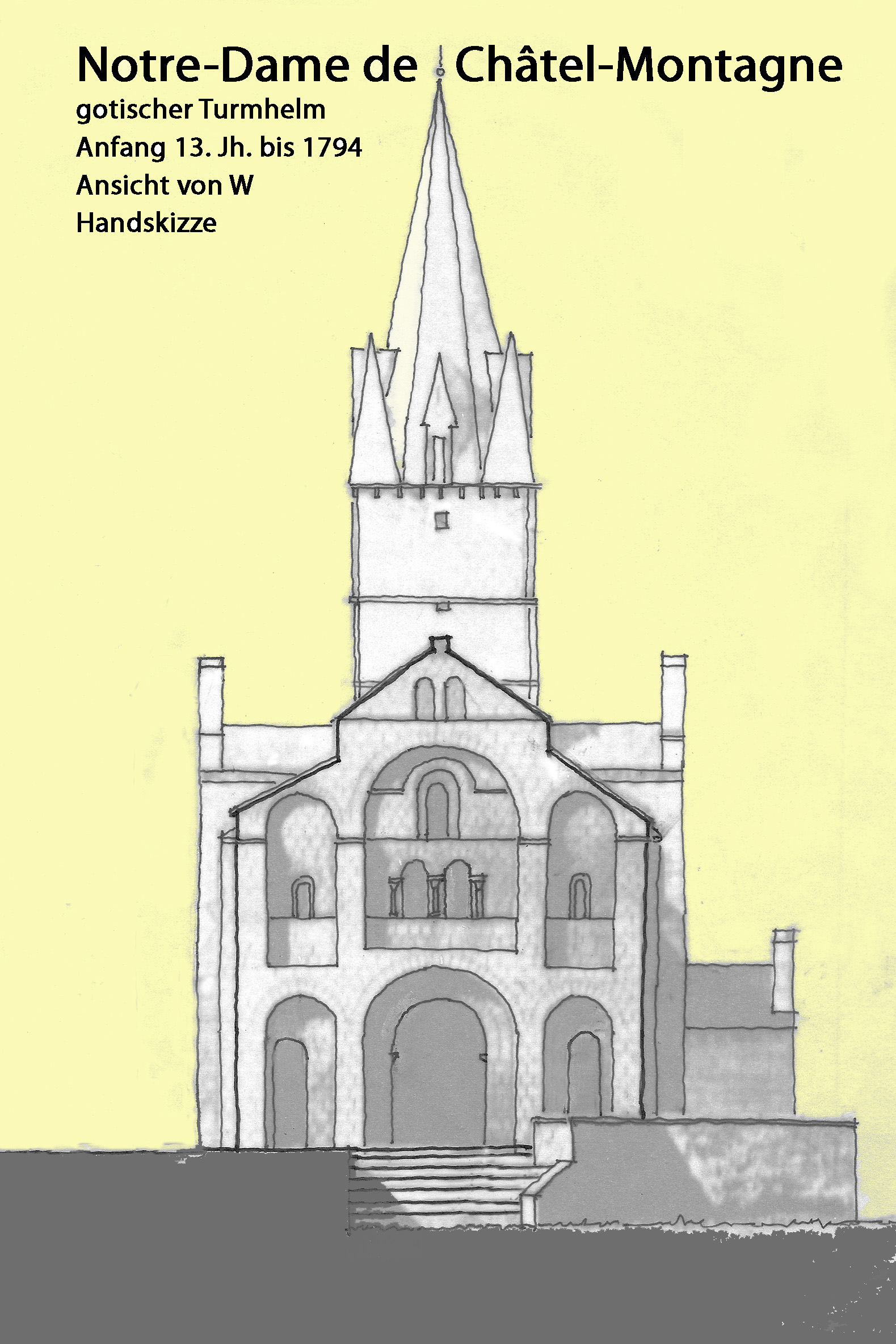
Ansicht von Westen mit Turmhelm, Handskizze

Anfang des 13. Jahrhunderts erhielt die Kirche einen steinernen gotischen Turmhelm, der 13 Meter hoch und spitz zulaufen aufragte und fast 600 Jahre Bestand hatte.
Im frühen 13. Jahrhundert, als die Kirche ihr größtes Volumen und ihre reichhaltigste Ausstattung erreicht hatte, gehörte das Gebäude zur mächtigen Familie derer von Montmorillon, die auf einem Schloss etwa 4 Kilometer östlich von Châtel-Montagne residierten, von dem heute noch eine Ruine existiert. Gegen Ende des 13. Jahrhunderts gehörte sie dem Marquis de Lapalisse. Der Ort liegt knapp 20 Kilometer südlich von Châtel-Montagne.
In einem „Verzeichnis der Visiten“ (Kontrollbesuche) wurden für 1294, 1310 und 1353 die regelmäßige Präsenz eines Priors und von vier Mönchen dokumentiert.
Im Jahr 1331 wurde das Priorat den Stiftsdamen von Lavenne (im Puy-de-Dôme, in der Nähe von Maringues) unterstellt. In einer anderen Quelle wird für dieses Ereignis das Jahr 1501 genannt. Von da an verfielen die Klostergebäude zu Ruinen.
1462 wurde die Kirche wieder Pfarrkirche. Bis zur Entstehung des Bistums von Moulins im Jahr 1822 gehörte sie zum Bistum von Clermont.
Im Jahr 1794 ließ die hier rege tätige Jakobinergemeinde die Ortschaft in „Mount sur Besbre“ umbenennen und veranlasste den Einriss des 13 Meter hoch aufragenden Turmhelms. Danach verkaufte sie das Kirchengebäude, das dann in ein Lager für Salpeter umgewidmet wurde. Seiner Bewachung durch die Nationalgarde bewahrte es vor dem gänzlichen Abriss.
Gegen 1835 wurde die nördliche Kapelle, die den gleichen halbrunden Grundriss aufwies, wie die anderen Radialkapellen, in eine mit rechteckigem Grundriss umgeändert. Gleichzeitig dekorierte man die Kirche mit Marmorimitationen und Bronzeteilen. Den Kapellenkranz stattete man mit so genannten „geschwollenen Engeln“ (fr. anges bouffis) aus, auf blauen Hintergründen.
Im Jahr 1840 wurde die Kirche in die Liste historischer Denkmäler (Monument historique) aufgenommen und man begann mit den ersten Restaurierungen: Von 1850 bis 1900 folgten umfangreiche Restaurierungsarbeiten, die zur Aufgabe hatten, die im Laufe der Jahre erfolgten oft unglücklichen Veränderungen zu entfernen und das authentische Aussehen zu Beginn des 13. Jahrhunderts, nach den vier Baukampagnen, weitestgehend wiederherzustellen.
Die Seitenwände des Langhauses sind im 19. Jahrhundert erheblich ausgebessert worden. Man erneuerte zahlreiche Kragsteine, Kranzleisten und die die Bögen der Fenster umschließenden Gesimse mit Rollenfriesen. Die Strebepfeiler auf der Nordwand des Langhauses, dort wo früher der Kreuzgang des Klosters anschloss, stammen aus den Jahren 1855 bis 1868. Damals wurden auch die Fassaden der Querschiffarme gänzlich restauriert und mit schwerfälligen Giebeln versehen. Auch das Chorhaupt blieb von den Restauratoren nicht verschont: Kranzleisten und Kragsteine wurden vollständig erneuert und das Dach neu gestaltet. Man muss bezweifeln, dass das Dach des Chorhauptes im Ursprung eine so geschlossene Linienführung hatte und die Kapellendächer so flach waren. Die obersten ein bis zwei Schichten des Mauerwerks der Kapellen und des Umgangs sind heute aus fast weißem Werkstein und unterscheiden sich deutlich von dem darunter befindlichen Mauerwerk. Das könnte vielleicht auf eine späte umfangreiche Korrektur dieser Traufbereiche hinweisen. Im Zuge dieser Restaurierungen wurde auch eine Kapelle entfernt, die man im 17. Jahrhundert auf der Nordseite im vierten Jochs angebaut hatte.
Aus wirtschaftlichen Gründen wurde auf die Wiedererrichtung des steinernen Turmhelms verzichtet. Seither bemühte man sich nur um die routinemäßigen Wartungsarbeiten der Dächer und deren notwendig gewordenen Abdichtungen.

## Bauwerk

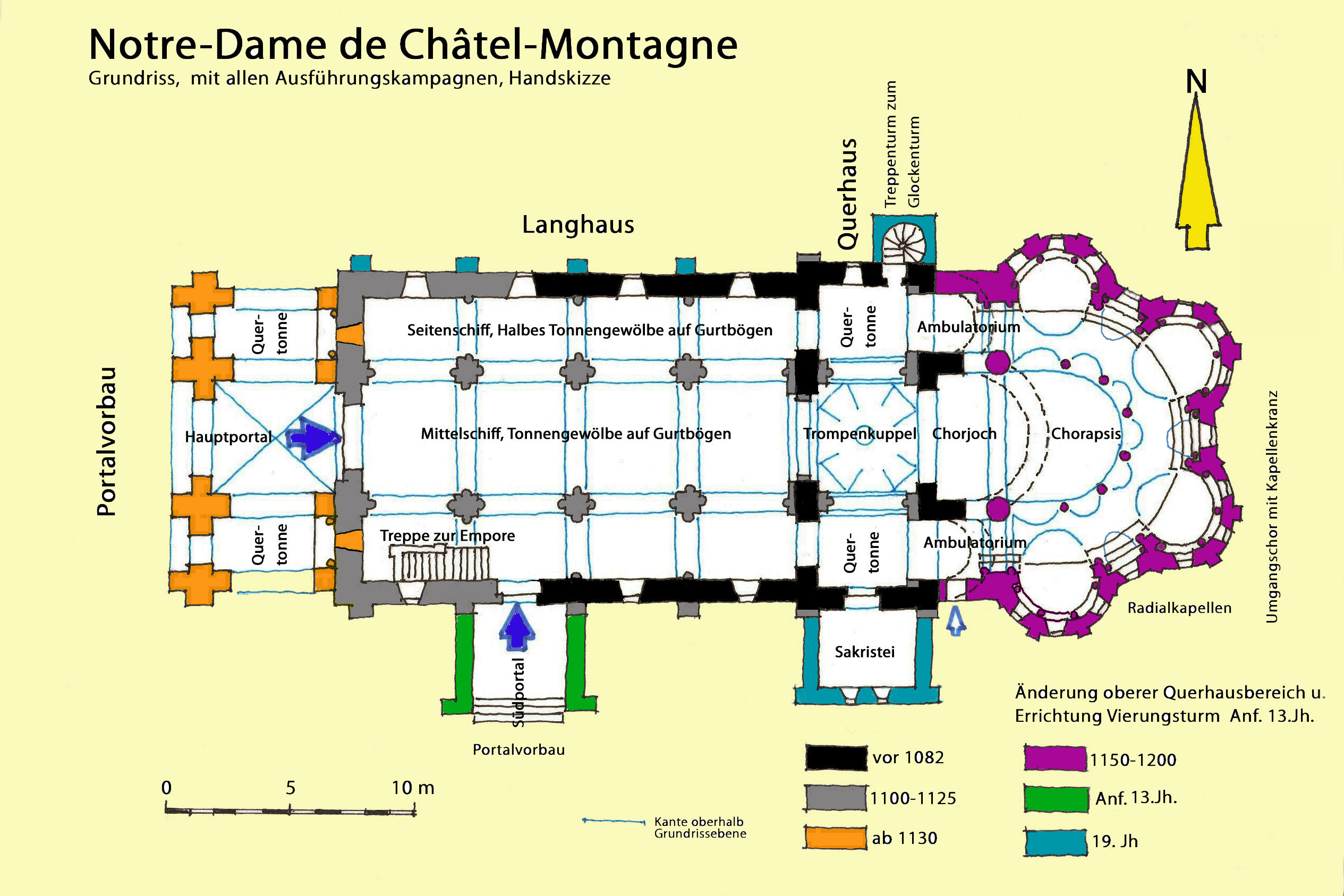
Notre-Dame de Châtel-Montagne, alle Bauabschnitte, Grundriss

Abmessungen (circa, aus Grundriss gemessen und hoch gerechnet):
- Gesamtlänge außen (ohne Pfeilervorlagen): 42,2 m
- Langhausbreite außen (ohne Pfeilervorlagen): 13,4 m
- Langhausbreite innen: 11,2 m
- Mittelschiffbreite (zwischen den Pfeilern): 2,5 m
- Langhauslänge innen: 17,8 m
- Querschifflänge außen (ohne Pfeilervorlagen): 13,9 m
- Querschiffbreite: 3,5 m
- Chorapsisbreite innen: 6,2 m
- Chorumgangsbreite innen: 2,2 m
- Portalvorbaubreite (ohne Pfeilervorlagen): 12,1 m
- Portalvorbautiefe (ohne Pfeilervorlagen): 5,5 m
- Mittelschiffhöhe im Gewölbescheitel: 12,6 m

### Lage

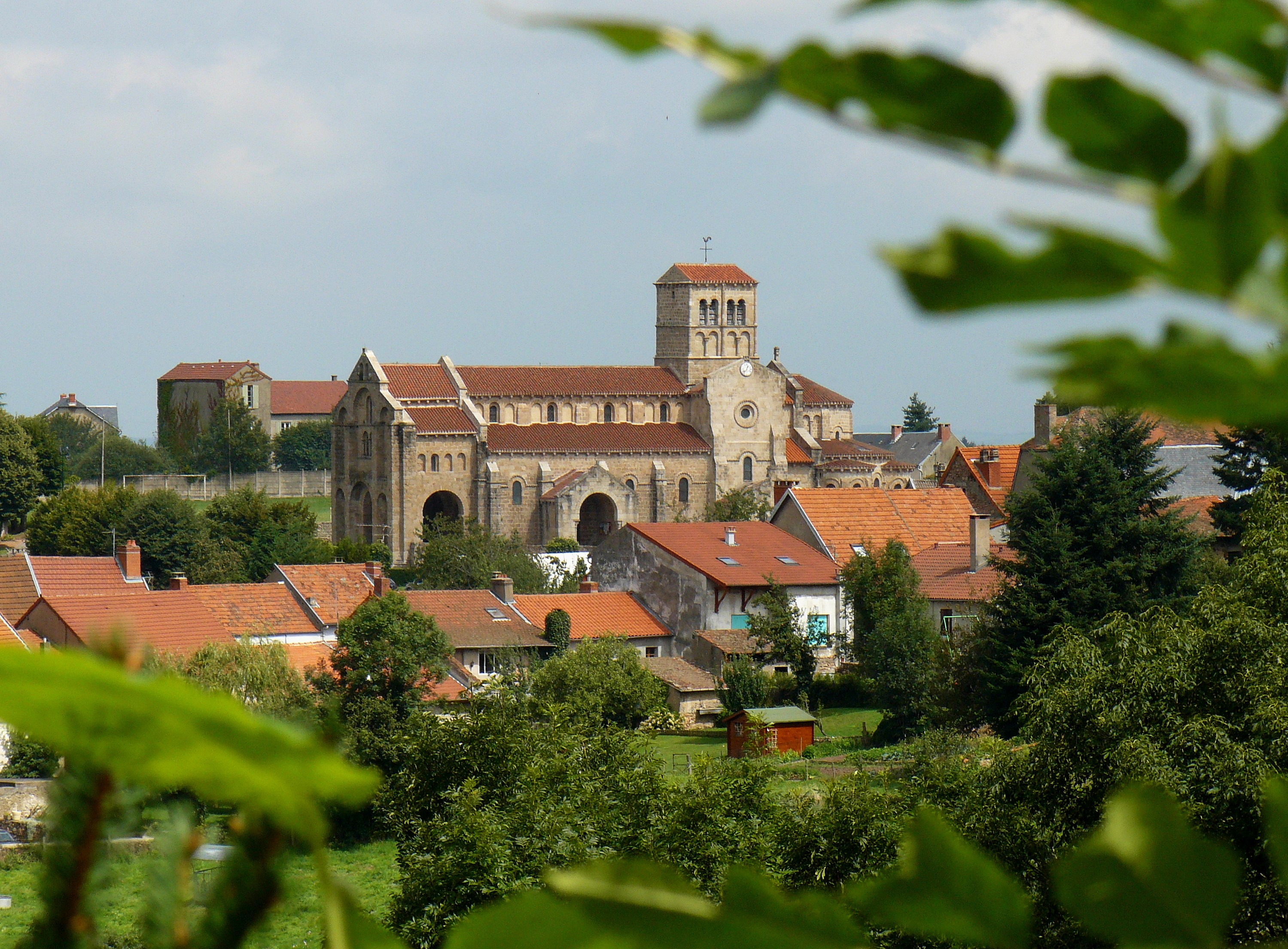
Panorama von Süden

Ausläufer des Massif des Monts de Madelaine bilden im Osten von Vichy die Grenze der Auvergne zur Bourgogne. Sie fallen behutsam dem Tal des Allier zu und werden tief durchschnitten vom Tal der Besbre und ihren Nebenflüssen. In der hügeligen abgeschiedenen Gegend trifft man nur selten auf ein Dorf. Umso mehr überrascht den Besucher die Entdeckung dieser großartigen romanischen Kirche, die als eine der bemerkenswertesten des heutigen Bourbonnais gilt. Ihre recht eigenwillige Architektur gibt den Kunsthistorikern zahlreiche Rätsel auf. In diesem Grenzgebiet haben sich ihre Baumeister von der Baukunst der Auvergne, wie auch der von Burgund, insbesondere der Clunys, zu dem das Priorat von Châtel gehörte, anregen lassen. Man kann mindestens vier stilistisch unterschiedliche Umbauphasen aus der Romanik ausmachen, die dennoch eine harmonische Einheit bilden. Die Kirche steht am nördlichen Rand der Gemeinde auf einer Anhöhe, außer- und oberhalb ihrer geschlossenen Bebauung, von der sie durch einen großräumigen Dorfplatz getrennt wird. Auf der Südseite der Kirche befindet sich das unmittelbare Umgebungsniveau bis knapp zwei Meter über dem anschließenden Niveau des Platzes und der Dorfstraße. Dieser Höhenunterschied wird durch eine Mauer markiert, aus Bruchsteinen aller Formate und Formen, die in wildem Verband vermauert sind und verkleinert sich in östlicher Richtung auf Null. Über großzügige Freitreppen gelangt man vom unteren Niveau zu den beiden Portalen auf der Süd- und Westseite.

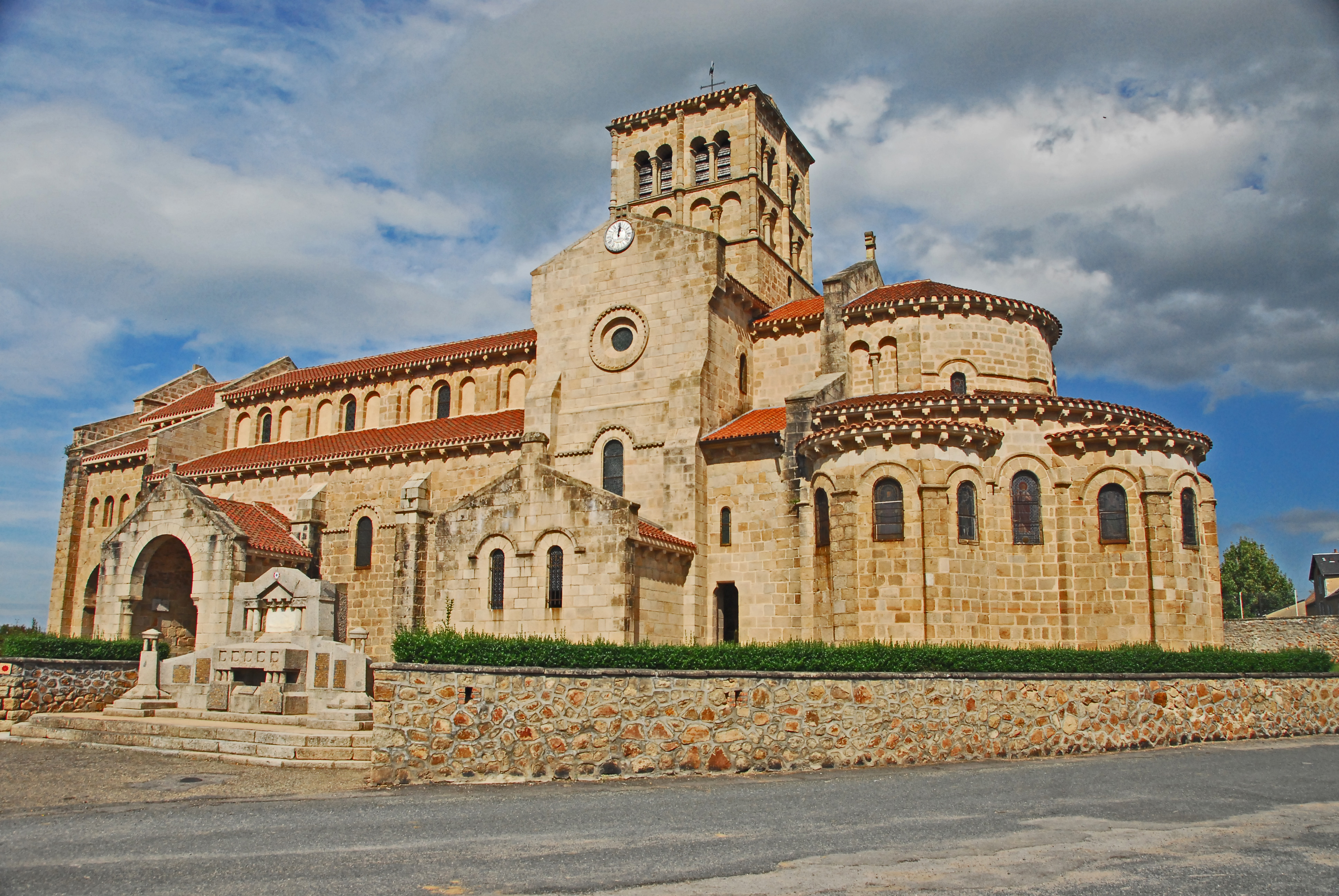
Gesamtansicht von SO

### Äußere Erscheinung
Fast alle Bauwerksteile der Kirche sind aus Werksteinen aus grobem Granit gefertigt, die Mauern aus großformatigen Quadern und Keilsteinen gemauert. Die große Härte dieses Steinmaterials begrenzt seine künstlerische Skulptur und lässt feingliedrige Strukturen kaum zu. Der am Portalvorbau verwendete Granit ist gröber als bei den übrigen Teilen der Kirche, worauf das strenge Aussehen seiner Fassade nicht zuletzt zurückgeführt wird. Die Steine sind von einer warmen safran- und honigfarbenen Patina überzogen. Ihre rauen Oberflächen kommen im Licht der tief stehenden Nachmittagssonne am besten zur Geltung. Die bei den Traufen zur Unterstützung der Traufgesimsplatten verwendeten Hobelspankragsteine mit ihrer sehr feingliedrigen Skulptur sind wahrscheinlich aus weniger hartem Material skulptiert. Ihre weitgehend gut intakten Formgebungen verdanken sie vermutlich den Restaurierungen des 19. Jahrhunderts. An den Traufen des Glockenturms und der südlichen Portalvorhalle befinden sich noch stark verwitterte Hobelspankragsteine, die sich über die Jahrhunderte hinweggerettet haben.

#### Langhaus

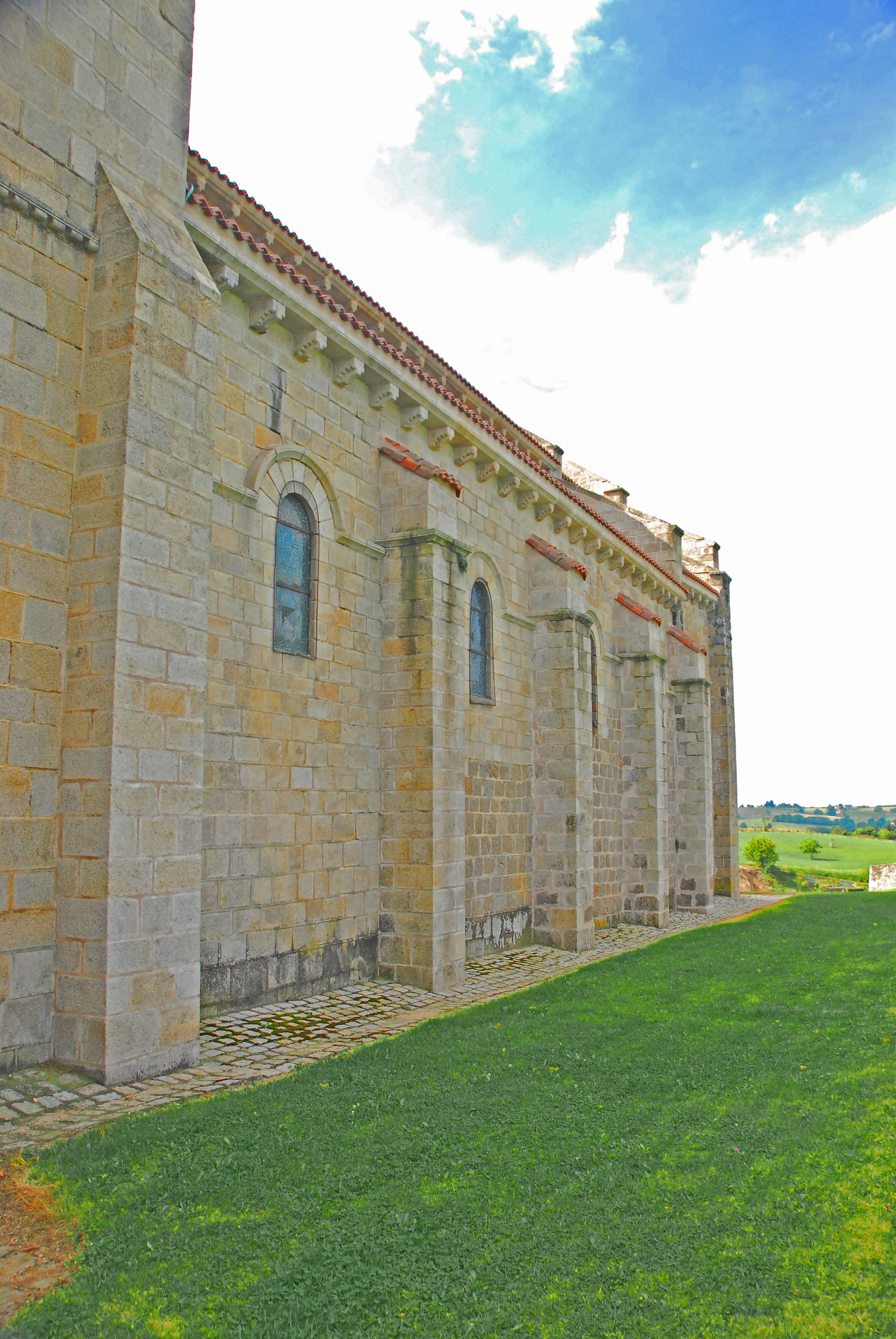
Langhaus, Nordwand von NO

Größere Teile des Langhauses sind noch vom Ursprungsbauwerk von vor 1082 erhalten, wie etwa die Außenwände der Seitenschiffe, von Mitte des 2. Jochs bis zum Querhaus und vom Außenniveau bis in Höhe der Bogenansätze der Fenster.
Das großräumige Langhaus besteht aus drei ungewöhnlich hohen Schiffen und vier Jochen, die durch mehr und weniger vortretende Strebepfeiler getrennt sind. Das deutlich höhere Mittelschiff wird von einem Satteldach mit etwa 35 Grad Neigung überdeckt und die niedrigeren Seitenschiffe mit Pultdächern in gleicher Neigung.
Die Dächer sind mit roten Hohlziegeln in römischer Form eingedeckt, die auch Mönch-Nonnen-Ziegel genannt werden. Die unteren Ziegelreihen ragen knapp über der Vorderseite des weit ausladenden Traufgesimses aus, die aus kräftigen, im Querschnitt rechteckigen Steinplatten bestehen, deren untere Sichtkanten mit leicht gekehlten Fasen gebrochen sind. Die Platten liegen waagerecht auf eng gestellten Hobelspankragsteinen auf. Die zwischen den Gesimsplatten und den aufliegenden Dachziegeln entstandenen wellenförmigen Öffnungen sind bündig mit der Vorderseite der Gesimsplatten plan vermörtelt. Das Regenwasser kann von den Dachziegeln frei abtropfen.

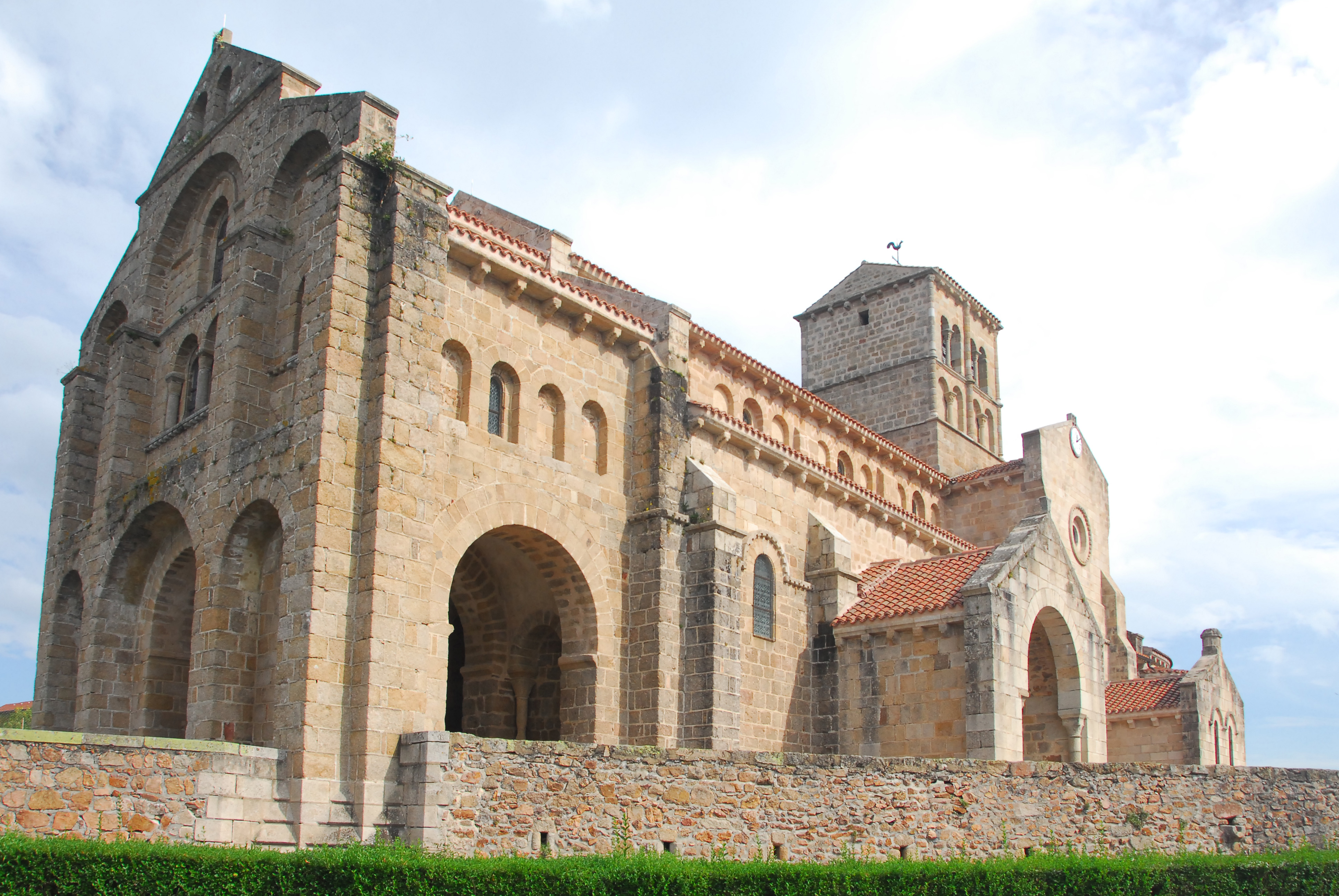
Ansicht von Südwesten

Die Strebepfeiler der Längswände der Seitenschiffe reichen fast hinauf, bis zur Höhe ihrer Traufen, wo ihre Oberseiten um 45 Grad nach außen abgeschrägt sind. Sie werden im oberen Abschnitt, über den Fenstern, auf einen geringeren Querschnitt reduziert. Die Reduktion wird von einem einfachen Kragprofil markiert, dessen unteren Sichtkante durch eine leicht gekehlte Fase gebrochen wird. Zentriert zwischen den Strebepfeilern ist in jedem Joch ein rundbogiges Fenster mit rechtwinkligen (scharfen) Laibungskanten ausgespart. Der Keilsteinbogen wird von einem Gesims mit einfachem Rollenfries überfangen, das in Höhe der Bogenansätze waagerecht abschwenkt und bis gegen die Strebepfeiler geführt wird. Auf der Nordseite wird das Gesims mit über den Fenstern mit einem Kragprofil ausgestattet, wie es bei den Strebepfeilern verwendet wird.
Im Obergadenbereich des Mittelschiffs ist in jedem Joch eine Dreiergruppe von Blendarkaden mit scharfkantigen Laibungen eingelassen, dessen mittlere jeweils ein etwas kleineres rundbogiges Fenster enthält.
Die ehemalige Fassade des Langhauses, die in Verlängerung seiner Längswände kräftige Strebepfeiler aufwies, verschwindet heute gänzlich unter dem später angebauten Portalvorbau. Das heute in der Vorhalle noch vorhandene große rundbogige Hauptportal entspricht wahrscheinlich dem in der ehemaligen Fassade des Langhauses. Wie eine mögliche Fensteröffnung oberhalb des Portals aussah ist nicht mehr feststellbar, da im Zuge der Arbeiten am Portalvorbau die ehemalige Fassadenwand im Bereich dessen Obergeschosses in fast ganzer inneren Breite und Höhe des Mittelschiffaufrisses geöffnet worden ist. Die schrägen Oberseiten der Fassadenwand reichten damals nur knapp über die Dachneigungen hinaus.

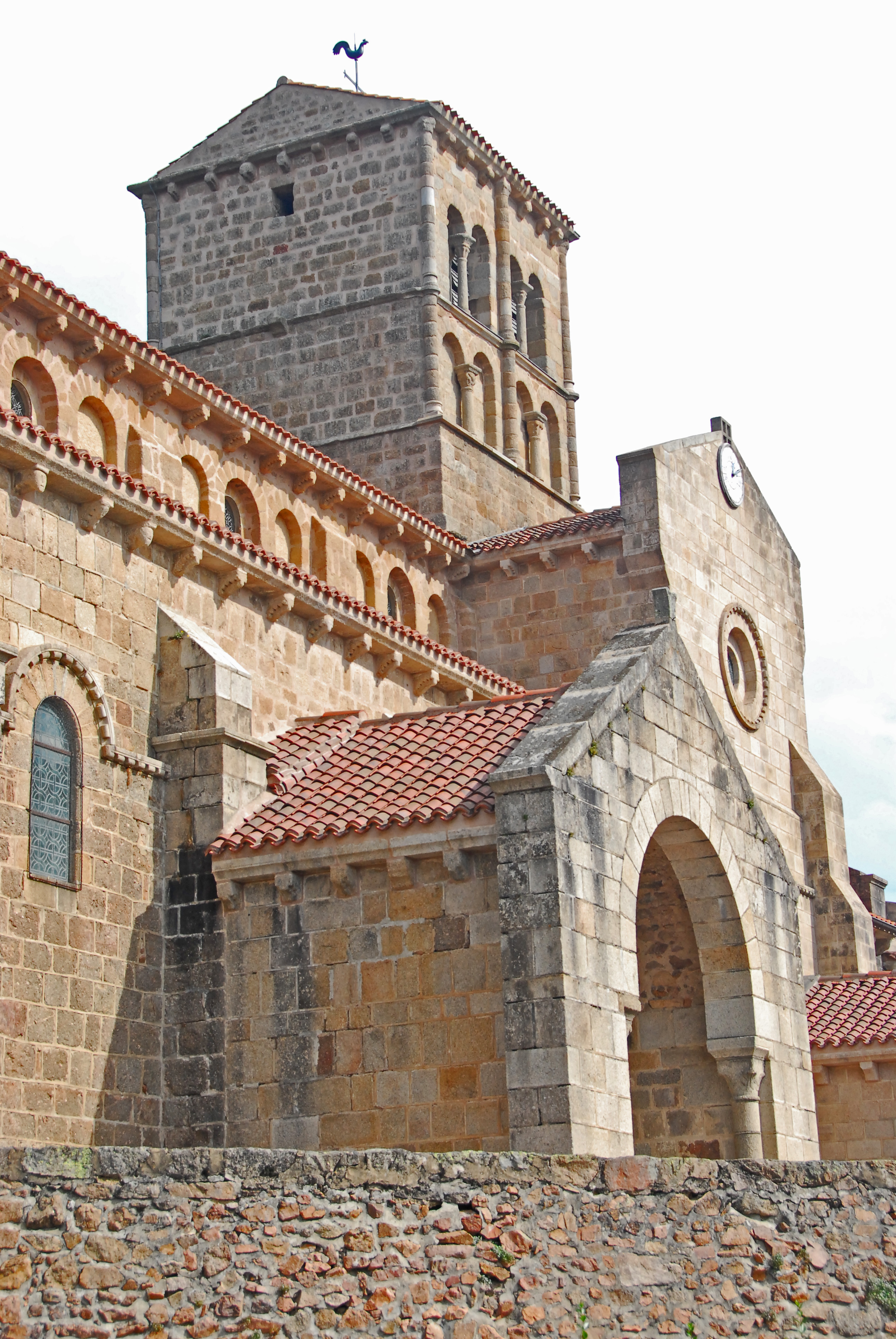
Südlicher Narthex von SW

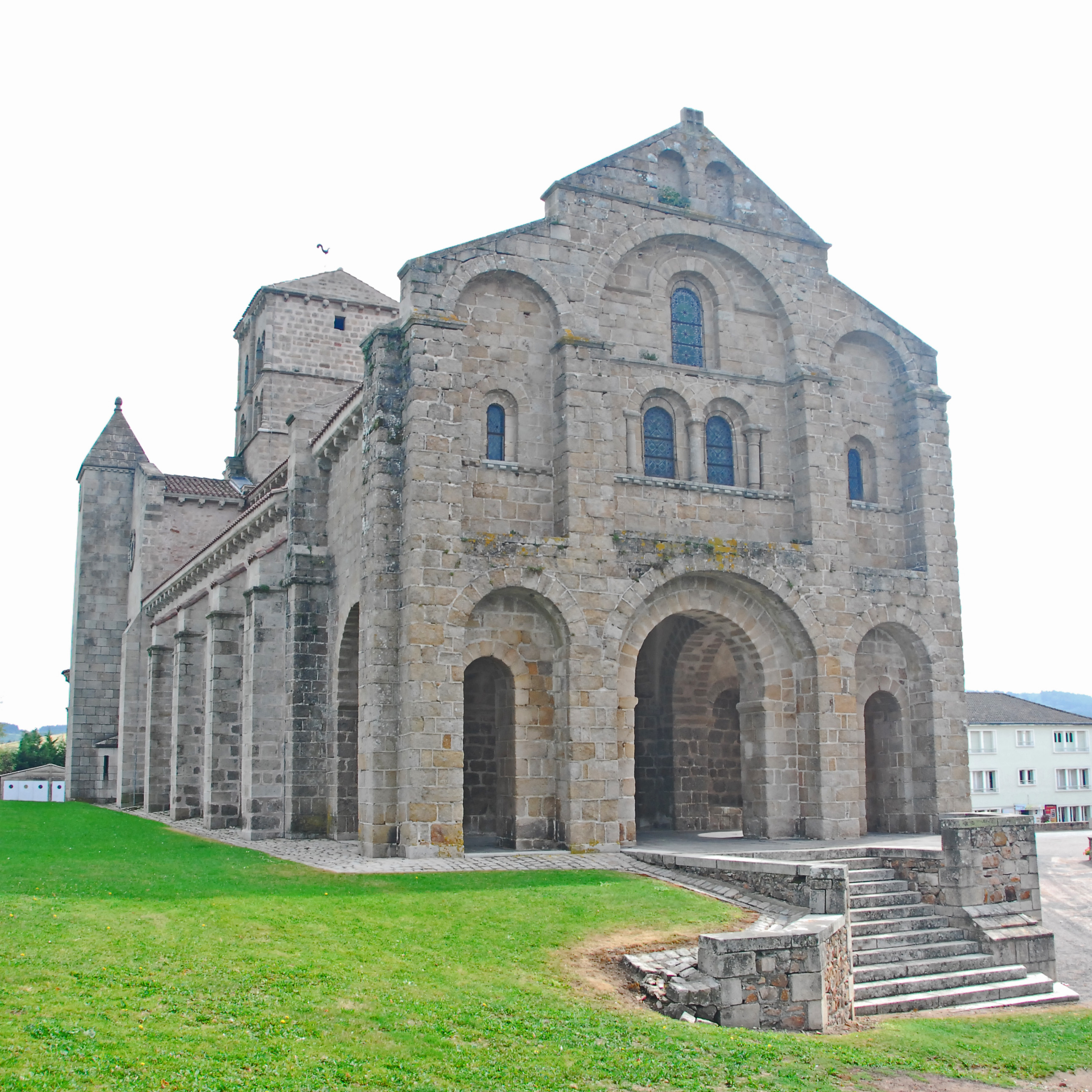
Portalvorbau, Fassade von NW

Auf der Südseite des Langhauses ist vor dem zweiten Joch im 13. Jahrhundert auf einem fast quadratischen Grundriss ein offener Narthex angebaut worden. Seine geschlossenen Seitenwände stehen in Verlängerung der Strebepfeiler des Seitenschiffs. Er wird überdeckt von einem geringfügig steileren Satteldach, als die anderen, aber mit gleicher Eindeckung und Traufausbildung, deren Hobelspankragsteine aber stark verwittert sind. Nicht zuletzt scheidet daher eine andere Datierung auf das 19. Jahrhundert aus. Die schrägen Oberseiten der südlichen Giebelwand ragen in gleicher Neigung über die Dachflächen etwas hinaus und werden von oberflächenbündigen dicken Platten abgedeckt. Den First dieser Wand schmückt ein einfacher Steinquader, der sich nach oben etwas verbreitert. Die senkrechten Enden der Giebelwand decken die Traufüberstände vollständig ab, ihre oberen Enden werden mit Kämpferprofilen abgeschlossen. Frontseitig öffnet sich eine große rundbogige Arkade mit scharfen Bogenkanten. Ihr Bogen steht auf dreiviertelrunden Säulen, die mit schlichten Kapitellen, profilierten Kämpfern und Basen ausgestattet sind. Der Innenraum des Narthex wird von einem einfachen Tonnengewölbe überdeckt.

#### Portalvorbau

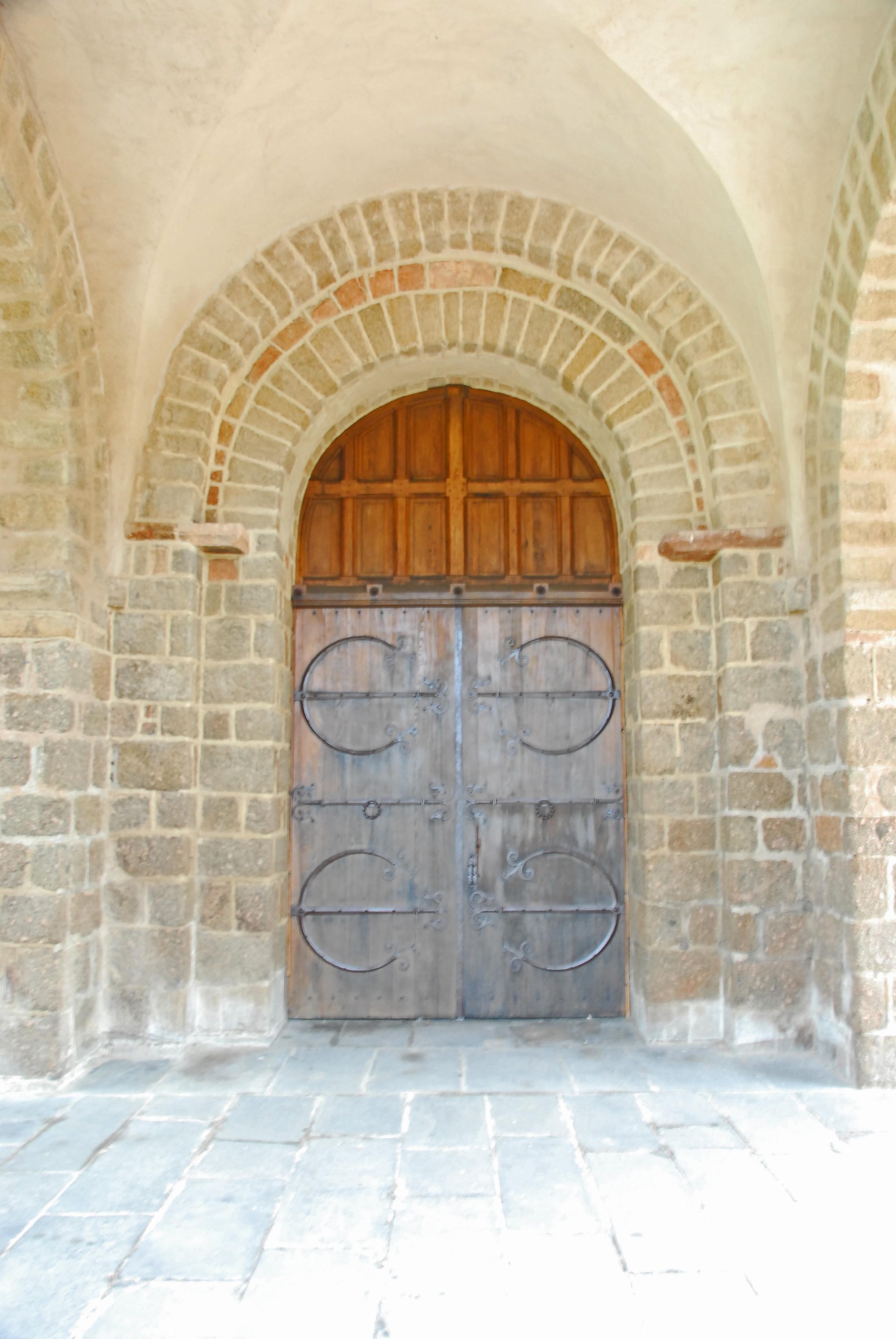
Hauptportal

Im Grundriss des in der zweiten Ausführungskampagne ab 1130 vor der Langhausfassade errichteten zweigeschossigen Portalvorbaus wird die Lage und die große Breite der Strebepfeiler der Fassade übernommen und nach Westen um ein Joch verlängert. Dadurch wird auch die Dreischiffigkeit des Langhauses im Vorbau übernommen. Die innere Breite und die Tiefe des Vorbaumittelschiffs ist identisch mit der Breite des Langhausmittelschiffs, die Breiten der Seitenschiffe sind etwas geringer als beim Langhaus. Dementsprechend treten die Oberflächen der seitlichen Außenwände gegenüber denen des Langhauses ein gutes Stück zurück.
Die Dreischiffigkeit des Vorbaus zeigt sich nach außen hin wieder durch die Staffelung der Dächer. Das Mittelschiff überdeckt ein Satteldach mit etwa gleicher Firsthöhe wie beim Langhaus. Da seine Neigungen etwas steiler sind, liegen seine Traufen etwas unter denen des Langhauses. Die Pultdächer über den Seitenschiffen des Vorbaus sind so hoch angeordnet, dass die Obergadenzonen fast ganz verschwunden sind und nur kleine Versätze zwischen Satteldachtraufen und Pultdachfirsten verbleiben. Die Pultdachtraufen des Vorbaus liegen deutlich über denen des Langhauses. Dadurch mussten die ehemaligen Giebelwandabschnitte im Bereich der Langhausseitenschiffe bis über die Oberflächen der Pultdächer des Vorbaus aufgemauert und mit leicht auskragenden Platten abgedeckt werden. Die Ziegeleindeckungen und Traufausbildungen entsprechen denen des Langhauses.

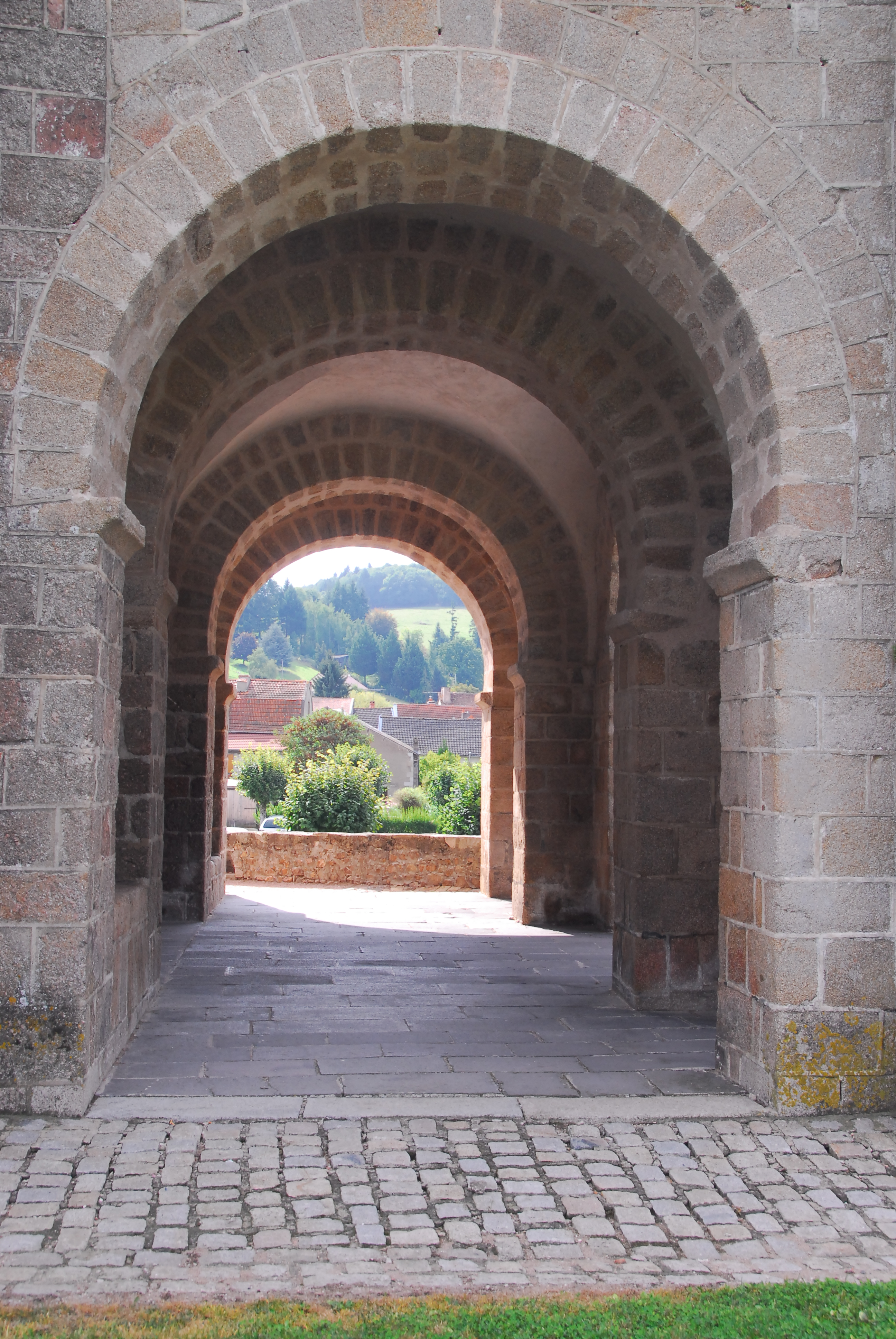
Portalvorbau, südliche Arkade

Auf beiden Seitenwänden des Vorbaus ist im Obergeschoss je eine Vierergruppe schlanker rundbogiger Blendarkaden eingelassen, deren Bögen etwa in Höhe der Traufen der Langhausseitenschiffe liegen. In der zweiten Arkadennische, von der Fassade aus, ist je eine etwas kleinere rundbogige Fensteröffnung ausgespart. In den seitlichen Außenwänden und in den Scheidewänden des Vorbaus sind im Erdgeschoss untereinander identische große, rundbogige Arkaden ausgespart, deren Bogenansätze mit Kämpferprofilen markiert sind. Alle Arkadenbögen und Wandpfeiler sind 96 Zentimeter breit.
Das Mittelschiff des Vorbaus wird mit einem Kreuzgratgewölbe überdeckt, die Seitenschiffe mit Tonnengewölben, die in Querrichtung der Kirche ausgerichtet sind. Die Gewölbe sind glatt verputzt und hell getönt.
Die zentrale rundbogige, leicht gestelzte Öffnung des Hauptportals, in das Mittelschiff des Langhauses, ist wahrscheinlich noch die gleiche, die schon den ersten Erweiterungsabschnitt der Kirche erschloss. Das große hölzerne Hauptportal ist horizontal geteilt in eine rechteckige zweiflügelige Tür und in ein geschlossenes Bogenfeld, das mit einer gitterartigen Struktur dekoriert ist. Die Portalflügel sind mit kunstvoll geschmiedeten Bändern an den seitlichen Rahmen aufgehängt. Die Portalöffnung und deren tiefe und scharfkantige Laibungen werden umgeben von einem einfachen rechtwinkligen Rückversatz der Oberfläche der ehemaligen Fassadenwand. Die Portalöffnung wird von zwei Keilsteinbögen überdeckt, die untereinander durch den Rückversatz getrennt sind. Der innere Keilsteinbogen wird außenseitig mit roten Steinen etwas verbreitert. Die Verbreiterung korrigiert gleichzeitig, dass die Bögen untereinander nicht konzentrisch angeordnet sind. Die versetzte Anordnung der Keilsteinbögen setzt sich an ihren unteren Enden in schmalen Streifen der Fassadenwand fort und in gleich breiten zurückversetzten Wandstreifen. Der Wechsel zwischen Bögen und senkrechten Wandkanten wird von roten Kämpferplatten markiert.
Die Fensteröffnungen in der ehemaligen Fassadenwand an den Kopfenden der Seitenschiffe des Langhauses wurden im Zuge des Portalvorbaus vermauert. Zwischen den Pfeilervorlagen wurden Brüstungen aufgemauert, auf denen kleine Blendarkaden stehen. Sie bestehen aus Keilsteinbögen auf Säulchen, die mit schlichten Kapitellen, profilierten Kämpfern und Basen ausgestattet sind.

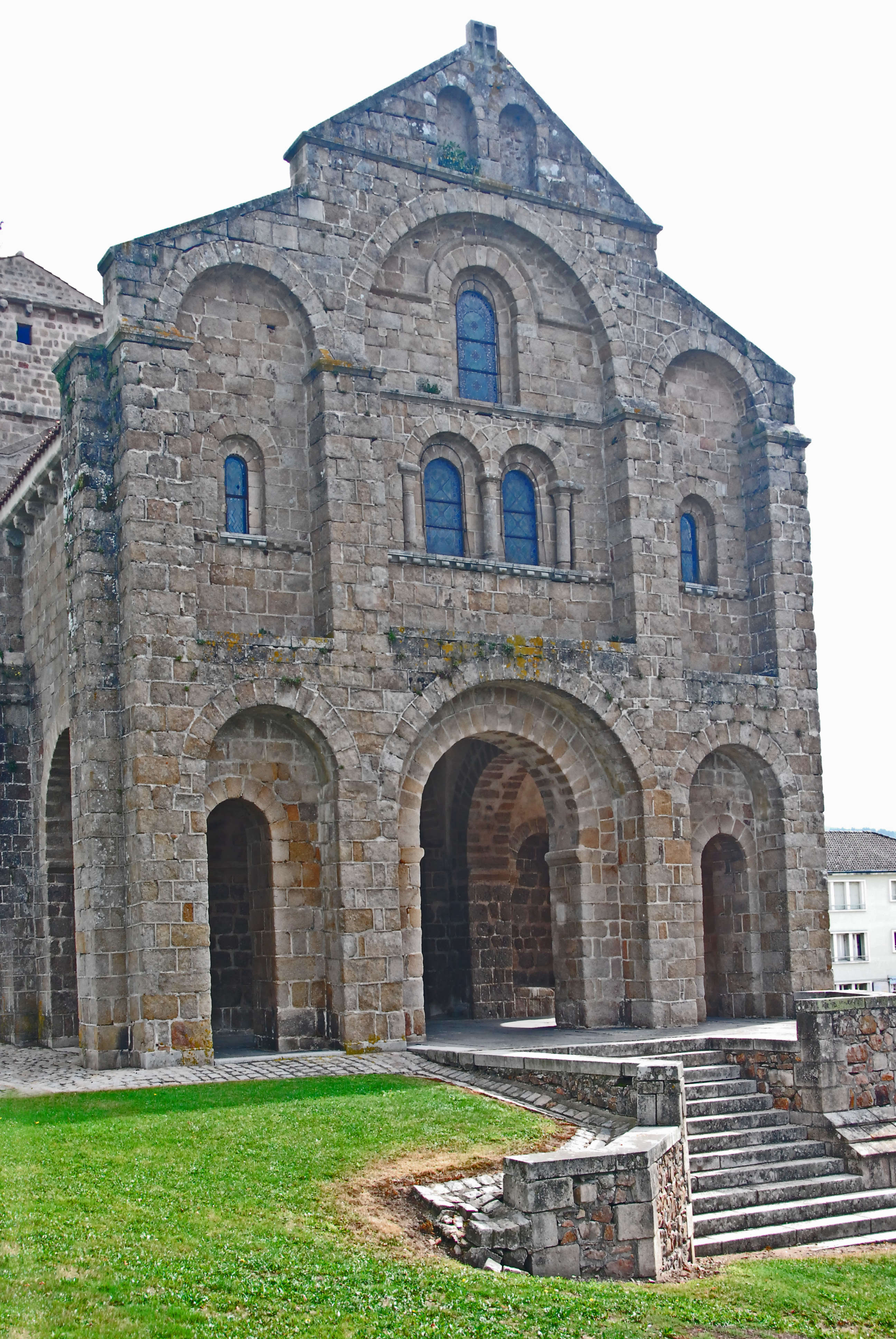
Portalvorbau, Fassade von W

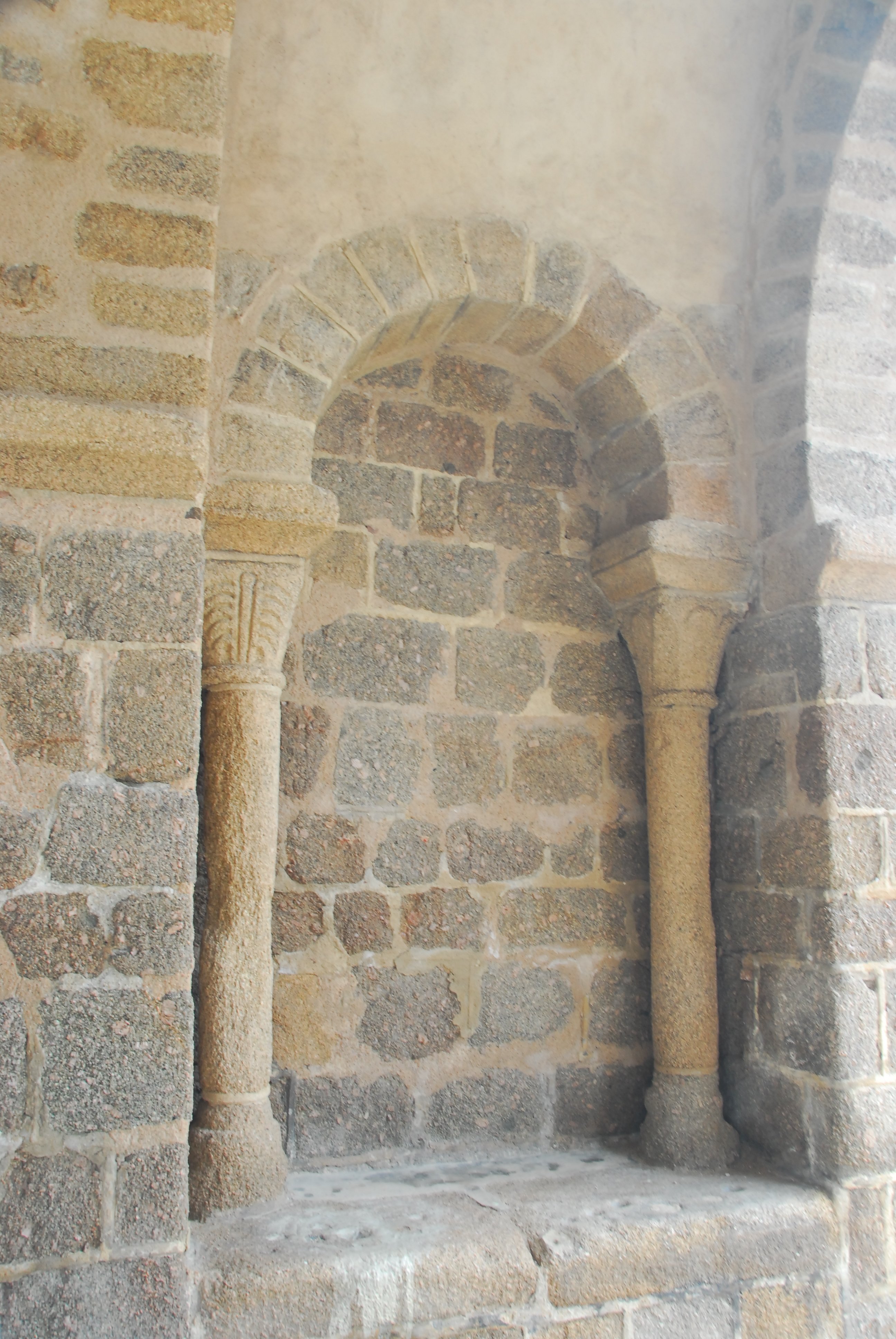
Kopfwand des südlichen Seitenschiffs

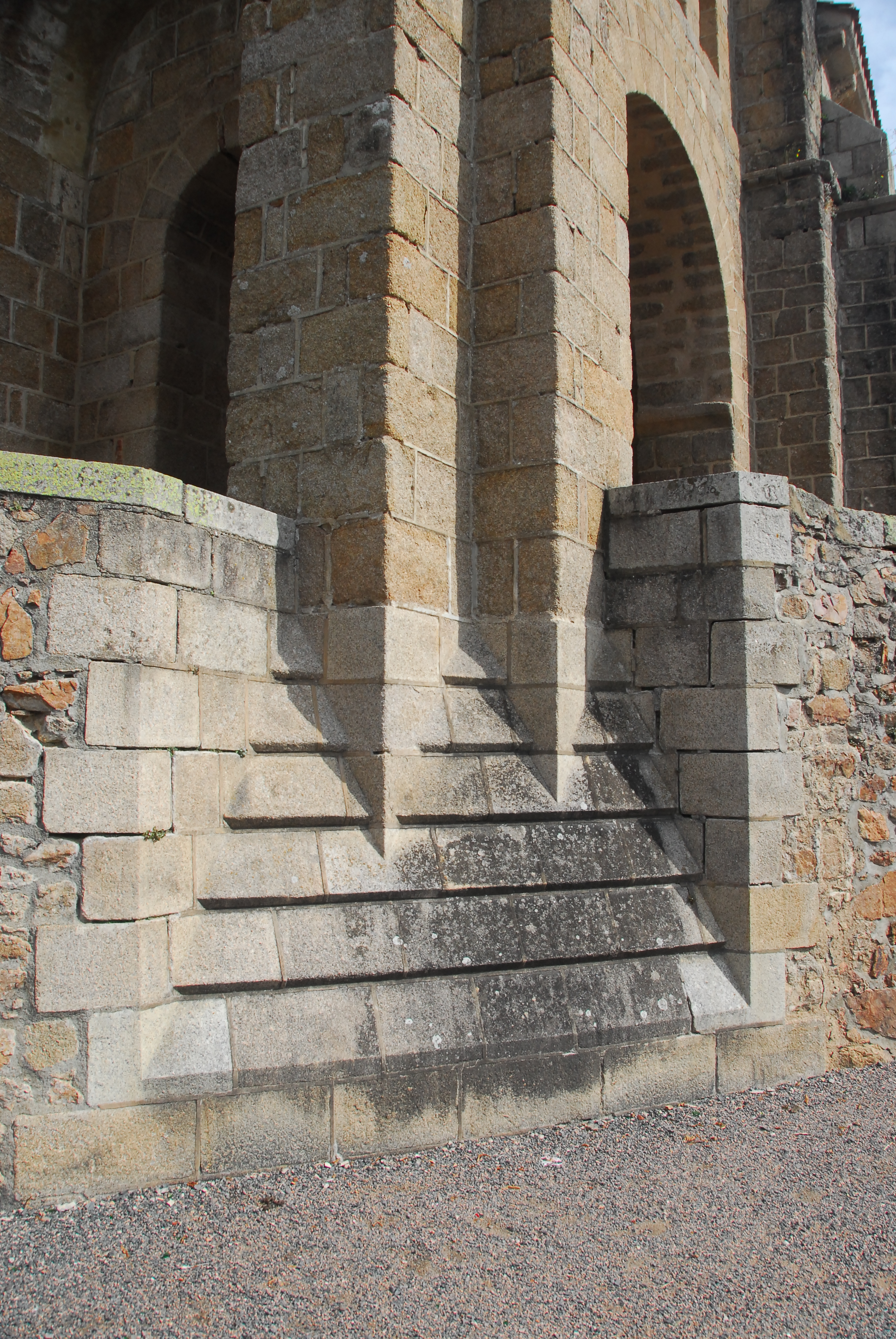
Portalvorbau und Fassade, SW-Ecke

Die streng und tiefgründig gegliederte Fassade überragt die Dachflächen des Portalvorbaus beträchtlich und weist oberseitig etwa die gleiche Kontur auf. Ihre leicht unterschiedlich geneigten Giebelortgänge sind mit leicht auskragenden Platten abgedeckt. Die Fassadenwand besteht aus einer inneren 96 cm dicken Wand, die sich auf den Kernen der vier im Querschnitt kreuzförmigen Pfeiler des Erdgeschosses erhebt, in der ihre eigentlichen Fenster- und Arkadenöffnungen ausgespart sind. Ihr vorgeblendet sind ebenso dicke Wandvorlagen, die in Verlängerung der vier Seiten- und Innenwände des Vorbaus stehen. Sie reichen hinauf bis ein Stück über die Traufe der Seitenschiffe des Vorbaus, sind oberseitig abgeschrägt. und werden von auskragenden Kämpferprofilen eingefasst. Diese Wandvorlagen begrenzen seitlich in jedem der beiden Geschosse drei große Blendarkadennischen. Die Blendarkaden des Erdgeschosses werden von halbkreisförmigen scharfkantigen Keilsteinbögen überdeckt, deren Ansätze ohne Kämpfer untereinander auf gleicher Höhe liegen, ihre Scheitel entsprechend auf unterschiedlichen Höhen. Die Basen der Nischen des Obergeschosses verlaufen waagerecht, die mittlere ein kurzes Stück über dem Bogenscheitel darunter, die äußeren geringfügig tiefer. Die Bogenansätze der Blendarkaden des Obergeschosses stehen einheitlich hoch auf den Wandpfeilerenden und werden jeweils durch ein Kämpferprofil markiert. Dieses Profil verläuft in der mittleren Nische über ihre ganze Breite und an den Ecken des Vorbaus um die seitlichen Wandpfeiler herum. Oberhalb dieser Höhe treten die Wandoberflächen des oberen Giebelbereichs auf etwa die Hälfte der Wandvorlagen um etwa einen halben Meter zurück, dementsprechend auch die Tiefe der drei Arkadennischen im Bogenbereich. Das Giebeldreieck wird in Höhe seiner äußeren Enden von einem waagerechten Profil abgeschlossen, das dem vorgenannten entspricht. Der obere Bereich der Giebelwand, der über die Dachflächen hinausragt ist etwa 50 Zentimeter dick. Die dahinter befindliche innere 96 cm dicke Wand endet oberseitig etwas tiefer, über dem Mittelschiff unter dessen Dachflächen und über den Seitenschiffen ein kurzes Stück über deren Dachflächen.
Die zentrale Blendarkade im Erdgeschoss umschließt zentriert eine Arkadenöffnung, die in Dimension und inklusive ihrer Kämpfer denen der auf den Seiten des Vorbaus gleicht. Die beiden sie flankierenden Blendarkaden enthalten sehr schlanke und wesentlich niedrigere Arkadenöffnungen, die deutlich nach außen versetzt sind. Die gegenüber denen des Erdgeschosses wesentlich höheren großen Blendarkaden enthalten kleine rundbogige Blendarkadennischen, in denen etwas kleinere rundbogige Fenster ausgespart sind. Die Brüstungshöhen der unteren Fenster werden in jeder Blendarkadennische mit einem kräftigen Kragprofil mit einfachem Rollenfries über die ganzen Nischenbreiten markiert. In der mittleren Nische ruht auf diesem Profil eine Zwillings-Blendarkade, deren scharfkantige Keilsteinbögen in Rückversätzen auf Säulchen stehen, die mit schlichten Kapitellen, Kämpfern und profilierten Basen ausgerüstet sind. Im oberen Bogenfeld der mittleren Arkadennische steht auf dem oben beschriebenen Kragprofil eine scharfkantige Blendarkade, in dem eine etwas kleinere Fensteröffnung ausgespart ist. Das Fenster ist etwas größer, als die darunter. Sein Keilsteinbogen wird von einem einfachen Kragprofil umfasst, das an den Bogenansätzen waagerecht abschwenkt und bis gegen die Nischenkanten geführt wird. In den äußeren Arkadennischen stehen die kleinsten Fenster der Giebelwand auf dem genannten Kragprofil mit Rollenfries. Sie besitzen wieder scharfkantige Laibungen und etwas kleinere Fensteraussparungen.
Im Giebelfirst ist ein steinernes Kreuz bündig mit der Giebeloberfläche eingelassen, dass etwa zur Hälfte über den First hinausragt. Es besteht aus einer rechteckigen Platte, in dem in den Ecken mit etwas Randabstand rechtwinklige Nischen eingelassen sind, zwischen denen ein schlankes Kreuz stehen bleibt.

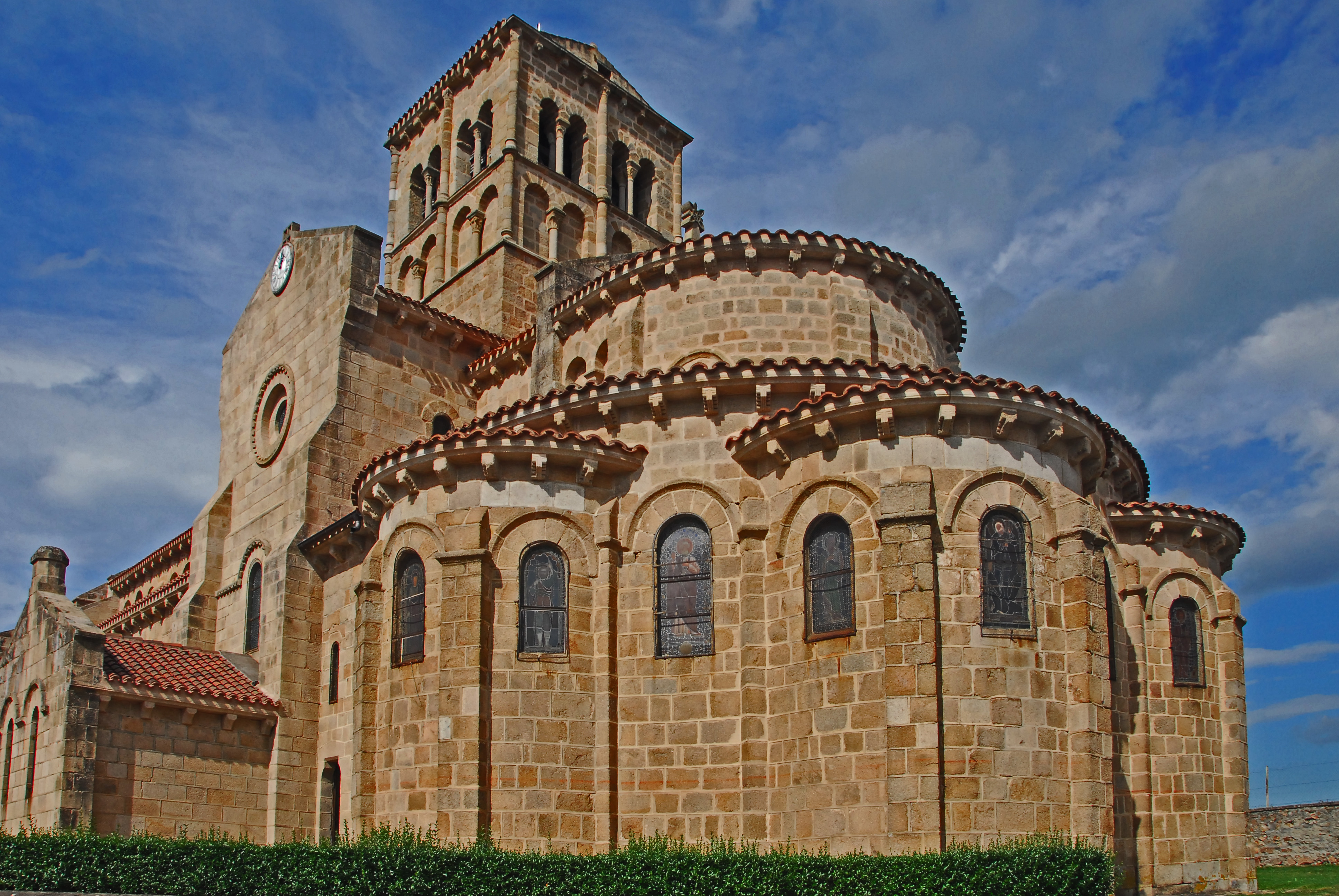
Chorhaupt mit Querhaus und Glockenturm von SO

#### Querhaus mit Vierungsturm
Der untere Bereich des Querhauses etwa bis in Höhe der Seitenschiffe ist in Wänden und Pfeilerkernen aus dem Ursprungsbauwerk von vor 1082 erhalten. Vor Ende der 3. Ausführungskampagne, gegen Ende des 12. Jahrhunderts, überragten die zur Vierung weisenden Giebelwände des Langhauses und des neuen Chorhauptes die damaligen Dächer des Querhauses beträchtlich. Zahlreiche Umbauarbeiten haben allerdings eine genauere Datierbarkeit erschwert.
Das Querhaus tritt im Erdgeschoss mit seinen Giebelwänden nur geringfügig über die Breite des Langhauses hinaus. Oberhalb der Seitenschiffdächer wird die Bedeutung der Bezeichnung Querhaus gut erkennbar, dessen West- und Ostwände die Seitenschiffe erheblich überragen. Die Traufen des Querhauses übernehmen Höhe und Form derjenigen des Langhauses. Gleiches gilt auch für die Neigung und Art der Dacheindeckung. Die Giebelwände der Querhausarme überragen die anschließenden Satteldächer um gut einen Meter und ihre mit Platten abgedeckten schrägen Oberseiten übernehmen deren Neigung. Am Giebelfirst ist die gleiche Steinplatte mit einem lateinischen Kreuz in die Wand eingelassen, wie sie am Giebelfirst des Portalvorbaus zu finden ist. Die Giebelwände ragen im oberen Bereich seitlich über die Traufen hinaus und decken diese ab. Diese Vorlagen enden jedoch kurz unter den Traufen mit Abschrägungen, die einmal abgestuft sind. Aus den Oberflächen der Giebelwände treten an beiden Wandenden je ein kräftiger Strebepfeiler hervor, der etwa zwei Drittel der Wandhöhe hinaufreicht, die in ihrem oberen Drittel zweimal steil abgeschrägt und zurückgestuft sind.
Etwa in halber Wandhöhe befinden sich die Bogenansätze eines schlanken rundbogigen Fensters, dessen Keilsteinbogen von einem Kragprofil mit Rollenfries umschlossen wird, der in Höhe der Bogenansätze waagerecht abschwenkt und bis gegen die Strebepfeiler geführt ist. Etwa mittig in der oberen Wandhälfte ist ein kreisrundes „Ochsenauge“ ausgespart, auch Oculus genannt. In einem größeren Keilsteinkreis ist ein kleinerer zurückspringend eingefügt, der die Fensteröffnung umschließt. Der äußere Keilsteinkreis wird von einem Ring aus einem Kragprofil mit einfachem Rollenfries umgeben. Dieses Fenster wurde im Zuge der umfassenden Restaurierung der Giebelwände des Querhauses um die Mitte des 19. Jahrhunderts ausgeführt. In den Ostwänden der beiden Querhausarme befindet sich in Höhe der Obergadenfenster je ein kleines rundbogiges Fenster.
Der glatt geschlossene Sockel des fast quadratischen Glockenturms ragt über der Vierung aus den Dachflächen des Mittelschiffs, der Querhausarme und des Chorjochs noch ein gutes Stück über deren Firste hinaus. Er wird oberseitig von einem ausladenden Kragprofil mit abgeschrägten Oberseiten abgeschlossen.
Die äußeren Wandoberflächen der folgenden beiden Geschosse treten gegenüber denen des Sockels zurück, und zwar so weit, dass die ihnen vorgeblendeten halb- und dreiviertelrunden Säulchen auf den Ecken und in den Achsen des Turms aufgestellt werden konnten. Das untere Geschoss ist etwas niedriger als das obere. Sie werden getrennt durch ein weit ausladendes Kragprofil mit gekehlter unterer Sichtkante. Dieses Profil wird um alle Säulchen herumgeführt, welche ganz oben unter dem Traufgesims mit Kapitellen und Kämpfern und über dem Sockel mir profilierten Basen ausgestattet sind.
Im unteren Geschoss ist mittig zwischen den Säulchen je eine rundbogige Zwillingsarkade eingelassen, deren scharfkantige Bögen gemeinsam auf einem Säulchen stehen, das mit einem skulptierten Kapitell und profilierten Kämpfern und Basen ausgestattet ist. Die äußeren Bögen gehen ohne Unterbrechung in die Laibungen über. Im Obergeschoss wiederholt sich das Motiv Zwillingsarkade in den Turmhälften, jedoch etwas nach innen eingerückt und mit schmaleren rundbogigen Schallöffnungen mit waagerechten Klanglamellen, deren Bögen wieder gemeinsam auf dem gleichen Säulchen stehen, jedoch außenseitig auf Kämpferprofilen über scharfkantigen Laibungen.
Von diesem architektonischen Schmuck ausgenommen ist aus ungeklärten Gründen die Westseite des Turms. Das Argument, man habe das getan, um das Eindringen von Schlagregen zu verhindern ist nicht stichhaltig, denn man hätte beide Geschosse nach Westen mit geschlossenen Blendarkaden ausstatten können. Die geschossteilenden Kragprofile sind aber gänzlich um den Turm geführt. Es gibt auf der Westseite eine kleine rechteckige Öffnung kurz unter der Traufe.
Der Turm wird heute überdeckt von einem flach geneigten Satteldach, dessen First in Richtung der Kirchenachse verläuft. Es gibt dementsprechend Traufen nur auf der Ost- und Südseite. Das Dach ist mit roten Ziegeln eingedeckt, wie das übrige Bauwerk, die an den Traufseiten leicht auskragen. Sie liegen auf kräftigen Gesimsplatten, deren untere Sichtkanten gekehlt sind. Das Gesims wird auch auf den anderen beiden Seiten herumgeführt. Über diesen stehen gemauerte Giebeldreiecke. Die Gesimsplatten ruhen auf bereits oben genannten Säulchen und dazwischen auf ehemaligen Hobelspankragsteinen, deren feingliedrige Spanstrukturen verwittert sind und von denen nur die massiven Kernteile erhalten sind. Diese allseitigen Traufausbildungen erinnern an den ursprünglich 17 Meter hohen steinernen Turmhelm mit allseitig echten Traufen aus dem 13. Jahrhundert, der im Jahr 1794 eingerissen worden ist.
Am südlichen Querhausarm wurde im 19. Jahrhundert eine Sakristei auf rechteckigem Grundriss angebaut. Sie ersetzte eine ältere vom Beginn des 18. Jahrhunderts, die zur Hälfte nach Osten verschoben angebaut war, und den Verbindungstrakt einschloss. Ihre glatt geschlossenen seitlichen Wände stehen in Verlängerung der Strebepfeiler, innenseitig oberflächenbündig mit den Innenkanten der Pfeiler. Sie wird überdeckt mit einem flach geneigten Satteldach, dessen Neigung und Eindeckung mit dem des Querhauses übereinstimmt. Die Traufausbildung ähnelt dem des Langhauses, jedoch wurden statt edler Hobelspankragsteinen im Vergleich plump geformte Kragsteine verwendet. Die schrägen Oberseiten der südlichen Giebelwand ragen in gleicher Neigung über die Dachflächen ein Stück hinaus und werden von oberflächenbündigen Platten abgedeckt, an deren unteren Enden auskragende Kämpferprofile ausgebildet sind. Den First dieser Wand schmückt ein Gebilde aus einem kurzen Stumpf einer achteckigen Säule auf einem quadratischen Sockel, die von einer achteckigen allseitig auskragenden Platte abgedeckt wird, über der ein ebenso großer, flacher, achteckiger Pyramidenstumpf angeformt ist. Die senkrechten Enden der Giebelwand decken die Traufüberstände vollständig ab. Die als breite und gekehlte Fase ausgebildete untere Sichtkante der Traufgesimsplatten geht in ein leicht auskragendes ebenso geformtes Kämpferprofil auf den Wandenden der Giebelwand über. Dieses Profil markiert gleichzeitig einen kurzen Rückversatz der Wandenden. Inmitten der Giebelwand sind zwei schlanke rundbogige Fenster ausgespart, deren Keilsteinbögen von Kragprofilen umfasst werden, deren untere Sichtkante als gekehlte Fase gebrochen ist. Das Profil knickt in Höhe der Bogenansätze ein kurzes Stück waagerecht nach außen ab.
An der östlichen Hälfte der Giebelwand des nördlichen Querhausarms wurde ebenfalls im 19. Jahrhundert ein Treppenturm mit einem quadratischen Querschnitt von knapp 2 × 2 Metern hochgezogen. Die darin befindliche Spindeltreppe endet in Höhe der Traufe des Querhausarms, deren Traufgesimsplatten zu einem Laufsteg erweitert worden sind, über den man in den Glockenturm gelangt. Der noch ein Stück über den Querhausgiebel hinausragende Treppenturm wird gedeckt von einem steinernen allseitig glatten Helm in Form einer Pyramide, deren First von einem steinernen pilzartigen Knauf gekrönt wird. Seine Traufen werden mit einem einfachen Rollenfries dekoriert. Es gibt noch einen weiteren Auslass über dem Umgangsdach. Der Zugang erfolgt aus dem Inneren des Querhausarms.

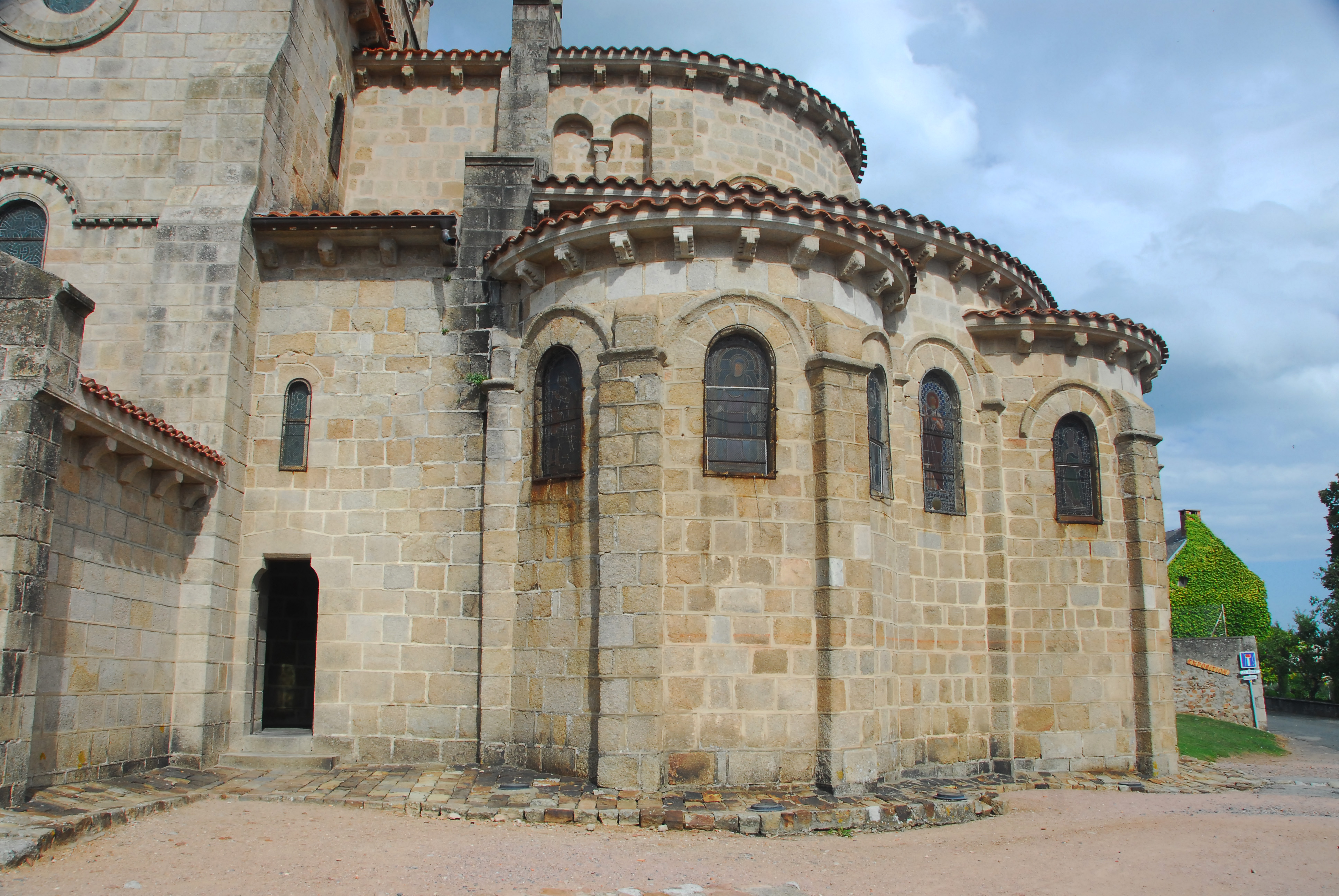
Chorhaupt von Süden mit Verbindungsabschnitt

#### Chorhaupt
Das Chorhaupt wurde im dritten Ausführungsabschnitt zwischen 1150 und 1200 errichtet.

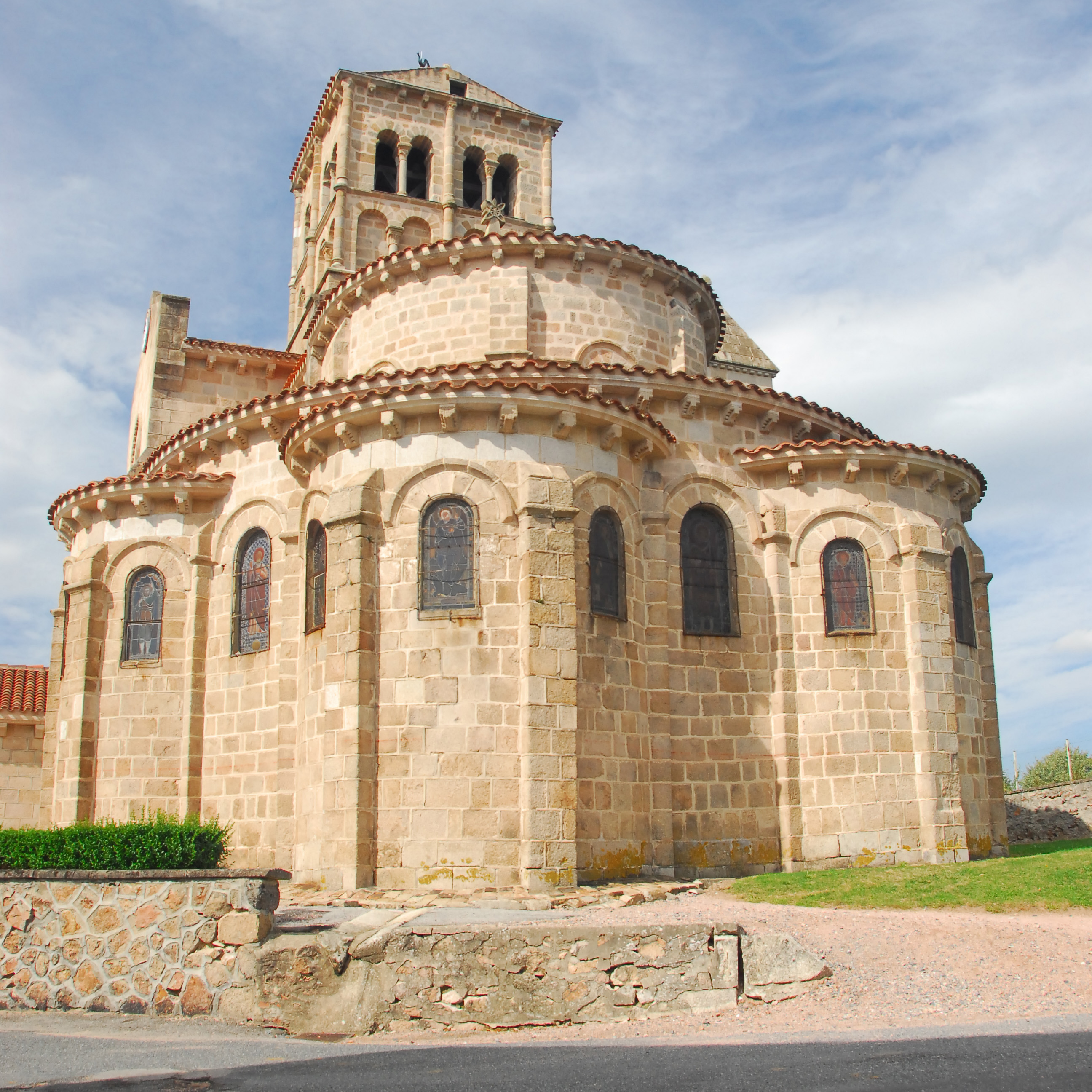
Chorhaupt mit Kapellenkranz von SO

Schon bei erster Betrachtung dieses Abschnitts fällt auf, dass das eigentliche Chorhaupt nicht unmittelbar an die Ostwand des Querhauses angefügt ist, sondern mit seinen westlichen „Giebelwänden“ gut zwei Meter Abstand hält. In diesen Zwischenraum ist ein „Verbindungstrakt“ eingeschoben mit einem äußeren Aufriss, der fast dem des Langhauses entspricht. Allerdings liegen die Dachflächen ein Stück tiefer als dort. Dachformen, Eindeckung und Traufausbildungen sind mit denen des Langhauses identisch. Die Obergadenwände sind glatt geschlossen, wie auch die nördliche Wand des „Seitenschiffs“. In der südlichen Wand ist knapp neben der Querhausecke die einflügelige Tür eines Nebeneingangs ausgespart mit einem seltsamen Sturz. Er besitzt eine Silhouette wie eine Kombination eines Rundbogens, an den Außenseiten, mit einem waagerechten mittleren Abschnitt. Der waagerechte Sturz besteht aus einem langen oberflächenbündigen Monolithen, der seitlich auf den Wänden aufliegt. Seine untere Sichtkante ist im Öffnungsbereich mit einer Fase gebrochen.
Dieser Verbindungsabschnitt ist vermutlich erst am Ende des dritten Ausführungsabschnitts gegen Ende des 12. Jahrhunderts eingefügt worden, vielleicht auch erst im vierten Ausführungsabschnitt zu Beginn des 13. Jahrhunderts.

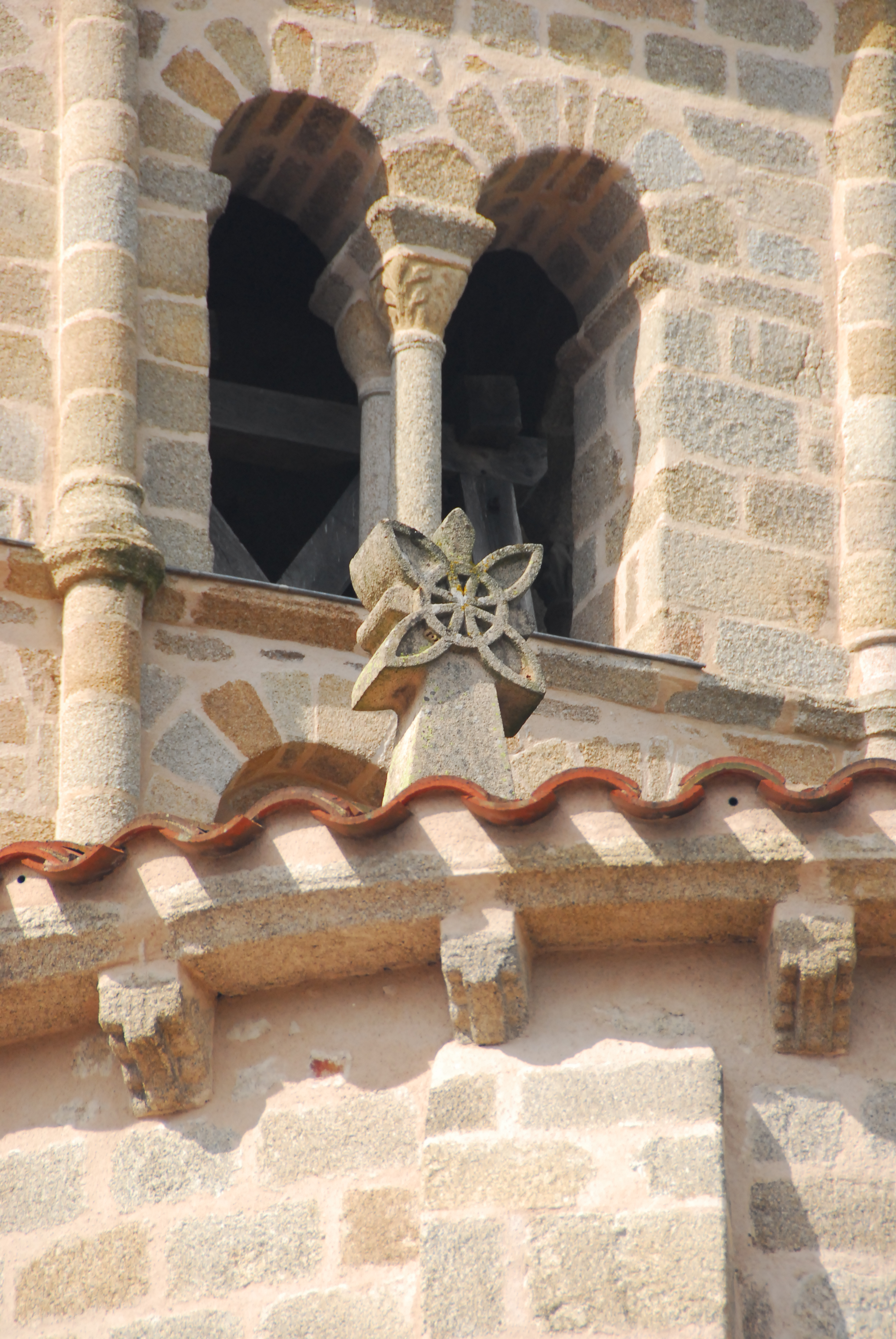
Chorhaupt, Detail der Rosette auf Giebelfirst

Markant getrennt wird der Verbindungstrakt vom eigentlichen Chorhaupt durch eine über den Dächern des Chors und seines Umgangs weit herausragenden Giebelwand, die an den Außenwänden als Wandpfeiler vortritt. Sie steht auf Gurtbögen zwischen Chorjoch und Chorapsis und über dem Umgang. Ihre schrägen Oberseiten sind mit kaum auskragenden Steinplatten abgedeckt. Auf dem Giebelfirst ragt ein im Querschnitt rechteckiger seitlich spitz nach oben zulaufender Pfeiler auf, der eine vierblättrige steinerne Rosette mit lanzettförmigen „Blütenblättern“ aufzuspießen scheint. Sie treffen sich im Mittelpunkte eines Ringes.

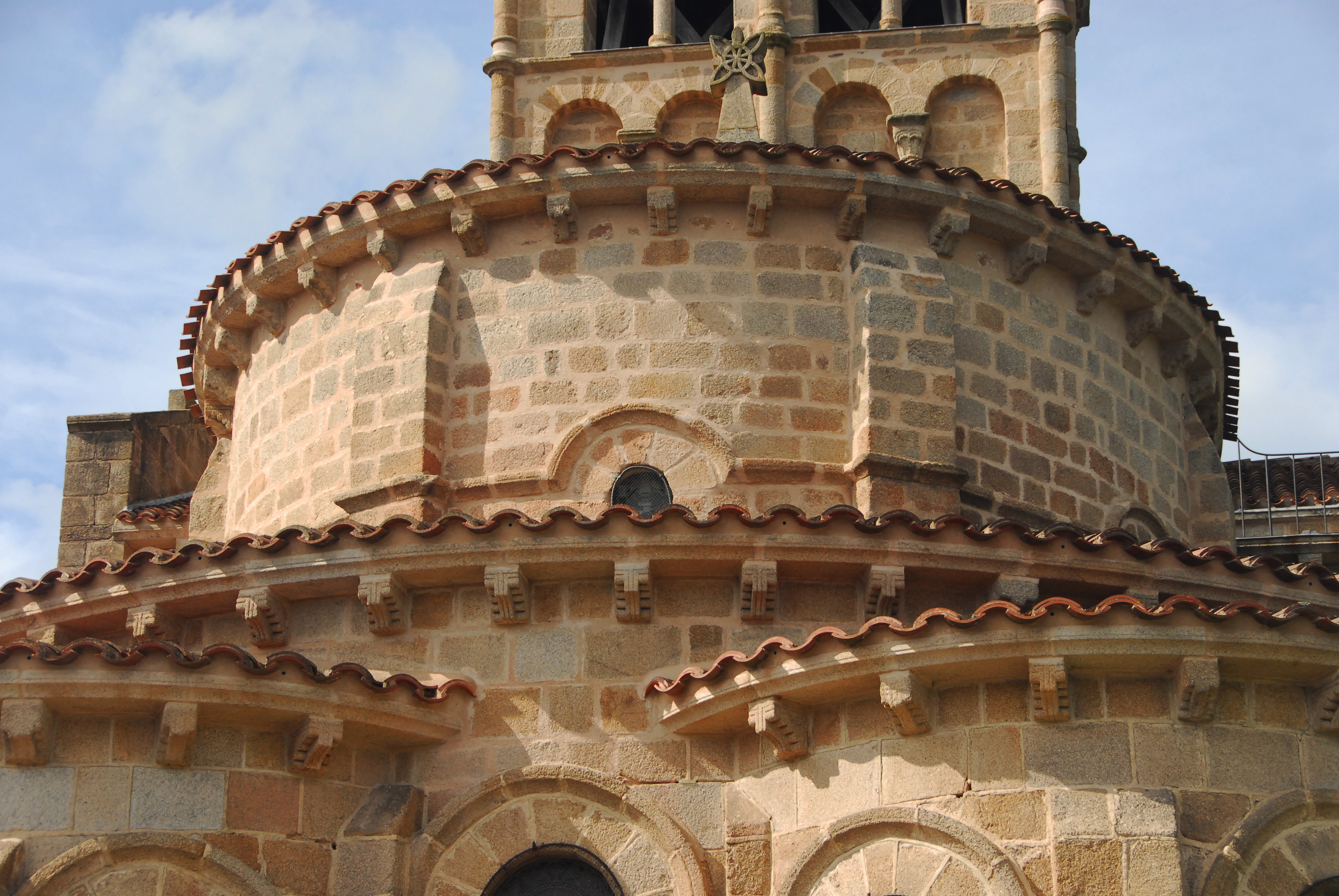
Chorhaupt, Detail, Traufen, Chor, Umgang und Kapellen

An den mittleren Abschnitt der Giebelwand schließt der Chor an, auf einem Grundriss eines schmalen rechteckigen Chorjochs, an das die halbkreisförmige Chorapsis anschließt. Er wird überdeckt von einem flach geneigten Satteldach, das in ein halbes Kegeldach übergeht. Dacheindeckung, Neigung und Ortgangausbildung entsprechen denen des Langhauses. Insgesamt vier im Querschnitt rechteckige Strebepfeiler teilen die Apsisrundung in drei Abschnitte an die jeweils ein kurzer gerader Wandabschnitt des Chorjochs anschließt. Die Pfeiler ragen bis unter die Traufen und sind oberseitig steil abgeschrägt. Die Wandfelder des Chorjochs werden in der Breite ganz ausgefüllt mit schlanken rundbogigen Zwillingsblendarkaden deren scharfkantige Bögen gemeinsam auf einem Säulchen stehen, das mit schlicht skulptiertem Kapitell und profiliertem Kämpfer bestückt ist. Die Nischenbasen befinden sich exakt auf Höhe der Pultdachfirstes des Chorumgangs. In den drei Abschnitten der Apsiswand ist je ein rundbogiges Fenster ausgespart das nur etwa zur Hälfte über den Umgangsfirst hinaus schaut. Die Dachfläche vor dem Fenster ist bis zu dessen Brüstung hinunter vertieft. Das mittlere Fenster ist auf die Achse des Feldes ausgerichtet, die beiden äußeren Fenster sind in Richtung des Chorjochs verschoben. Die Keilsteinbögen der vorgenannten Fenster werden von einem kräftig ausladenden Kragprofil umschlossen, dessen untere Sichtkante breit gefast und gekehlt ist. Das Profil schwenkt in Höhe der Bogenansätze waagerecht ab und wird um die Apsisrundung über zwei Strebepfeiler hinweg herumgeführt.

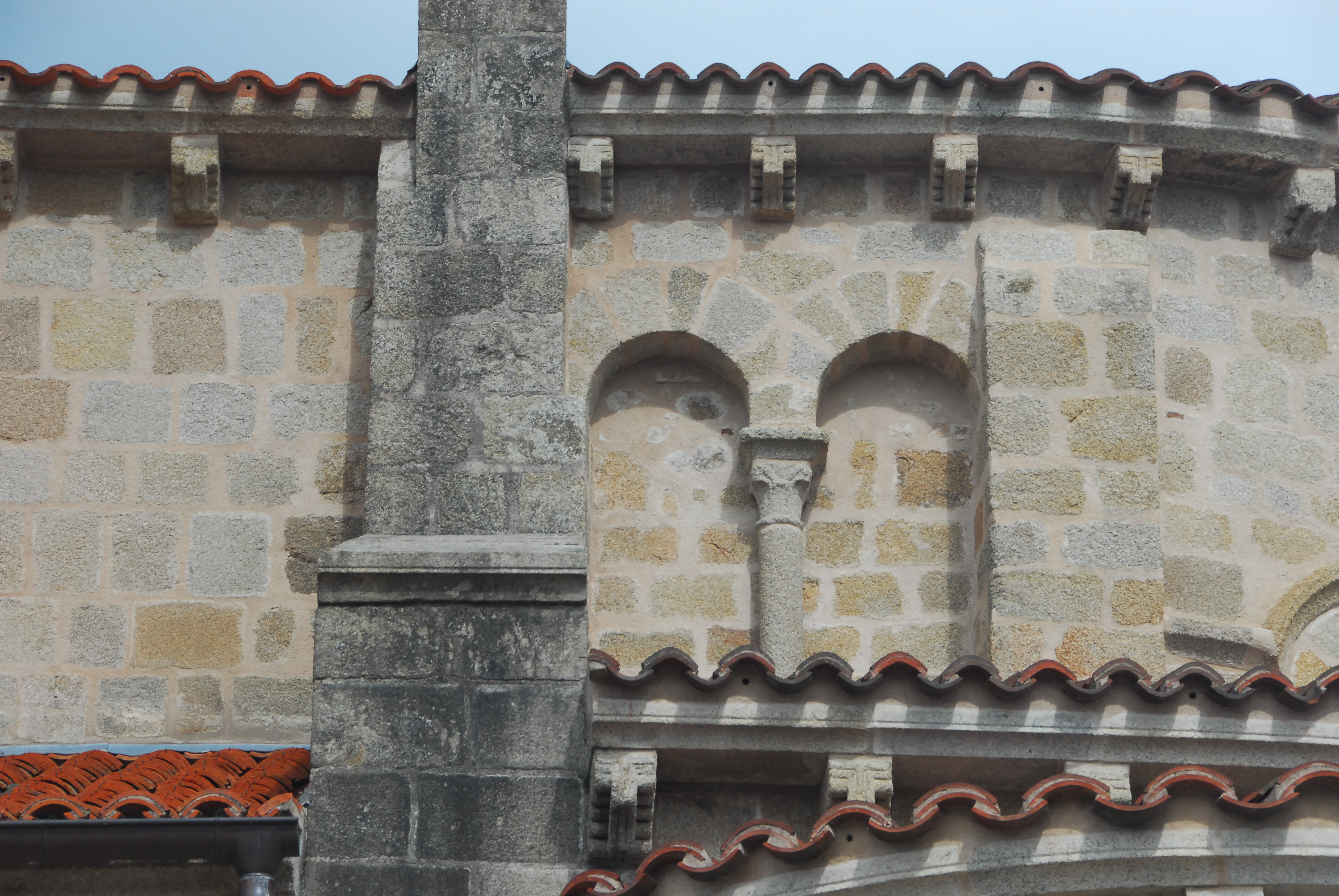
Chorhaupt, Detail der südlichen Chorwand

Das flach geneigte Pultdach des Chorumgangs, zusammen mit seiner Traufe, deren Ausbildung der des Chors gleicht, umschließt das Chorjoch und die Chorapsis ohne Unterbrechung. Die Wände des Umgangs sind zwischen den Radialkapellen in drei kurzen Abschnitten und zwischen seiner Traufe und den Kapellendächern in schmalen konisch zulaufenden Streifen sichtbar. Zentriert in der oberen Hälfte der Wandabschnitte ist jeweils ein größeres rundbogiges Fenster mit scharfkantigen Laibungen ausgespart. Seine Keilsteine werden von dem an den Chorfenstern bekannten Kragprofil umschlossen, das in Höhe der Bogenansätze nur noch kurz waagerecht abschwenkt.
Die vier Kranzkapellen treten auf halbkreisförmigen Grundrissen aus der Umgangswand hervor, die beiden äußeren sind nach Norden und Süden und die beiden anderen nach Nordosten und Südosten ausgerichtet. Ihre halben Kegeldächer bleiben mit ihren Firsten knapp unter der Traufe des Umgangs. Die Eindeckung und Traufausbildung entsprechen dem des Chors. Die Rundungen der Kapellenwände werden von schlanken, im Grundriss rechteckigen Strebepfeilern in jeweils drei gleich breite Abschnitte unterteilt. In den Ecken zwischen Kapellenapsiden und der Umgangswand stehen Pfeilerreste mit halbem Querschnitt. In den Abschnitten der Apsiswände ist je ein rundbogiges etwas niedrigeres Fenster mit scharfkantigen Laibungen ausgespart, dessen Brüstung auf derjenigen der Umgangsfenster liegen. Die Pfeiler werden in Höhe der Bogenansätze der Fenster mit einem weit ausladenden Kragprofil eingefasst, dessen untere Sichtkante durch eine gekehlte Fase gebrochen wird. Ein ähnliches Profil umschließt die Keilsteinbögen der Fenster und endet auf Höhe der Bogenansätze.

### Inneres

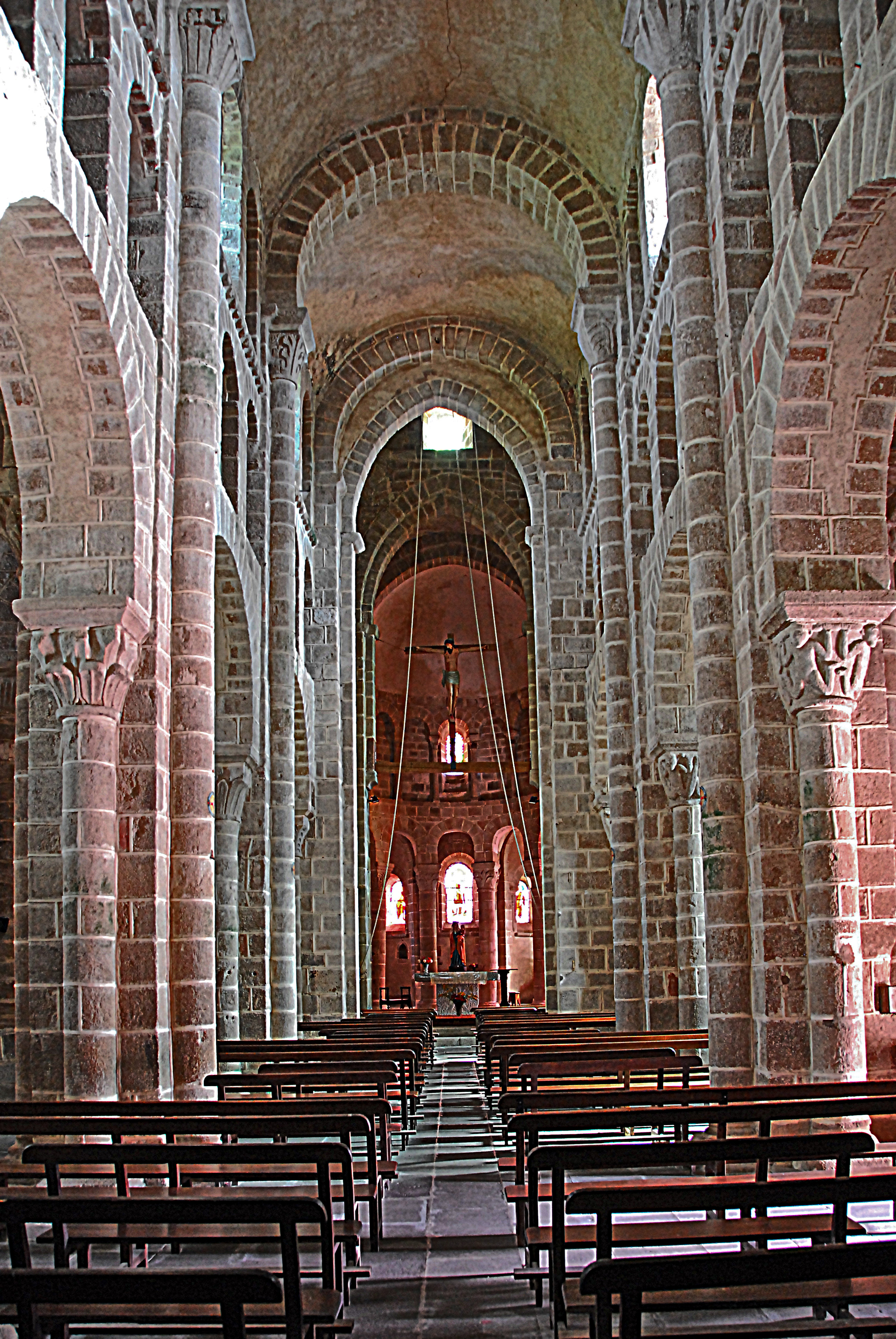
Mittelschiff aus Joch 1

Im Gegensatz zu der warmen Tönung der äußeren Bauwerksteile aus Granit, präsentieren sich die inneren steinsichtigen Bauteiloberflächen ebenfalls aus Granit, aber überwiegend in mittleren Grautönen, die gelegentlich in Partien durch das über die Buntglasfenster eindringende Sonnenlicht farbig getönt werden. Die Mauerwerksfugen aus hellem Fugmörtel setzen sich gegenüber den dunkleren Steinoberflächen deutlich ab und sind geringfügig erhaben verfugt. Derartig auftragende Fugen sind aber nicht authentisch und stammen häufig von „Sanierungen“ aus dem 19. Jahrhundert. Bei aktuellen Sanierungen nach denkmalpflegerischen Gesichtspunkten werden solche Fugen mit großem Aufwand durch fast oberflächenbündige ersetzt (Beispiel: Notre-Dame-du-Port in Clermont-Ferrand)
Die verputzten Gewölbeflächen und die Wandflächen der Kapellen sind hell und leicht beigefarben getönt.

#### Langhaus und Portalvorbau

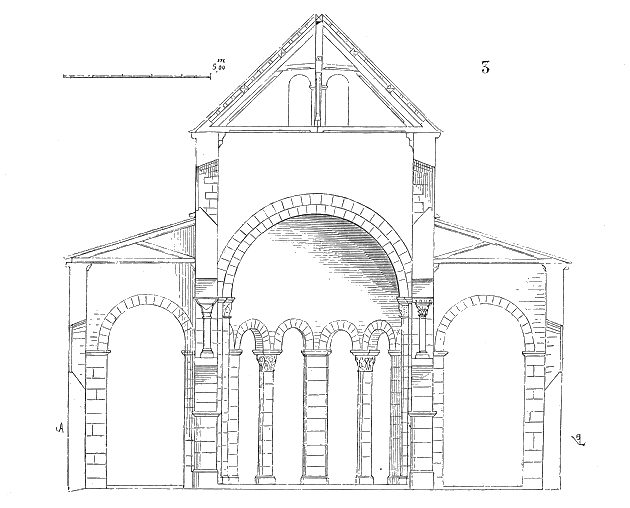
St-Etienne de Vignory, Aufriss

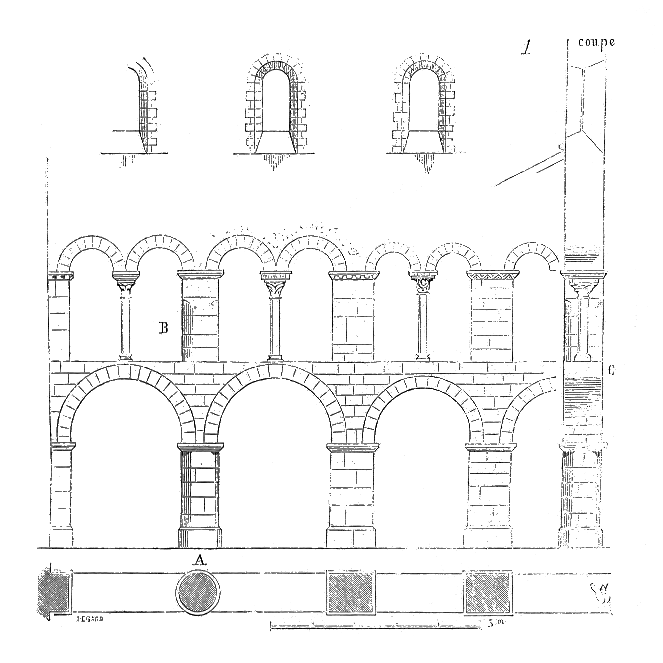
St-Etienne de Vignory, Längsschnitt

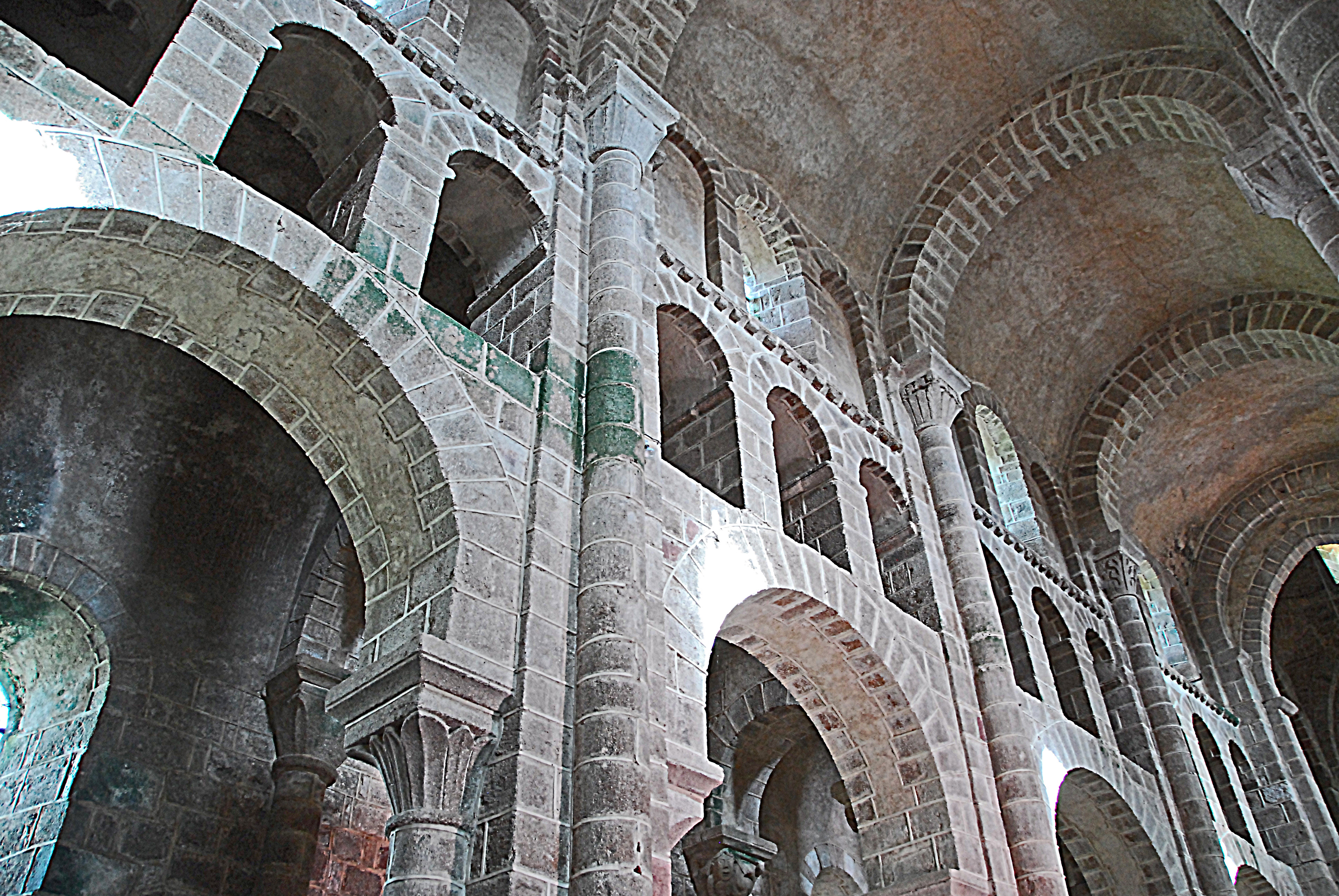
Mittelschiff, Nordwand, Scheinempore und Gewölbe

Das Innere des Langhauses wird in Quellen als „der originellste, wenn nicht der schönste Teil der Kirche“ bezeichnet. Sein Mittelschiff mit gut 4,30 Metern ist relativ schmal, hingegen ist seine Höhe unter dem Gewölbescheitel mit 12,60 Metern durchaus beachtlich, welche mehr als das Dreifache seiner Breite ausmacht.
Das Langhaus steht auf einem rechteckigen Grundriss, der eineinhalb mal so lang ist wie breit. Dieser ist der Länge in vier untereinander fast gleich breite Joche und in der Breite in drei Schiffe unterteilt, dessen mittleres 1,7-fach so breit ist wie die äußeren. Sein Aufriss entspricht dem reinen Typus einer Basilika, deren Schiffe untereinander so weit gestaffelt sind, dass sie den Einbau von Obergadenfenstern zulassen, die das Mittelschiff direkt belichten.
Ungewöhnlich ist allerdings die Vortäuschung von Tribünengeschossen in den Seitenschiffen, aus dem Mittelschiff gesehen (siehe Aufrisse). Diese Scheinemporen, die den Kunsthistorikern viele Rätsel aufgeben, sind möglicherweise archaische Elemente, wie sie fast nirgendwo erhalten sind. Es gibt sie noch in der romanischen Pfeilerbasilika St-Étienne de Vignory in der weit entfernten Région Champagne-Ardenne, im Département Haute-Marne, und stammt aus der ersten Hälfte des 11. Jahrhunderts, in der man damals aber noch keine Steineinwölbungen der Schiffe kannte (Sh. Zeichnungen von Eugène Viollet-le-Duc von 1856). Man kann aber nicht mutmaßen, es handele sich bei den Scheinemporen von Châtel um eine Art Vorgänger der echten Emporen über den Seitenschiffen, da es letztere schon gegen Ende des 11. Jahrhunderts gegeben hat, wie zum Beispiel in der Kirche St-Étienne de Nevers. Beide vorgenannten Kirchen lagen, wie auch die von Châtel, am Pilgerweg nach Santiago, auf dem sich die Idee der Tribünengeschosse oder auch der von Scheinemporen schnell verbreiten konnte.
Galerie Inneres

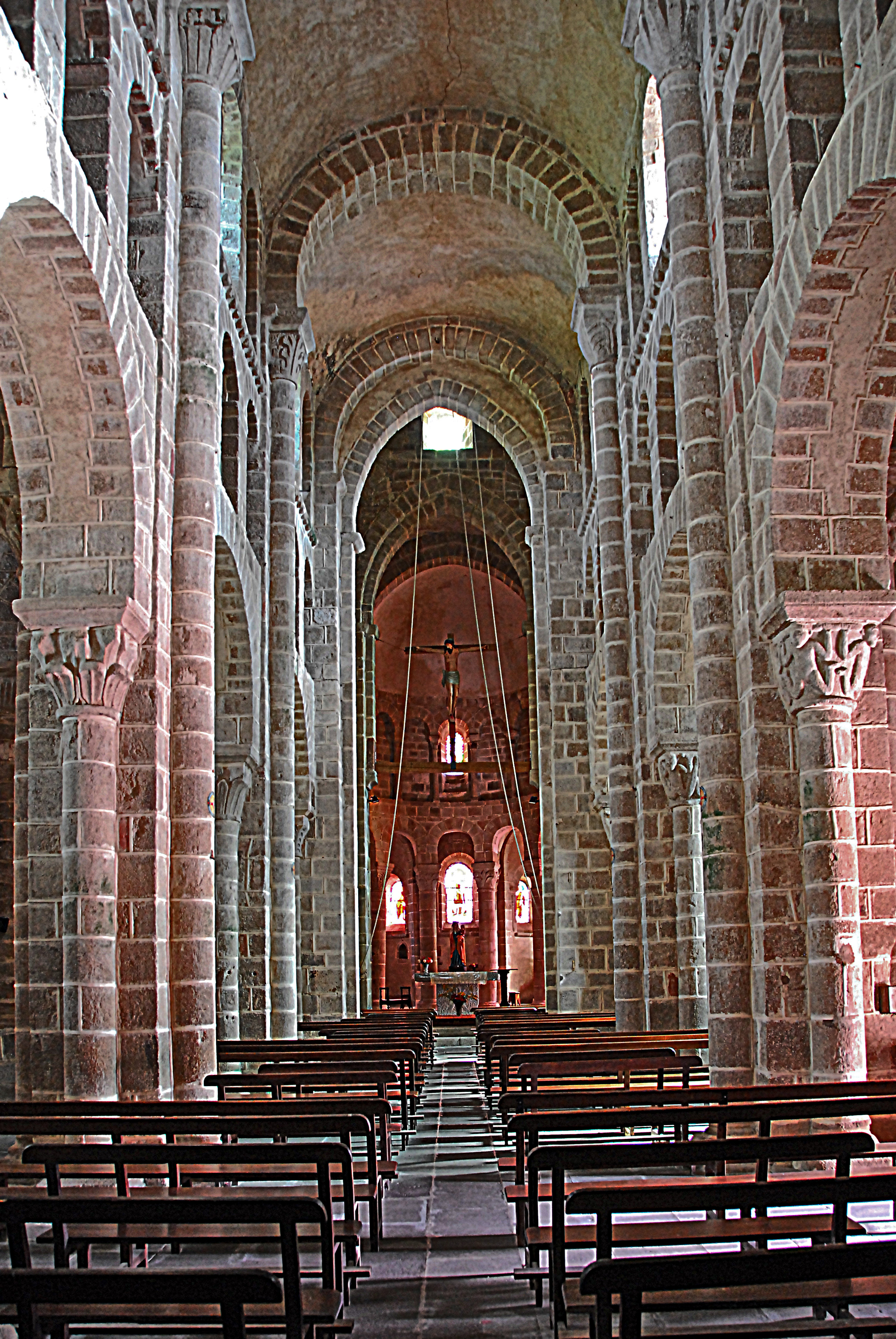
Mittelschiff aus Joch 1
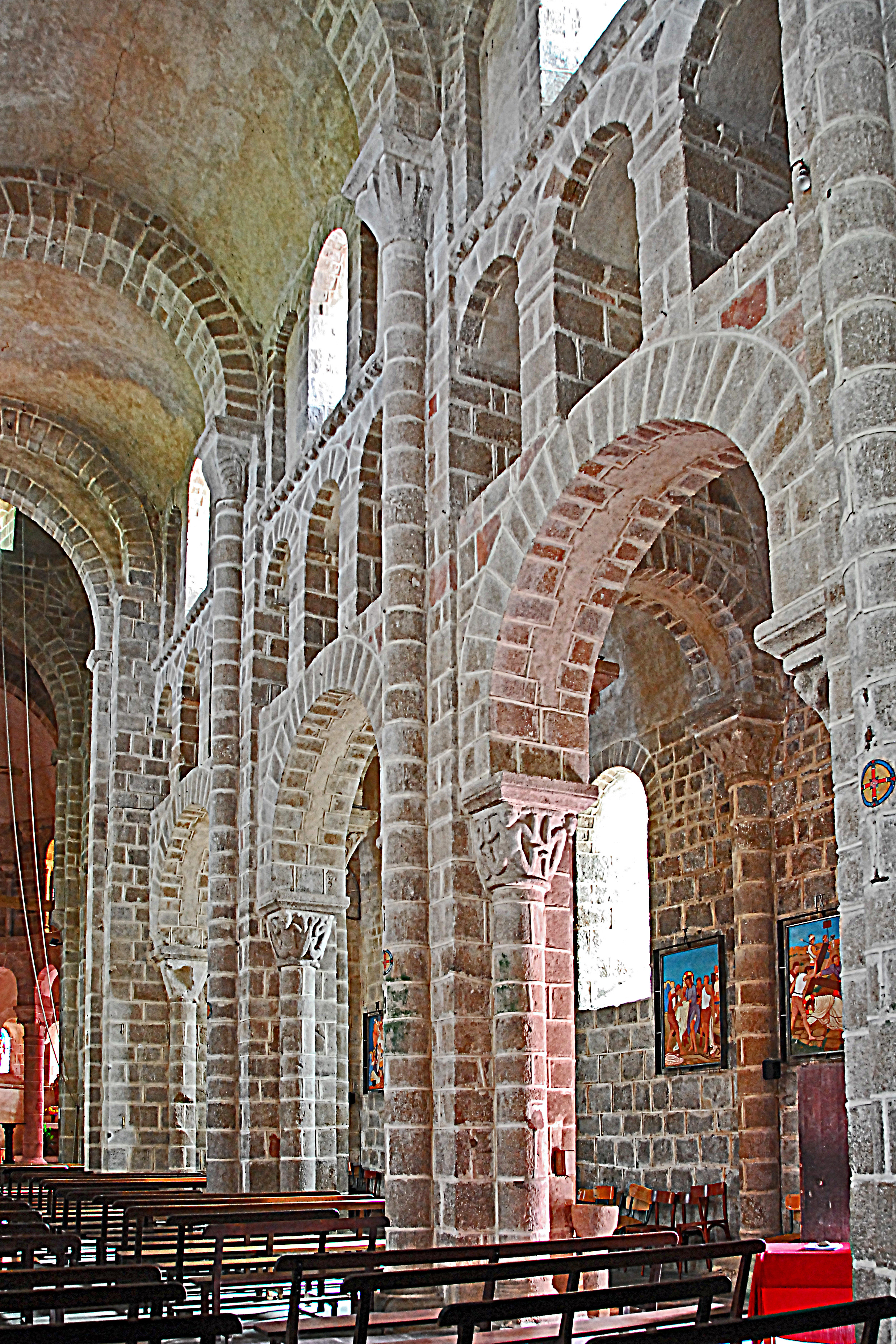
Mittelschiff, Südwand Joche 2–4
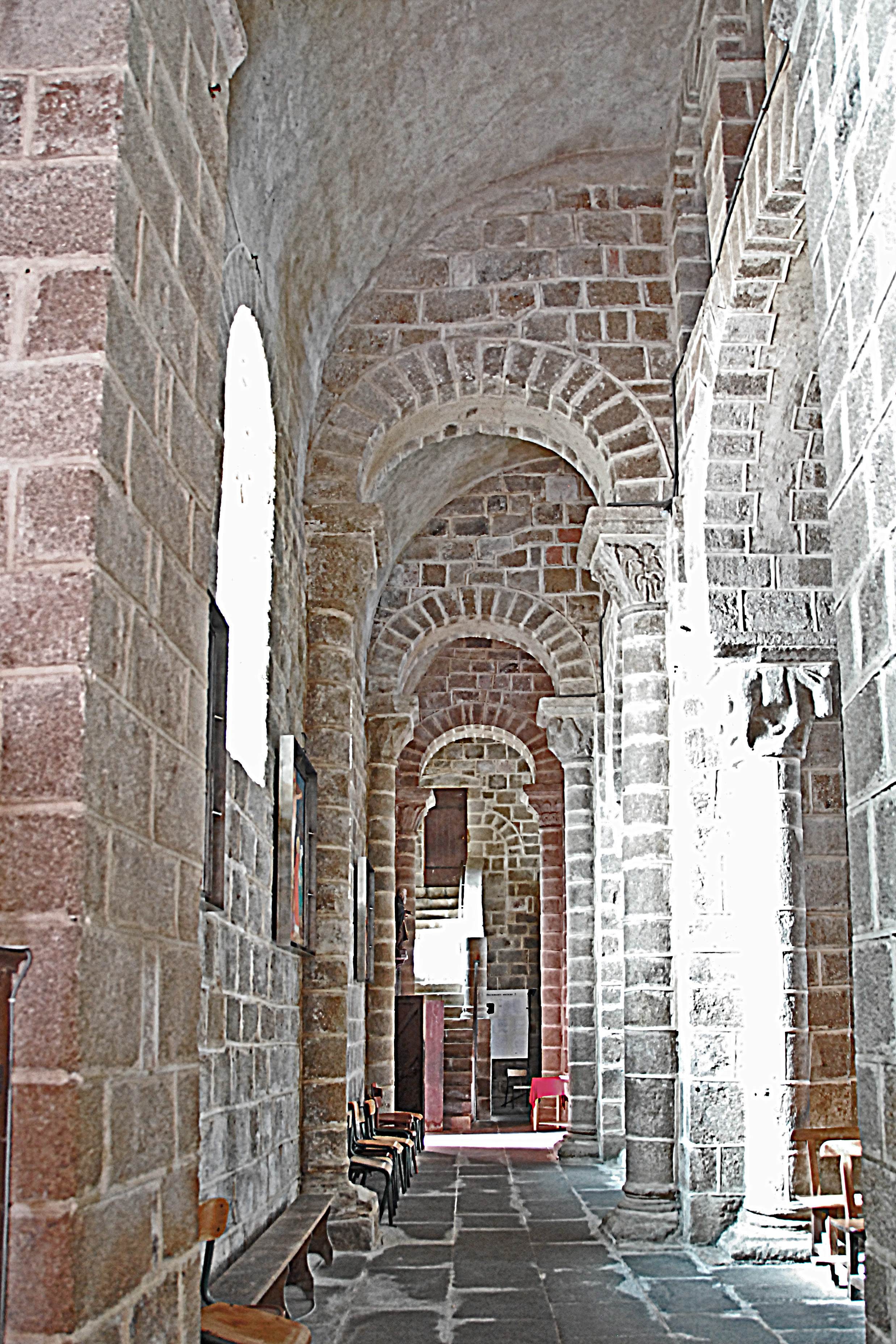
Südliches Seitenschiff nach hinten
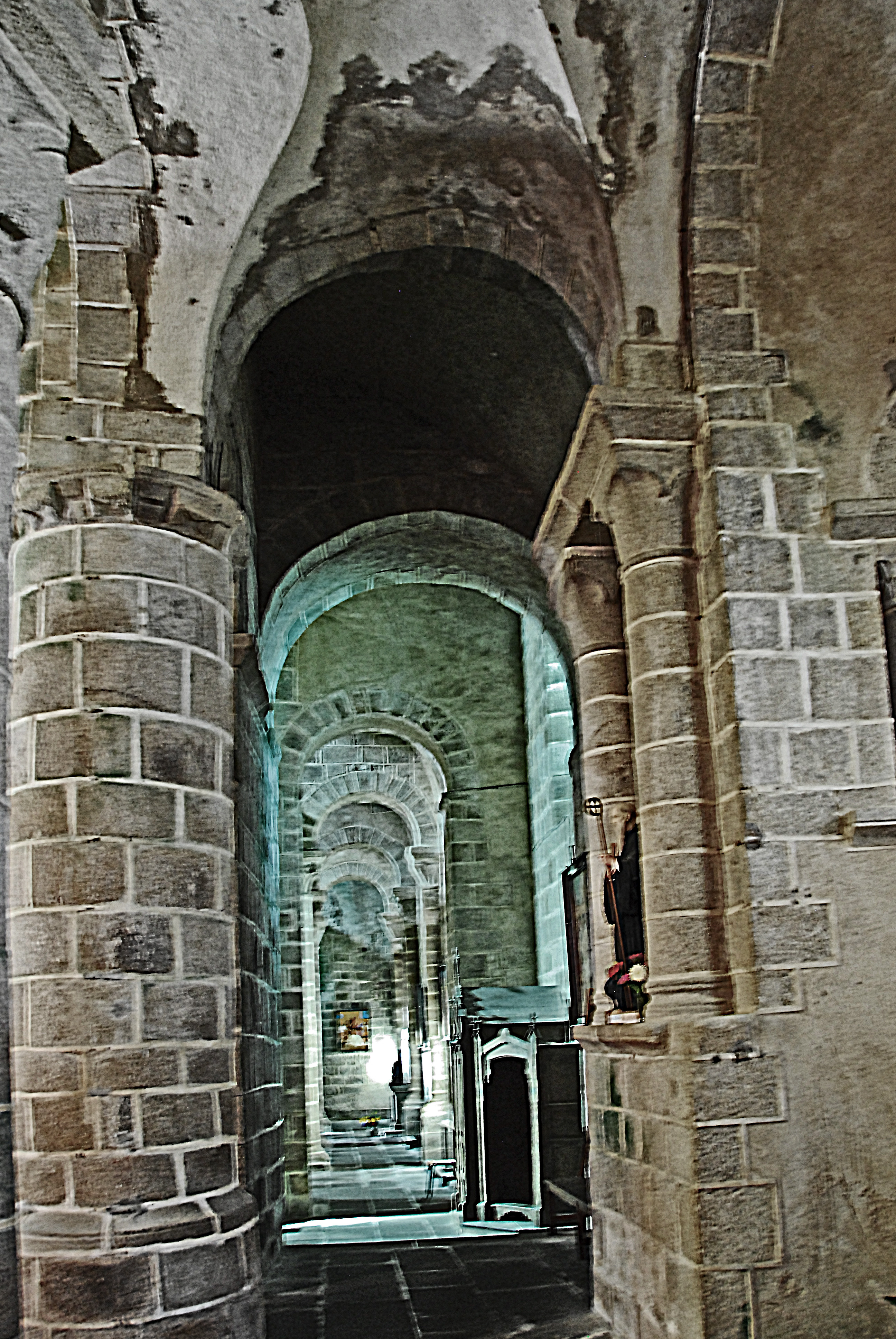
Nördliches Seitenschiff aus Umgang

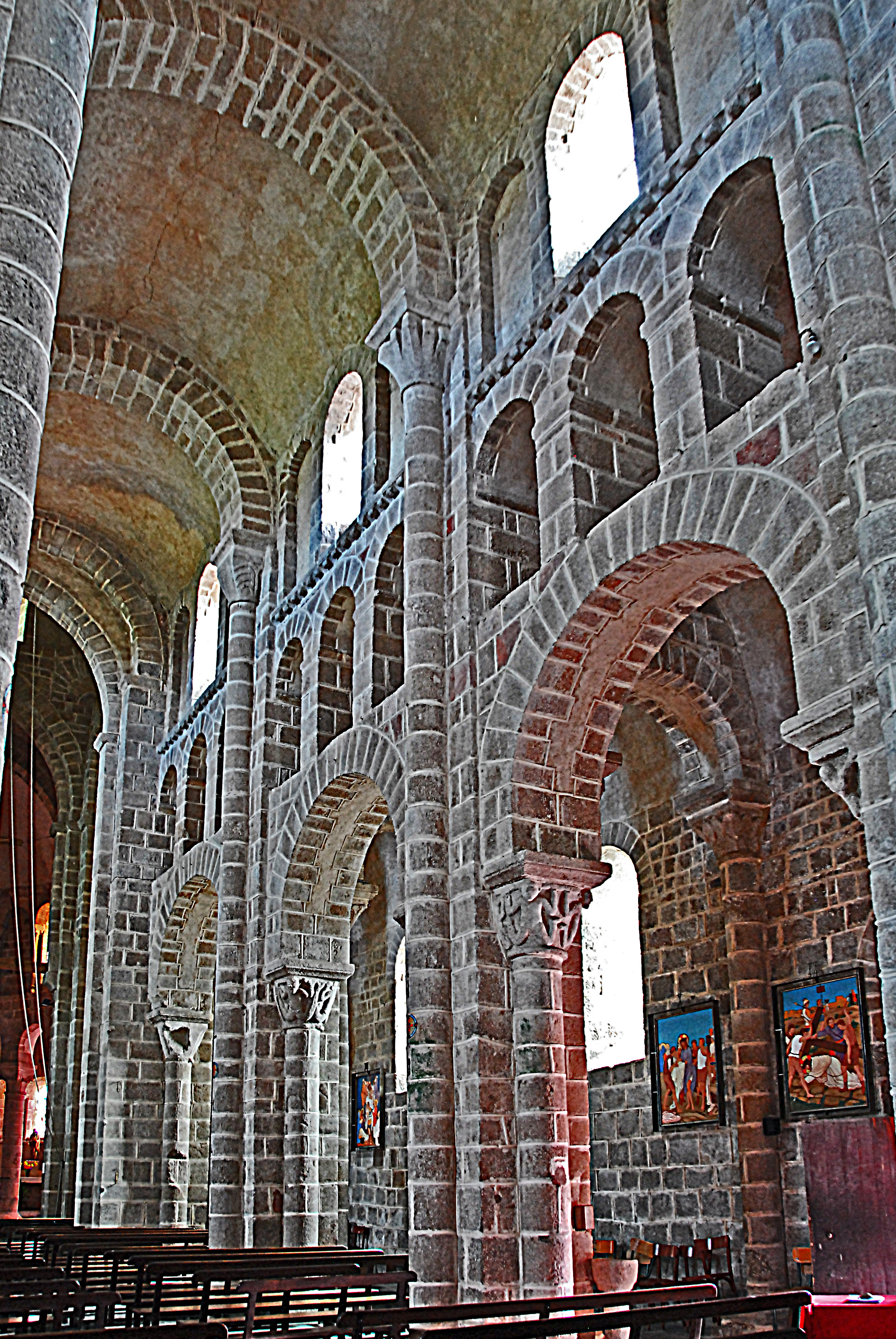
Mittelschiff, Südwand, Joche 2–4

Der dreigeschossige Aufriss des Mittelschiffs ist burgundischen Ursprungs, wie etwa Cluny II oder Sacré-Cœur de Paray-le-Monial. Die Arkaden des Erdgeschosses öffnen sich in jedem Joch auf die Seitenschiffe unter scharfkantigen, um zwei Mauerschichten hoch gestelzten Rundbögen. Die Laibungen der Arkadenbögen zeigen an den Rändern unterschiedlich tiefe Keilsteine, deren Zwischenraum mit Mörtel verputzt ist. Die Keilsteinbögen stehen auf dreiviertelrunden alten Diensten, die mit skulptierten Kapitellen, profilierten Kämpferplatten und profilierten Basen mit rechteckigen Sockeln ausgestattet sind. Sie sind außen genau so breit, wie die Joche zwischen den im Querschnitt quadratischen Pfeilerkernen, von denen sie untereinander getrennt werden. Die fast dreieckigen Flächen zwischen Außenseite der Keilsteinbögen und den Pfeilerkernen sind oberflächenbündig mit Mauerwerk gefüllt.

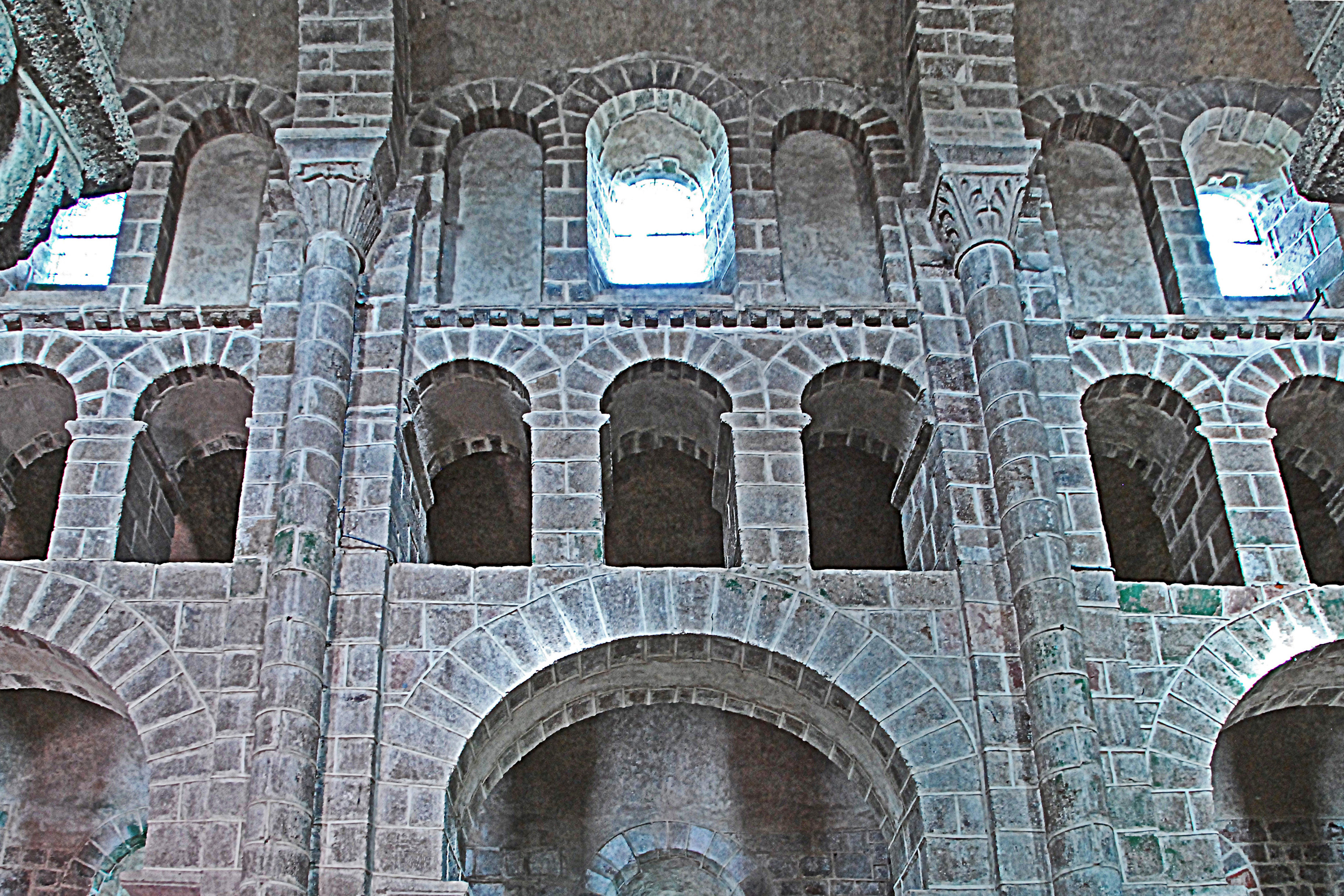
Mittelschiff Südwand, Scheinempore und Obergaden

Eine Besonderheit ist, dass die Scheidewände zwischen den Schiffen mit 82 bis 85 Zentimetern etwas dünner sind als die Pfeilerkerne mit 99 bis 103 Zentimetern. Das lässt die Oberflächen der Scheidewände gegenüber den Pfeilerkernen um etwa 7 Zentimeter zurücktreten und das bis in Höhe der Kämpferplatten unter den Gurtbögen des Mittelschiffgewölbes. Man bekommt so den Eindruck, dass sich die Pfeilerkerne fast bis zum Gewölbe fortsetzen.
Auf Höhe der oberen Scheitel der Keilsteinbögen beginnt die mittlere Zone des Aufrisses, die Arkaden der Scheinemporen, die an Triforien erinnern. In jedem Joch der Scheidewände sind dort rundbogige scharfkantige Drillingsarkaden ausgespart, die genau zwischen die Pfeilerkerne passen und untereinander von schlanken gemauerten Pfeilern in Wandtiefe getrennt werden. Ihre Bogenansätze werden in Laibungstiefe von ausladenden Kämpferprofilen markiert, deren untere Sichtkanten durch breite Fasen gebrochen werden. Die Laibungen der Arkadenbögen weisen wie bei den großen Arkaden zwischen den Keilsteinen einen Mörtelverputz auf. Diese Zone wird zwischen den jochteilenden Pfeilern unmittelbar auf den äußeren Scheiteln der Keilsteinbögen durch ein kräftiges Kragprofil mit einem einfachen Rollenfries abgeschlossen.
Unmittelbar darüber beginnt die dritte Aufrisszone, der Obergadenbereich, der knapp über die Gewölbeansätze hinaufreicht. In jedem Joch ist mittig ein rundbogiges scharfkantiges Obergadenfenster ausgespart, innenseitig in ähnlicher Größe wie die Arkaden der Scheinempore, aber ohne Kämpfer. Es besitzt eine steil nach innen abgeschrägte Brüstung. Das Fenster wird flankiert von zwei etwas schlankeren Blendarkaden. Das ihre Bogenansätze auf gleicher Höhe wie die des Fensters liegen, ist ihre Scheitelhöhe etwas geringer. Die Keilsteinbögen der Blendarkaden und des Fensters stehen gemeinsam auf schlanken Pfeilervorlagen. Die äußeren senkrechten Laibungen der Blendarkaden rücken etwas zur Mitte hin ein, ihre Nischenhintergründe sind glatt verputzt.

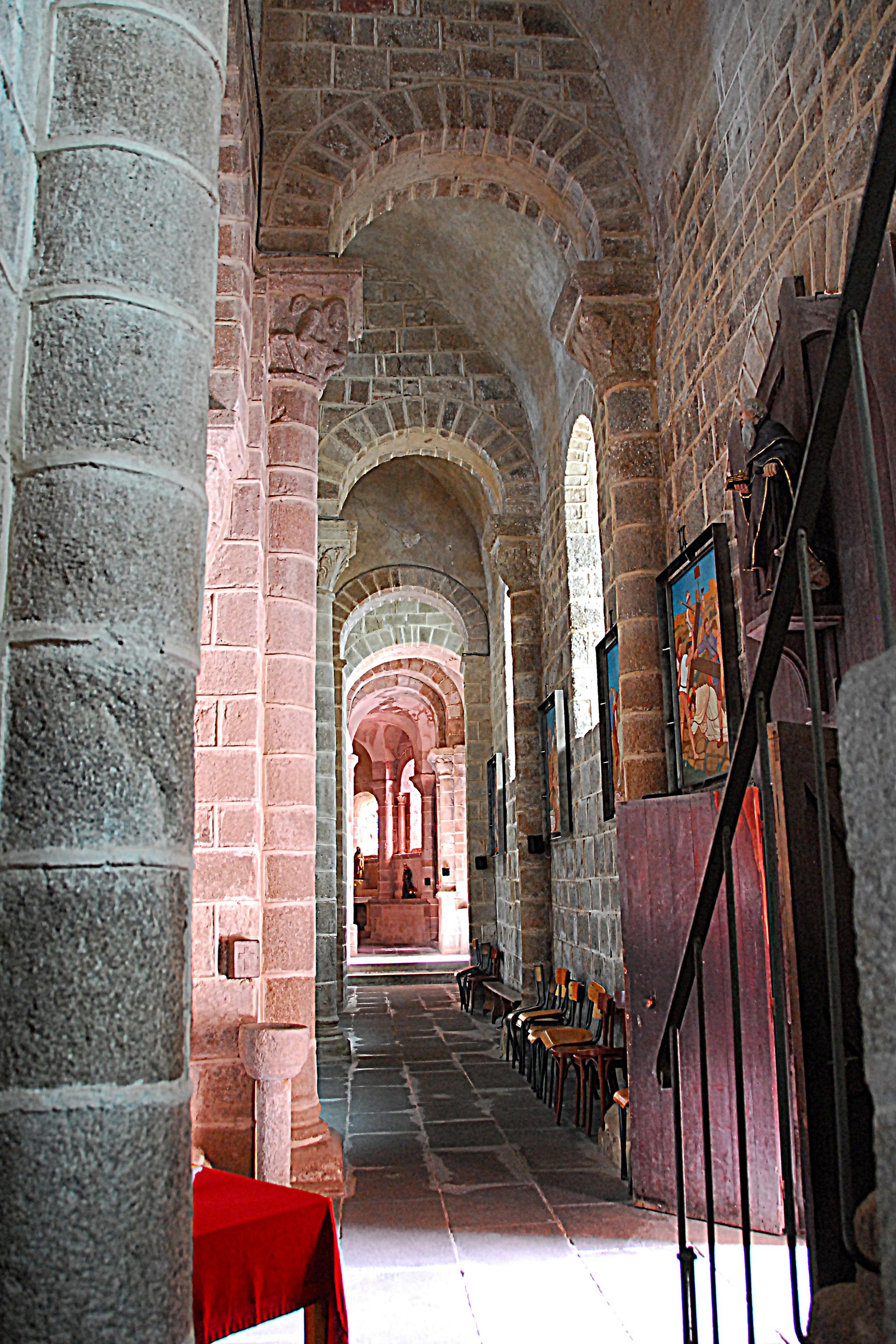
Südliches Seitenschiff aus Joch 1

Auf den zu den Schiffen weisenden Seiten der Pfeilerkerne sind wieder dreiviertelrunde Dienste vorgeblendet, die sich von den Diensten der großen Arkaden in den Scheidewänden nur in ihrer Höhe unterscheiden. Die auf der Mittelschiffseite reichen mit ihren Kämpferplatten bis zu den Ansätzen der Gurtbögen hinauf, etwa in mittlerer Höhe der Obergadenzone. Die leicht gestelzten Gurtbögen des Mittelschiffs verlaufen nicht immer konzentrisch zur Rundung der von ihnen getragenen Tonnengewölbe. Ihre Keilsteinbögen sind deutlich schlanker, als die Pfeilerkerne und deren Verlängerung nach oben. Sie werden von einer zweiten Keilsteinschicht umringt, die unterschiedlich tief in der verputzten Gewölbeoberfläche versenkt scheint und damit die vorgenannte Unstimmigkeit ausgleicht.
Die Dienste auf den zu den Seitenschiffen weisenden Pfeilerseiten reichen etwas höher als diejenigen unter den großen Arkadenbögen der Scheidewände. Ihre Gegenstücke in gleichen Dimensionen sind ohne Wandpfeiler auf der Außenwand angebracht. Sie tragen die jochteilenden Wände auf Keilsteinbögen mit scharfen Laibungskanten. Auf der Außenwand setzen in Höhe der Kapitelle die viertelkreisförmigen Rundungen der halben Tonnengewölbe an, die knapp über der Höhe der Bogenscheitel der Scheinemporenarkaden gegen die Scheidewände stoßen. Diese Gewölbe sind wie die des Mittelschiffs glatt verputzt.

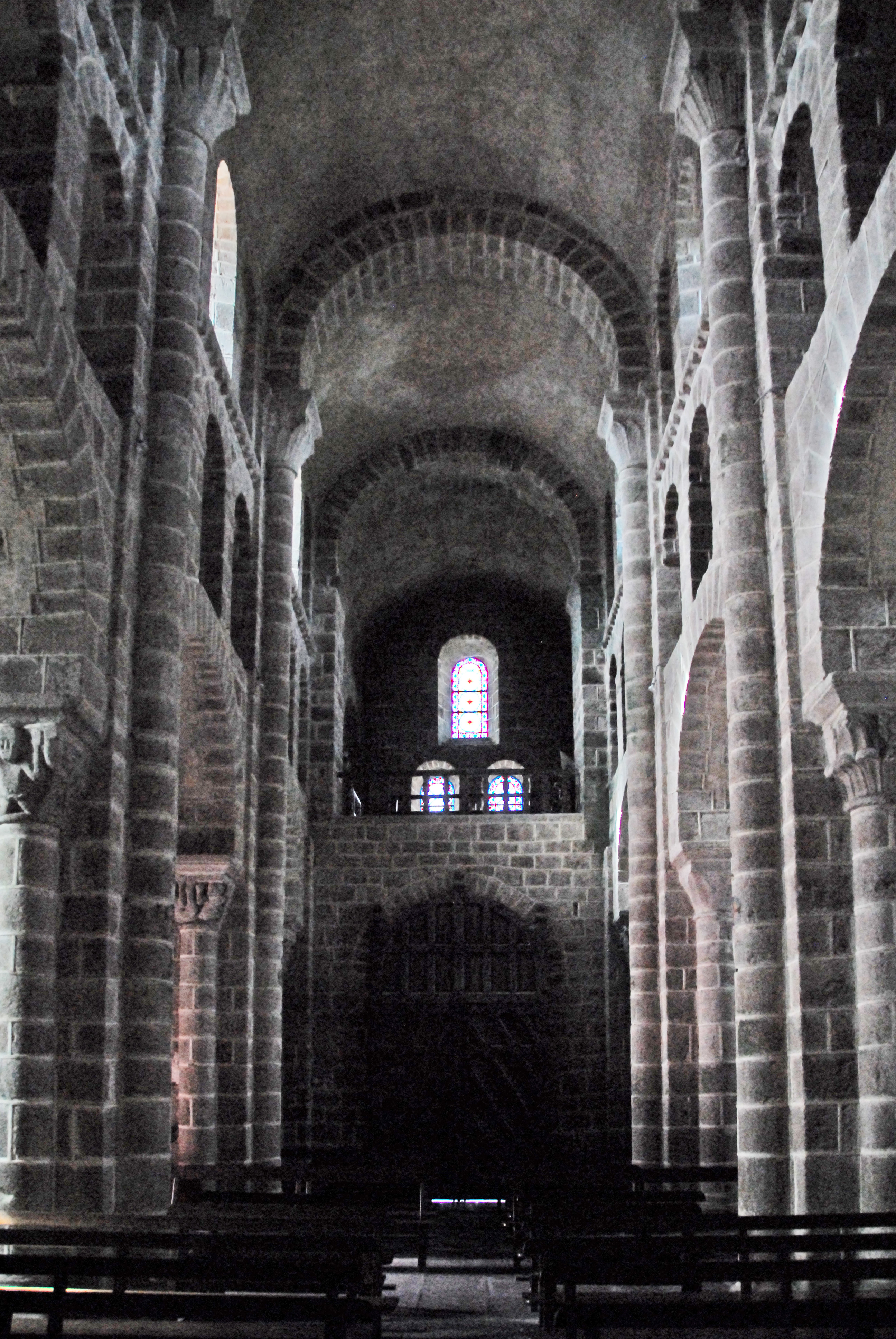
Mittelschiff nach Westen

Die Wand der ehemaligen Fassade des Langhauses wurde im Zuge der Errichtung des zweigeschossigen Portalvorbaus im Bereich des Mittelschiffs, oberhalb des Erdgeschosses fast gänzlich, gegenüber dem Aufriss des Langhauses, geöffnet. Die große Wandöffnung wird seitlich von rechtwinkligen Wandpfeilern und oben durch einen Gurtbogen, der denen des Mittelschiffs entspricht. Der Übergang Wandpfeiler zum Bogen wird von Kämpferprofilen markiert. Die Öffnung wird unten durch einen geschlossenen Wandabschnitt begrenzt, der das Gewölbe unter der Empore verdeckt. Seine Oberkante liegt etwa einen Meter über dem Scheitel der Portalöffnung. Unmittelbar auf diesem Wandabschnitt wird die Empore zum Schiff durch ein hölzernes Brüstungsgitter abgegrenzt. Durch die Übernahme der oberen Silhouette des Mittelschiffs in den Vorbau wirkt das Obergeschoss wie eine Verlängerung des Mittelschiffs. In den Scheidewänden des Vorbaus öffnet sich je eine rundbogige Arkade. Die Empore wird durch eine Dreiergruppe rundbogiger Fenster in ihrer Westwand direkt belichtet. Kurz über zwei kleineren Fenstern, die ein schlanker Pfeiler trennt, steht zentrisch ein etwas größeres Fenster. Die Fenstergewände sind nach innen aufgeweitet. Das intensive Licht der untergehenden Sonne dringt spätnachmittags über diese Fenstergruppe tief in das ganze Mittelschiff ein und taucht es in eine güldene Farbigkeit. Dieses Streiflicht verstärkt die Plastizität der Längswände des Schiffs in besonderem Maße. Im Erdgeschoss der ehemaligen Fassadenwand stimmen die Konturen der Öffnung des Hauptportals mit den äußeren überein. An den westlichen Kopfwänden der Seitenschiffe sind noch die ursprünglichen Konturen der zugemauerten Fenster zu erkennen. In Joch eins des südlichen Seitenschiffs wurde eine steinerne Treppe installiert, die das Emporengeschoss des Portalvorbaus noch heute erschließt.

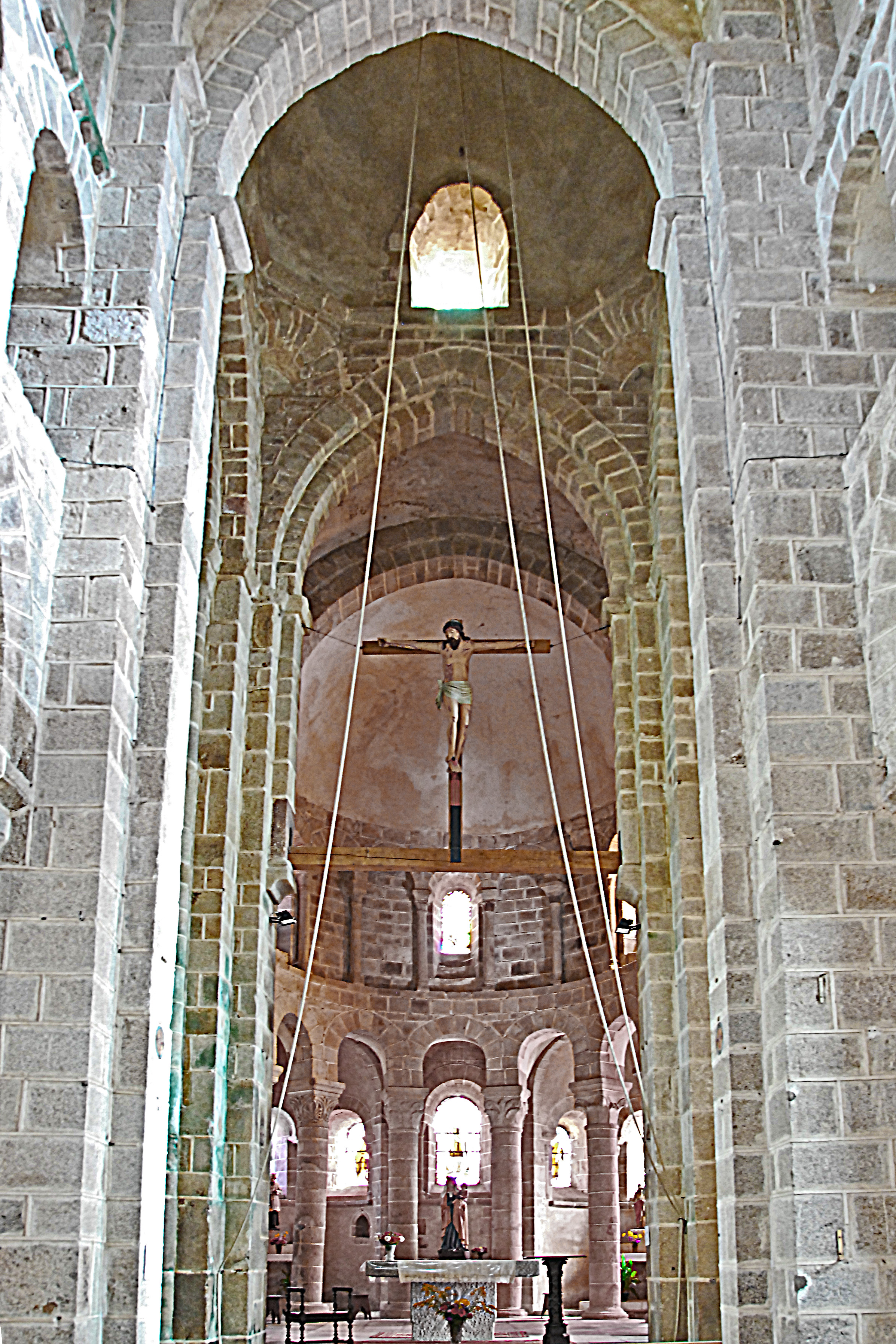
Notre-Dame de Châtel-Montagne, Vierung aus Mittelschiff

Das Langhaus endet im Osten mit dem vierten Joch und stößt dort gegen die westliche Querhauswand. Das Mittelschiff erschließt die Vierung mit einer besonders schlanken mehrfach abgestuften Arkadenöffnung, die durch die gegenüber den Scheidewänden beidseitig vortretenden Querhauswandenden seitlich begrenzt wird. Die breiten Leibungen dieser Öffnung weisen beidseitig kräftige Rückversätze mit nahezu quadratischen Querschnitten auf. Auf den zum Schiff weisenden Rückversätzen steht der letzte, aber deutlich schlankere Gurtbogen des Tonnengewölbes. Seine leicht nach außen versetzten Bogenansätze werden von innenseitig auskragenden Kämpferprofilen markiert. Auf dem mittlere Laibungsabschnitt, einem Wandpfeiler gleichend, steht unmittelbar hinter dem vorgenannte Gurtbogen ein Keilsteinspitzbogen mit einer darüber aufgehenden Vierungswand. Der Spitzbogen bleibt ein gutes Stück unter dem Gurtbogen. Seine Ansätze werden von dreiseitig auskragenden Kämpferprofilen markiert, die nur wenig über dem Kragprofil mit Rollenfries der Seitenwände liegen. Auf den zur Vierung weisenden Rückversätzen steht noch einmal ein Spitzbogen, dessen Kanten parallel zum vorherigen Spitzbogen verlaufen, im Abstand der Rückversatztiefe, und die gleichen Kämpfer aufweisen.
In den die Seitenschiffe nach Osten begrenzenden Querhauswände sind Arkadenöffnungen ausgespart, in etwa gleichen Dimensionen, wie bei den jochteilenden Arkaden. Statt der Dienste tragen hier scharfkantige Wandpfeiler die Keilsteinbögen, deren Ansätze mit auskragenden Kämpferprofilen markiert sind.

#### Querschiff mit Vierung

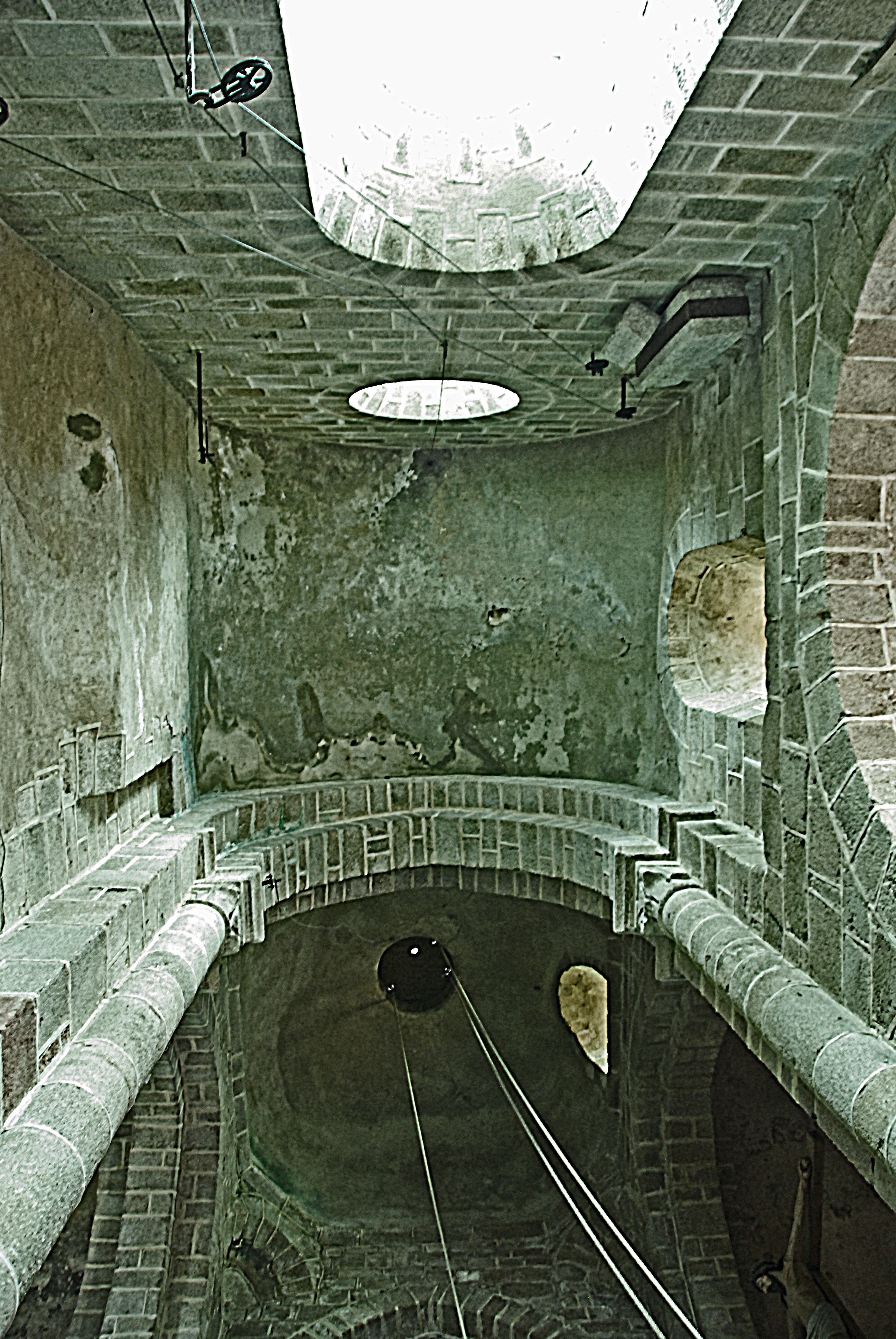
Gewölbe, südlicher Querhausarm

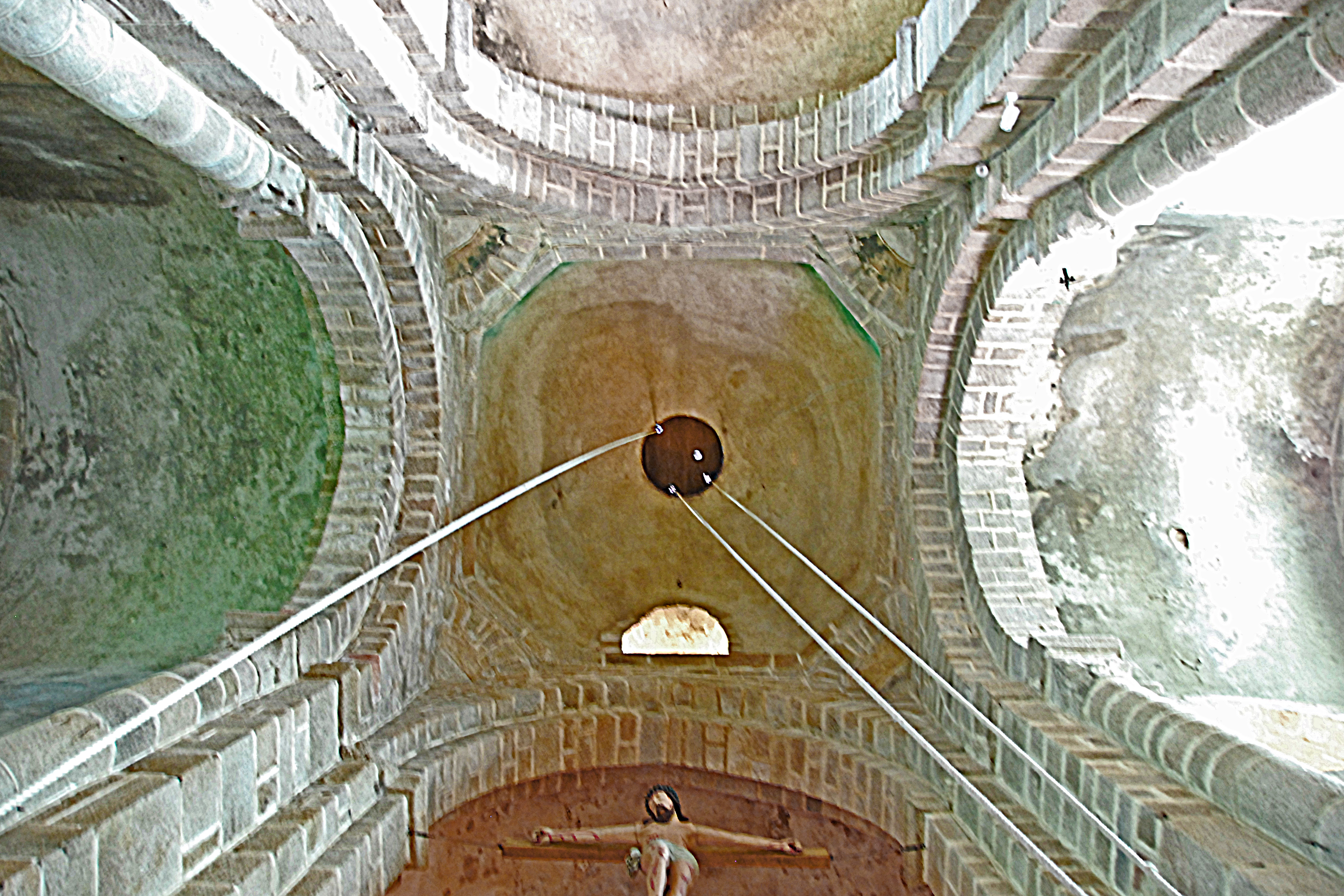
Vierungskuppel

Das Querschiff gehört in den unteren Bereichen zu den ältesten noch erhaltenen Teilen des Ursprungsbauwerks. Die oberen Bereiche stammen weitgehend vom Anfang des 13. Jahrhunderts (Spitzbögen) und ihre Renovierungen aus dem 19. Jahrhundert. Die Querhausarme werden fast in Höhe des Mittelschiffgewölbes von Quertonnen überwölbt, die des südlichen Arms ist leicht angespitzt. In den Giebelwänden der Querschiffarme sind je zwei zentrierte Fenster ausgespart, in mittlerer Höhe ein schlankes rundbogiges Fenster und etwa Mitte der oberen Wandhälfte ein kreisrunder Oculus („Ochsenauge“) ausgespart. Im nördlichen Querhausarm gibt es nahe der Ostwand eine Tür in den außen angebauten Treppenturm zur Glockenstube, in der Mitte des südlichen Querhausarms eine Tür in die angebaute Sakristei. In den Ostwänden der Querhausarme ist etwas tiefer als die Oculi je ein schlankes rundbogiges Fenster ausgespart.
Die Vierung wird von Arkaden umschlossen, deren Dimensionen und Formgebungen der Arkade zum Mittelschiff weitgehend entsprechen. Die Formen der Bögen sind alle spitzbogig mit beidseitigen einfachen Abstufungen. Die vorspringenden Wandpfeiler auf den Laibungen des Triumphbogens zum Chor beginnen erst etwa in halber Pfeilerhöhe, wo sie auf kräftigen profilierten Kragkonsolen stehen. Die nahezu quadratische Vierung wird überwölbt von einer klassischen Trompenkuppel. In den Ecken des Quadrates der Vierung sind im Grundriss dreieckige Trompen eingefügt, woraus sich ein oberer achteckiger Umriss ergibt. Ihre Keilsteinwölbungen in Form von halben Hohlkegeln leiten von den Ecken der Vierungsquadrate in die kürzeren Achteckseiten über. Auf dem Achteck erhebt sich zunächst ein Stück achteckiger Tambour dessen senkrechte Seiten dann allmählich und ohne Zäsur in die Rundung der Kuppel übergehen.

#### Chorhaupt

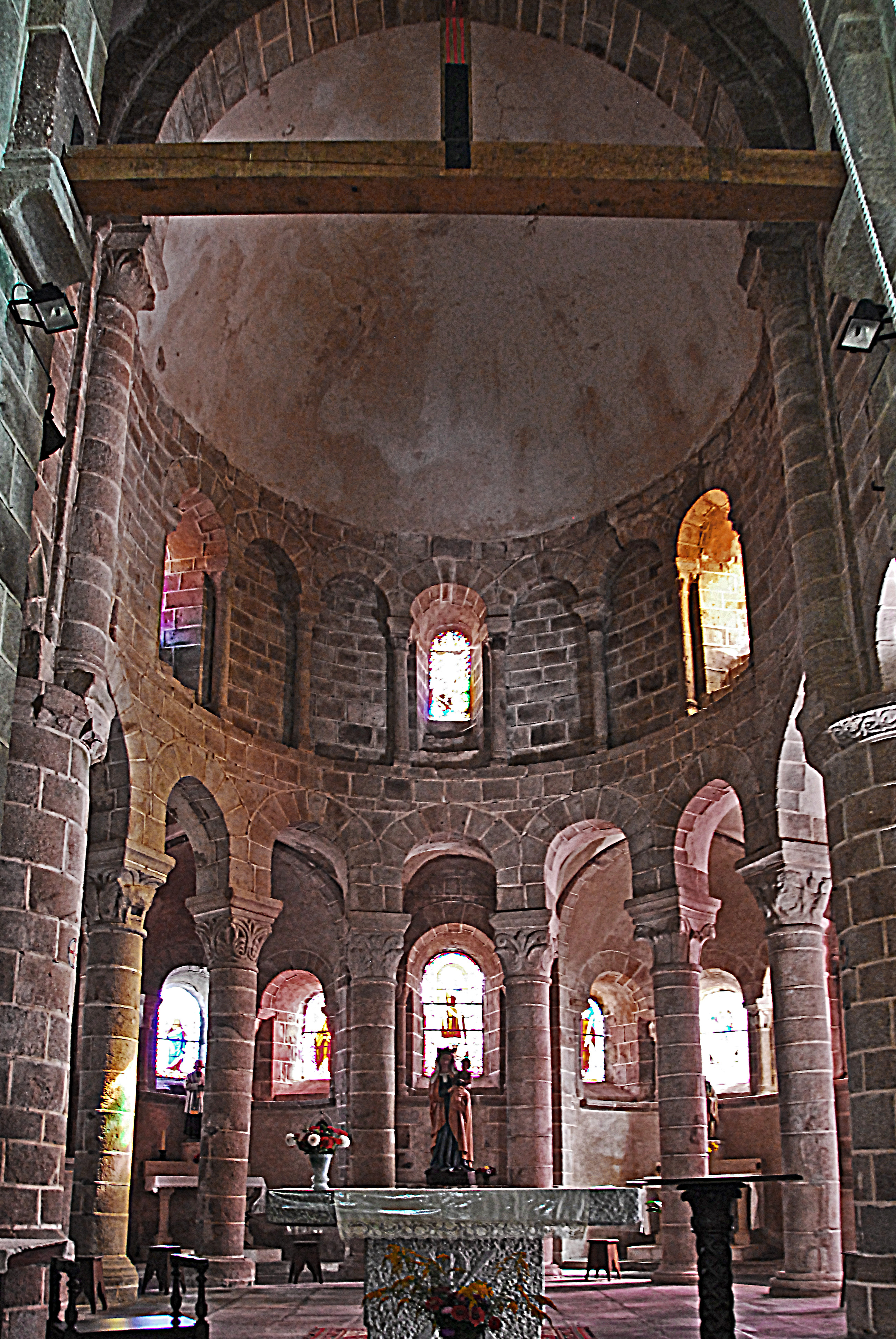
Chor aus Vierung

Das Querschiff öffnet sich in den Umgangschor dreifach, in der Mitte der Vierung mit ihrer östlichen spitzbogigen Arkade, die hier den Triumphbogen in den Chorraum darstellt (siehe vorausgehenden Abschnitt) und seitlich davon aus den Querhausarmen mit rundbogigen scharfkantigen Öffnungen in die Ambulatorien gleichen Aufrisses. Diese waren ehedem einmal die Öffnungen in die beiden Querhauskapellen des Ursprungsbauwerks. Sie werden überdeckt von sehr breiten Laibungen.

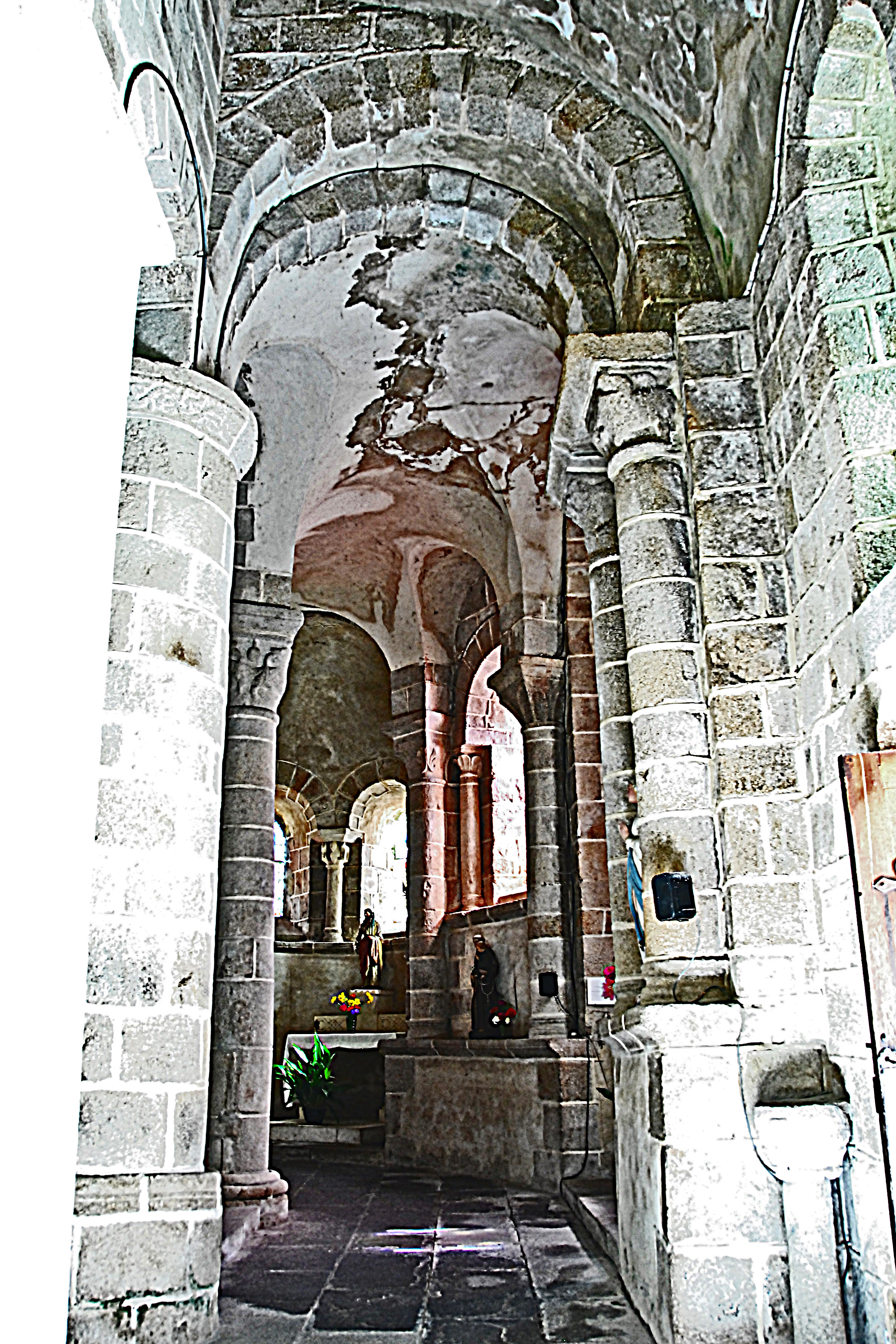
Südlicher Chorum- gang, Verbindungstrakt

An die Querhausostwand schließt ein zunächst seltsam erscheinendes Bauwerksteil an, ein Verbindungselement zwischen dem Querhaus und dem eigentlichen Chorhaupt. Es lässt sich aber aus den damaligen Umständen in der Blütezeit der Jakobspilgerfahrt erklären. Die Baumeister waren angehalten, die Besuche der Pilger durch ihre lärmintensiven Bautätigkeiten nicht oder nur geringfügig und in kurzen Zeitabschnitte zu erledigen. Daher erhielten sie bei der Ausführung des dritten Erweiterungsabschnitts der Kirche, der Errichtung eines neuen großen Chorhauptes, die Funktion des ursprünglichen Chorhauptes mit drei gestaffelten Apsiden, vor dem schon beträchtlich vergrößerten Kirchenraum, möglichst lange aufrecht, bis das neue Chorhaupt weitestgehend fertiggestellt war. Das eigentliche neue Chorhaupt mit seinen über die Dächer und Seitenwände hinausragenden Westwand wurde daher um gut zwei Meter vom Querhaus abgerückt hochgeführt. Erst als diese Teile fast fertiggestellt waren, schloss man die Öffnungen in der Ostwand des Querhauses provisorisch, und konnte dann die alten Apsiden abbrechen und in relativ kurzer Restbauzeit die Lücke zwischen den Baukörpern schließen.

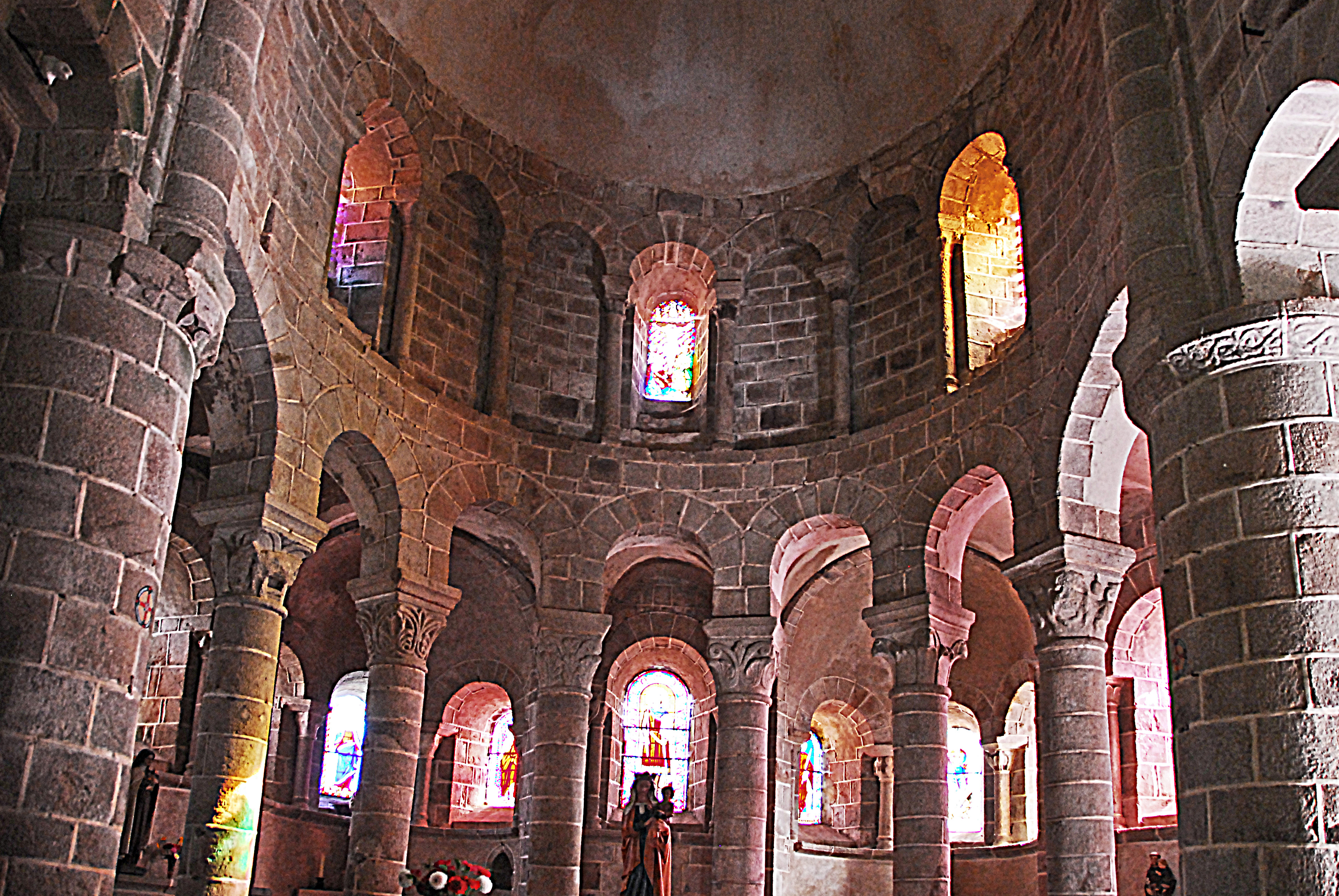
Chorapsis Mittelzone

Dieser Verbindungstrakt besteht aus einem schmalen Joch das unmittelbar an die Ostwand des Querhauses anschließt und auch im Inneren nahezu den gleichen Aufriss besitzt, wie der des Langhauses, das gilt auch für die halben Tonnengewölbe der Seitenschiffe. Auf der Gegenseite befindet sich die oben genannte Westwand des Chorhauptes von der im Gebäudeinnern nur zwei mächtige Säulen in Verlängerung der Scheidewände, zwischen Chorjoch und dessen Seitenschiffe, und einige Gurt- und Arkadenbögen unter den Gewölben zu sehen sind. Die beiden Säulen stehen genau auf den Fundamenten der ehemaligen Chorapsis. Die Scheidewände bestehen im unteren Abschnitt aus den geraden Reststücken der Seitenwände der Chorapsis des Ursprungsbauwerks. Sie werden von den Säulen durch etwa einen Meter breite rundbogige Arkadenöffnungen getrennt, deren Bögen auf den Säulen und den Wandenden stehen. Diese Wandabschnitte werden, wie auch die Säulen, von kräftigen Kämpferprofilen mit breit gefasten unteren Sichtkanten oberseitig abgeschlossen, und zwar in Höhe aller Kämpfer im „Erdgeschoss“ des Chorhauptes. Bei den Säulen sind die Fasen mit pflanzlichen Ranken und mit geometrischen Motiven skulptiert. Über den Kämpfern ragen die Scheidewände in voller Jochbreite und ganz geschlossen bis unter die Gewölbeansätze, die durch den Materialwechsel Mauerwerk/Verputz markiert sind. Auf den Kämpferprofilen der Säulen ragen chorseitig flache Wandpfeiler auf, vor denen halbrunde alte Dienste angeordnet sind die mit schlicht skulptierten Kapitellen, profilierten Kämpfern und Basen ausgestattet sind. Die Kämpfer kragen auf Höhe der Gewölbeansätze aus. Auf ihnen stehen die Enden eines Gurtbogens, der beidseitig einfach abgestuft ist. Er trägt die darüber aus den Dachflächen herausragenden Giebelwände. Über den Seitenschiffen stehen diese Wände auf je zwei nebeneinander angeordneten Gurtbögen unten den Gewölben. In der Außenwand des südlichen Seitenschiffs ist die Türöffnung eines Nebeneingangs ausgespart.

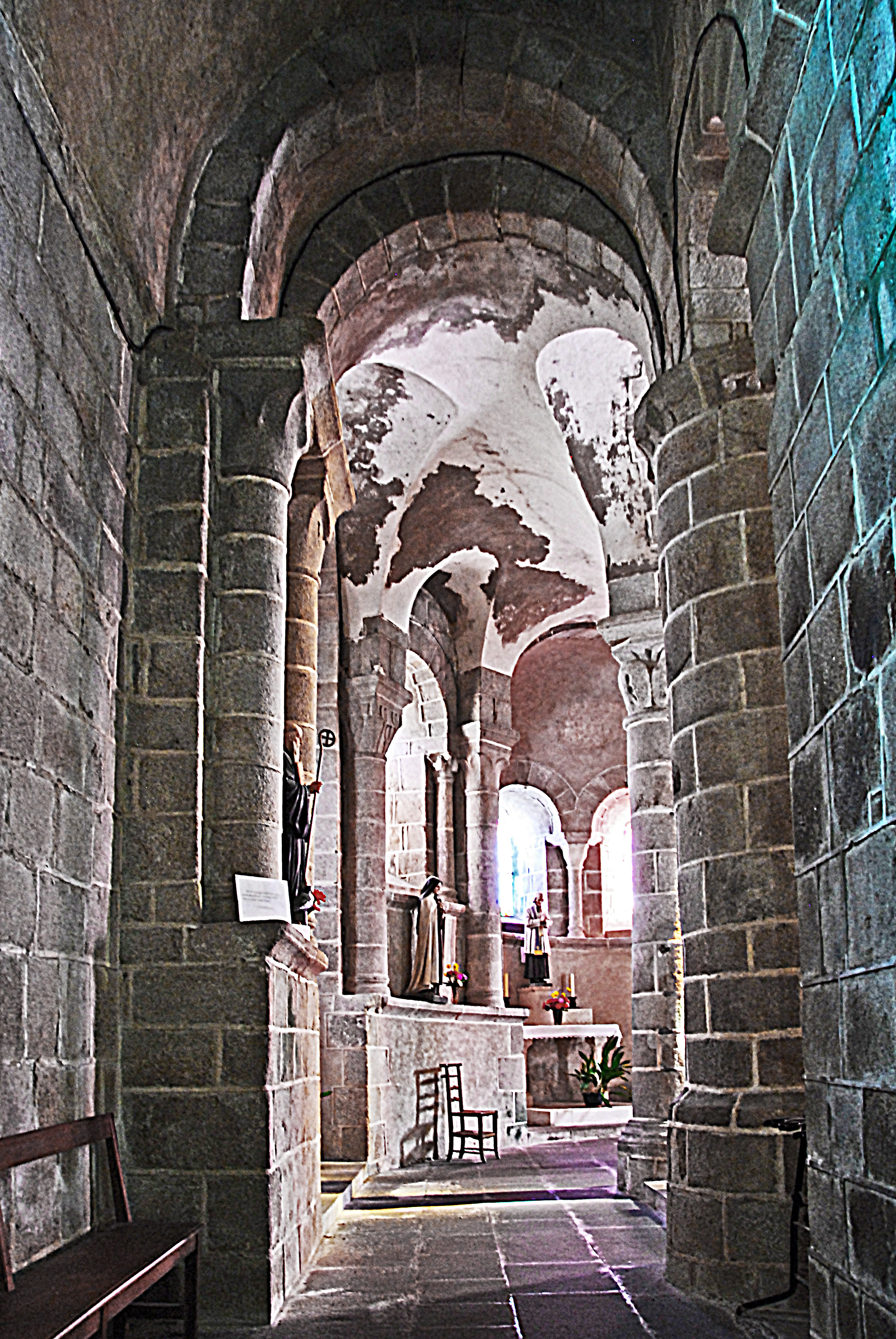
Notre-Dame de Châtel-Monta- gne, nördlicher Chorumgang

Die Chorapsis steht auf einem Grundriss aus einem schlanken Rechteck, an das sich eine halbkreisförmige Fläche anschließt. Die Außenwände der Chorapsis stehen an den kurzen Rändern des Rechtecks in Verlängerung der Scheidewände des Chorjochs und anschließend auf dem halbkreisförmigen Umriss der Apsis, der von sechs Säulen, mit gleichem Abstand untereinander, umringt wird. Sie trennen sieben Arkadenöffnungen mit rundbogigen stark gestelzten Keilsteinbögen und sind mit skulptierten Kapitellen, profilierten eckigen Kämpferplatten und alleine rund profilierten Basen ausgestattet. Ihre Kämpfer liegen auf Höhe der Kämpfer des Chorjochs. Eine Mauerschicht über den Scheiteln der Keilsteinbögen beginnt das zweite Geschoss, mit einer Reihung von sieben Blendarkaden, die auf einer leicht auskragenden schmalen Mauerschicht stehen. Die rundbogigen Arkadenbögen stehen untereinander gemeinsam auf Säulchen, die mit schlicht skulptierten Kapitellen, profilierten Kämpfern und Basen ausgestattet sind. Die mittlere und die äußeren Arkaden sind in Fenstern nach außen geöffnet, deren Gewände nach innen aufgeweitet sind.
Einer Mauerschicht über der äußeren Scheiteln der Keilsteinbögen der Arkaden beginnt das Chorgewölbe, das aus einem kurzen Tonnengewölbe besteht, an das sich übergangslos eine Halbkuppelkalotte anschließt.

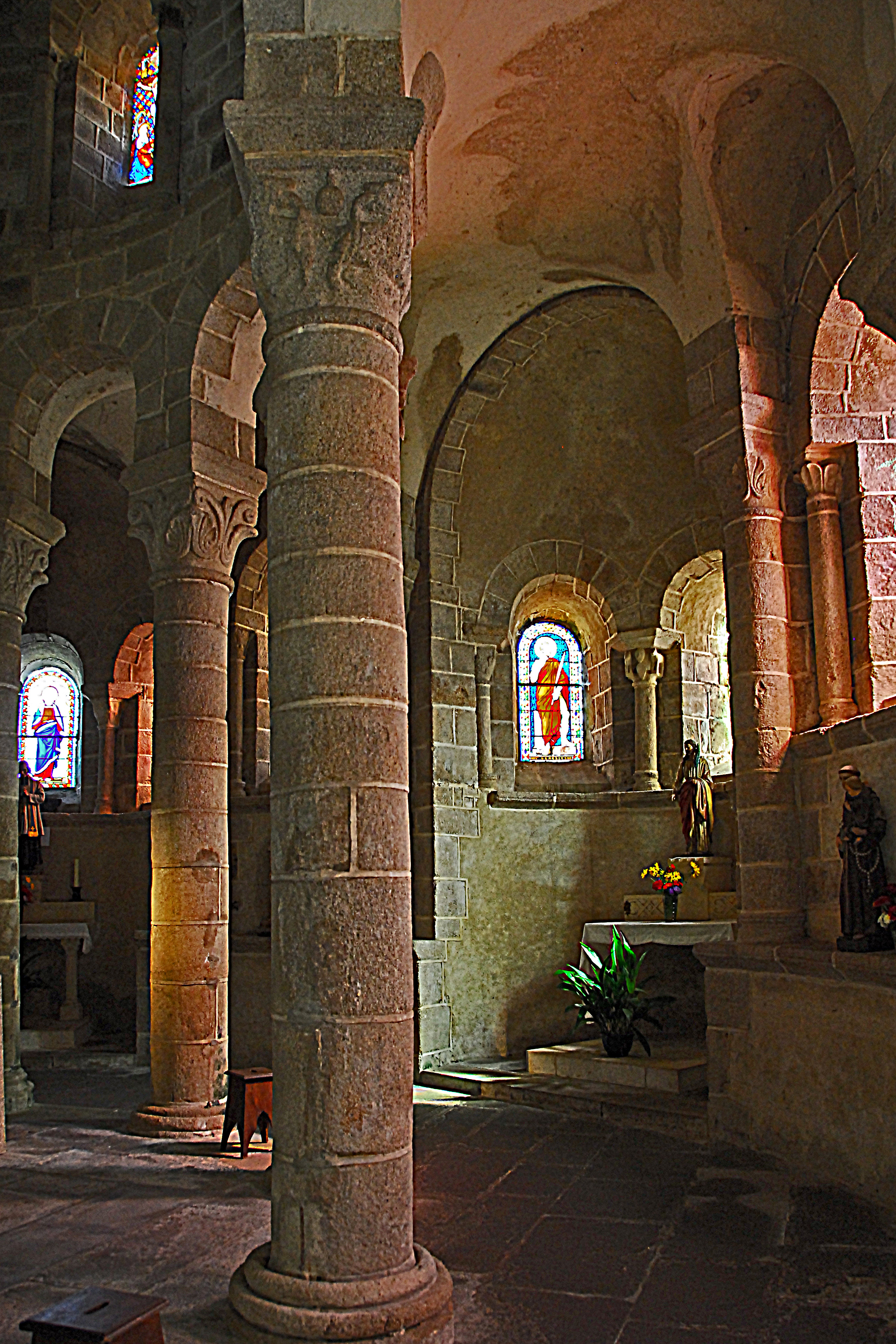
Südlicher Umgang und Kapelle

Auf dem tonnenförmigen verputzten Gewölbe des Chorumgangs, das den gesamten Chor umschließt, zeichnen sich innenseitig in den Pfeilerzwischenräumen sieben Stichkappen ab. Gleichermaßen erkennt man gegenüber weitere Stichkappen vor den drei Fenstern der Umgangsaußenwand und deutlich größere vor den vier Radialkapellen. Die Übergänge zwischen Umgangsgewölbe und den Stichkappen werden von im Grundriss parabelförmigen Graten markiert. Die Enden dieser Grate stoßen jeweils auf die Kämpfer der Säulen, die gemeinsam das Umgangsgewölbe und die Stichkappen tragen. Innenseitig sind das die Säulen unter der Chorapsiswand außenseitig sind es die Säulen, die unmittelbar neben den Kanten der rundbogigen Öffnungen zu den Kapellen auf knapp einen Meter hohen Wandsockeln vor den Außenwandabschnitten stehen. Diese sind mit auskragenden Platten abgedeckt, deren Unterkanten breit gefast sind. Die Säulen sind mit pflanzlich skulptierten Kapitellen und profilierten Kämpfern ausgestattet. Entsprechend den Stelzungen der Arkadenbögen der Chorapsis sind diese Kämpferplatten etwa gleich hoch steinsichtig aufgemauert. In den Außenwandabschnitten des Umgangs zwischen den Kapellen sind rundbogige Fensteröffnungen ausgespart, deren Gewände und Brüstungen nach innen aufgeweitet sind. Ihre Keilsteinbögen stehen auf Säulchen in Rückversätzen der senkrechten Gewändekanten. Diese sind mit pflanzlich skulptierten Kapitellen, einfachen Kämpferplatten und profilierten Basen ausgerüstet und stehen auf auskragenden Abdeckplatten mit gefaster Unterkante in Höhe der inneren Brüstungskante. Die Außenwandoberfläche oberhalb der Keilsteinbögen reicht noch ein Stück weiter hinauf, bis unter die Rundungen der Stichkappen.
Die Radialkapellen besitzen jeweils einen etwas mehr als halbkreisförmigen Grundriss, an den sich umgangsseitig ein schmales Rechteck anschließt. Die rundbogigen scharfkantigen Öffnungen in den Kapellen gehen ohne Versätze in die verputzten Oberflächen der Wände und der Kalotten über, die untereinander ohne Markierungen übergehen. An den Kanten dieser Öffnungen sind die Steinoberflächen kurz herumgeführt. Ihrer Keilsteinbögen werden umgangsseitig bis auf einen schmalen Streifen durch die Stichkappen verdeckt. In der halbkreisförmigen Rundung ist jeweils eine Dreiergruppe von Blendarkaden eingelassen. Ihre wandbündigen Keilsteinbögen ruhen untereinander gemeinsam, außenseitig alleine auf schlanken Säulchen, die in breiten Wandrückversätzen auf einer um die Rundung herumgeführten auskragenden Brüstungsabdeckung mit gefaster Unterkante stehen. Die Säulchen sind mit skulptierten Kapitellen, weit ausladenden Kämpferplatten, mit breit gefasten unteren Sichtkanten und profilierten Basen ausgerüstet.

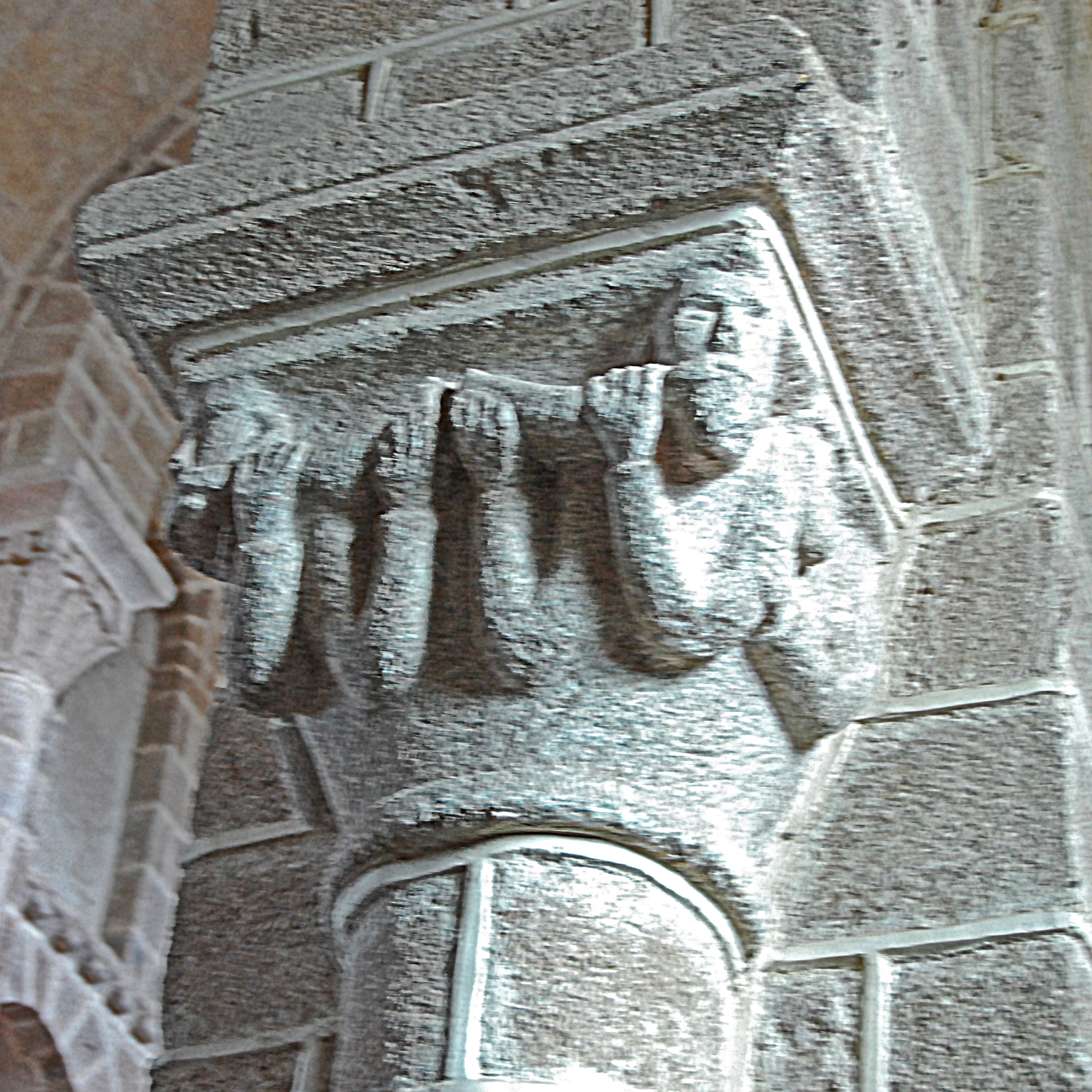
Kapitell Langhaus, Olifantenbläser

#### Kapitellskulptur

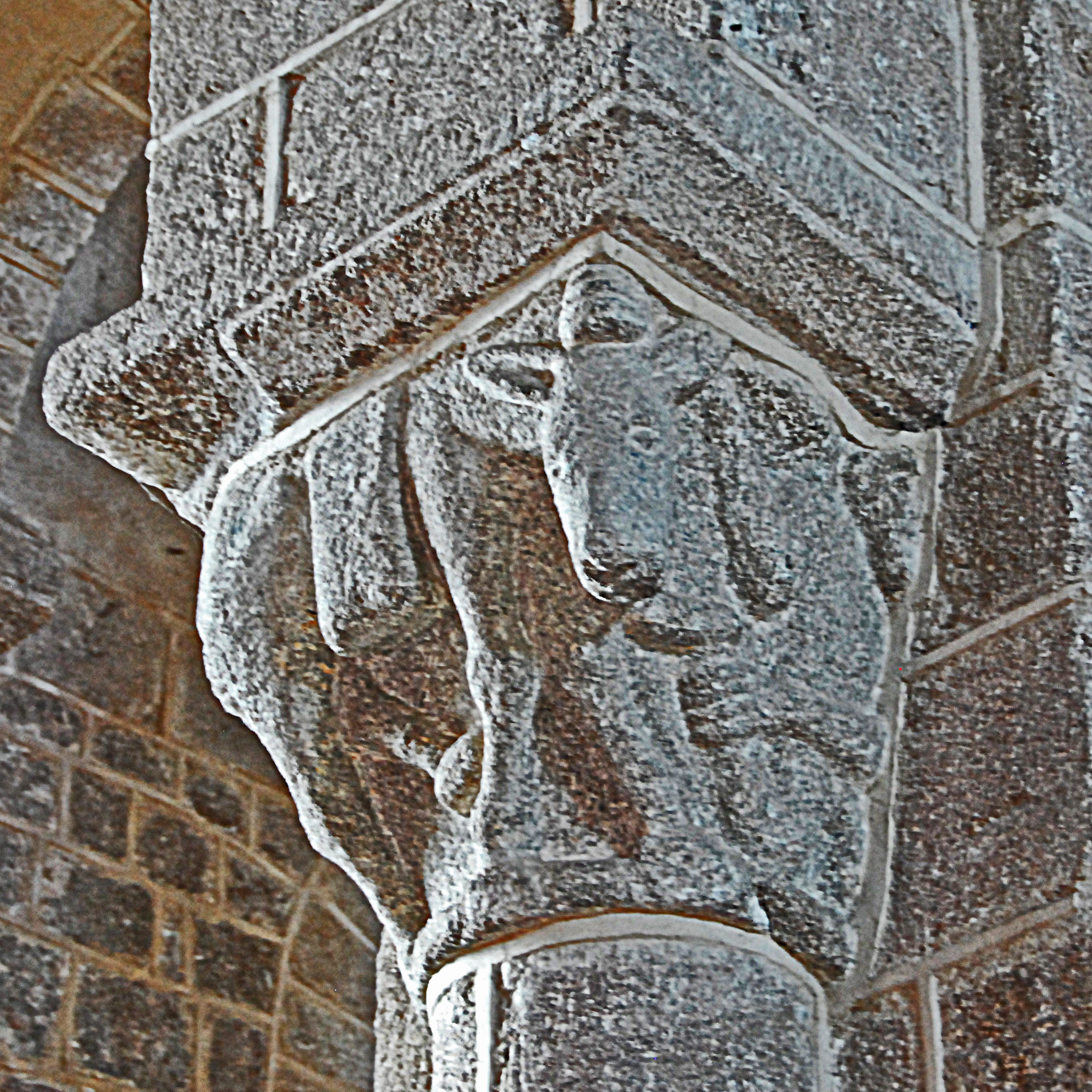
Notre-Dame de Châtel-Montagne, Kapitell, Langhaus, Packesel

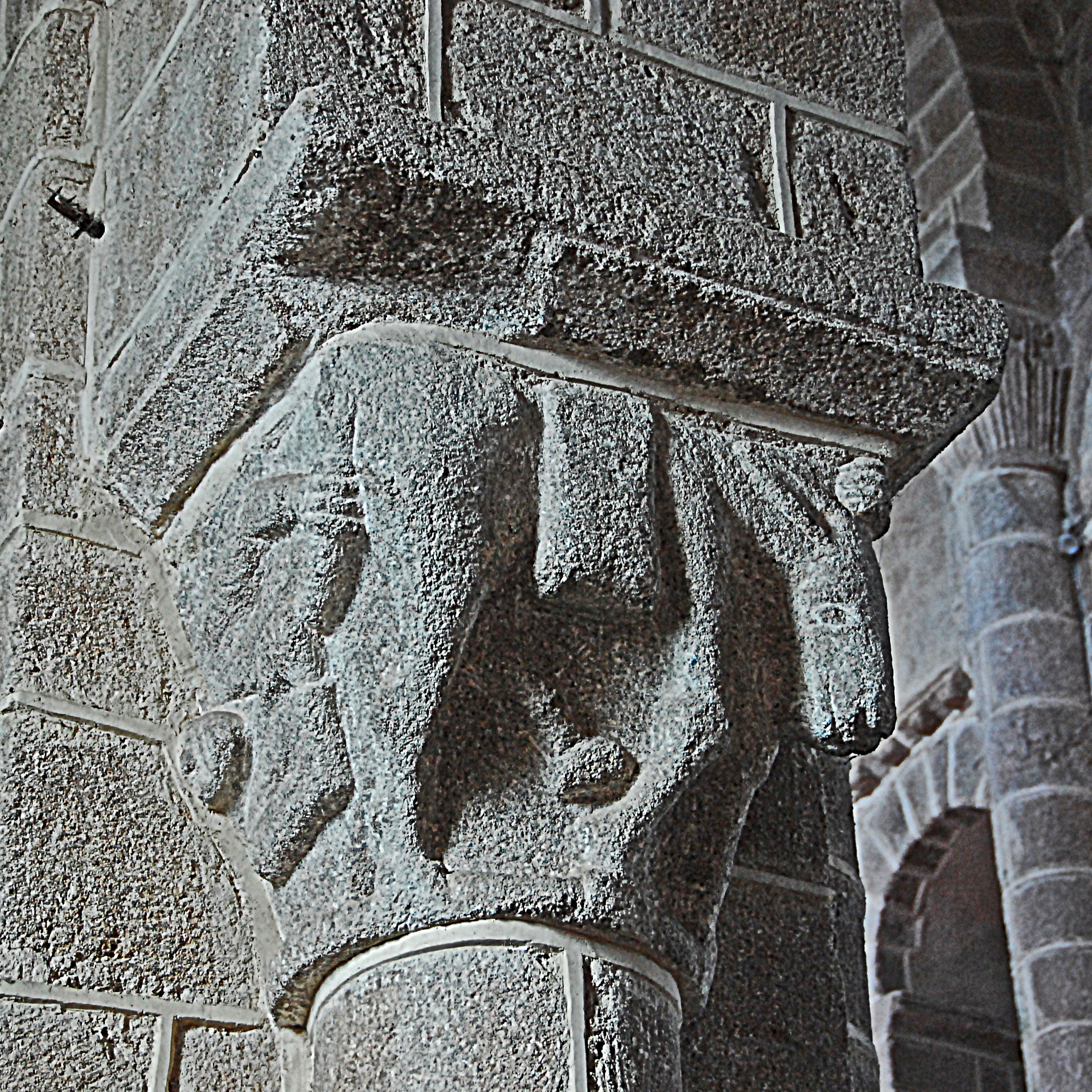
Kapitell im Langhaus, Packesel

In Notre-Dame de Châtel-Montagne gibt es nur wenige Skulpturen. Der harte Granit erlaubte den Steinmetzen lediglich eine großflächige Bearbeitung, der es nicht an eigenen Akzenten fehlt. Es gibt so gut wie keine religiösen Motive, sondern nur Drolerien (franz.: drôle, drollig/komisch/lustig), wie etwa die aus dem Kapitell symmetrisch heraustretenden Männerbüsten, die jeder auf einem Olifant (Signalhorn) blasen, auf den Kapitellseiten stehen hinter ihnen je eine weitere Person, die mit ihrer Hand den Oberarm der Bläser unterstützen (Westseite des ersten südlichen Pfeilers), oder die zwei Tauben, die vergeblich versuchen, sich mit einem Sprachrohr zu verständigen. Dazu gehört auch die Szene mit einem widerspenstigen Esel, der mit einem Sack beladen ist und von einem Mann am Zügel gezogen wird, während eine weitere Person seinen Schwanz ergriffen hat, bekanntlich eine Methode einen Esel zum Laufen zu bringen (Ostseite des dritten südlichen Pfeilers). Eine weitere Szene stellt insgesamt vier auf den Hinterläufen aufgerichteten Vierbeiner (Pferde) dar, die sich jeweils in den eigenen Schwanz beißen (Ostseite des dritten nördlichen Kapitells). Des Weiteren sieht man doppelschwänzige Sirenen, und verschiedene Atlanten, die auf abgewinkelten Beinen knien und Lasten über ihnen mit Händen oder mit Füßen tragen. Der Stil der Skulptur der Kapitelle auf den Säulen zwischen Chorapsis und Ambulatorium lässt auf das späte 12. Jahrhundert schließen. Sie sind überwiegend mit Pflanzen, Palmen, Akanthusblättern, flachen Blättern und ausgeprägten Knospen dekoriert, wie auch in groben Zügen mit Adlern, Löwen, Pferden oder Elefanten (?).

Galerie Kapitelle
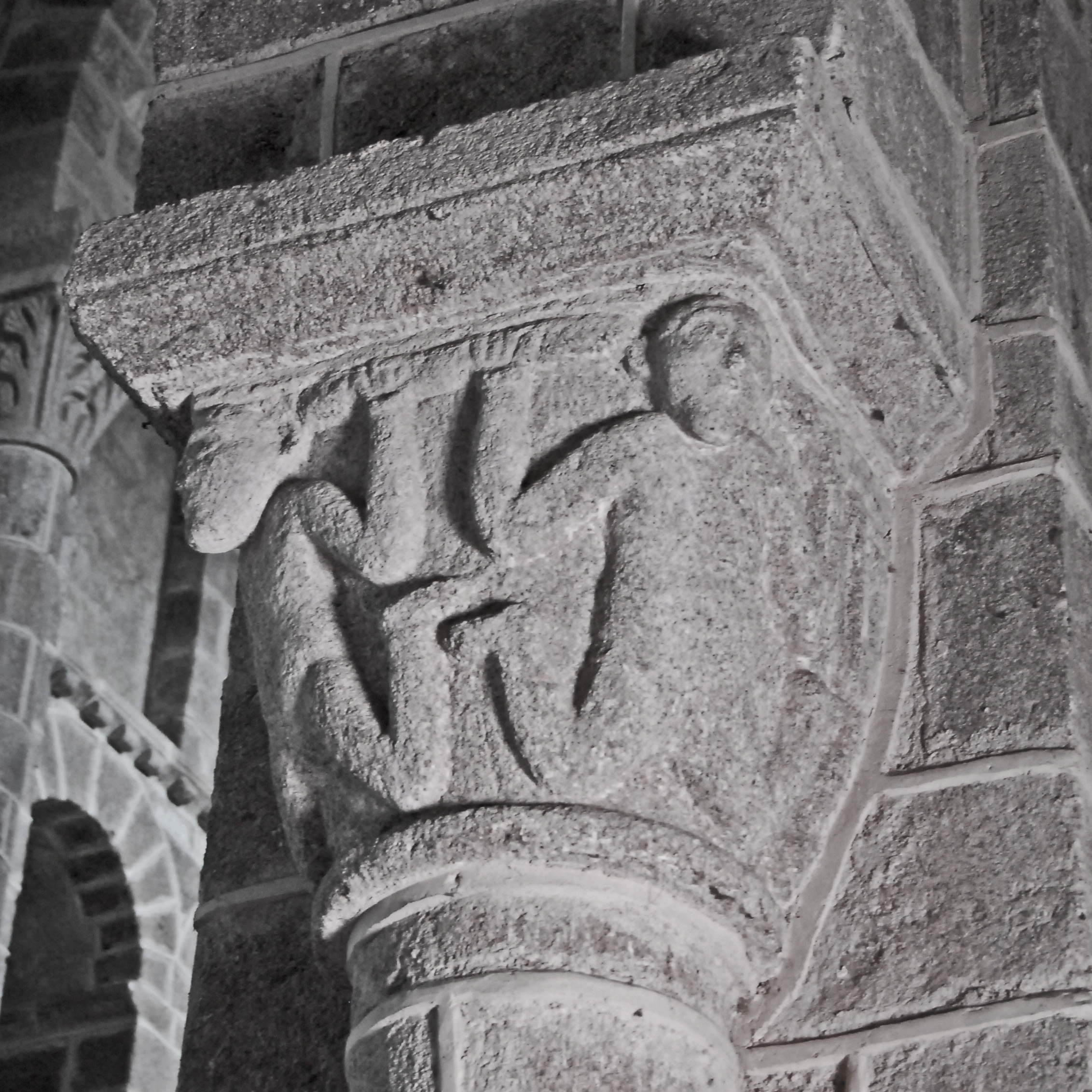
Langhaus, Atlanten
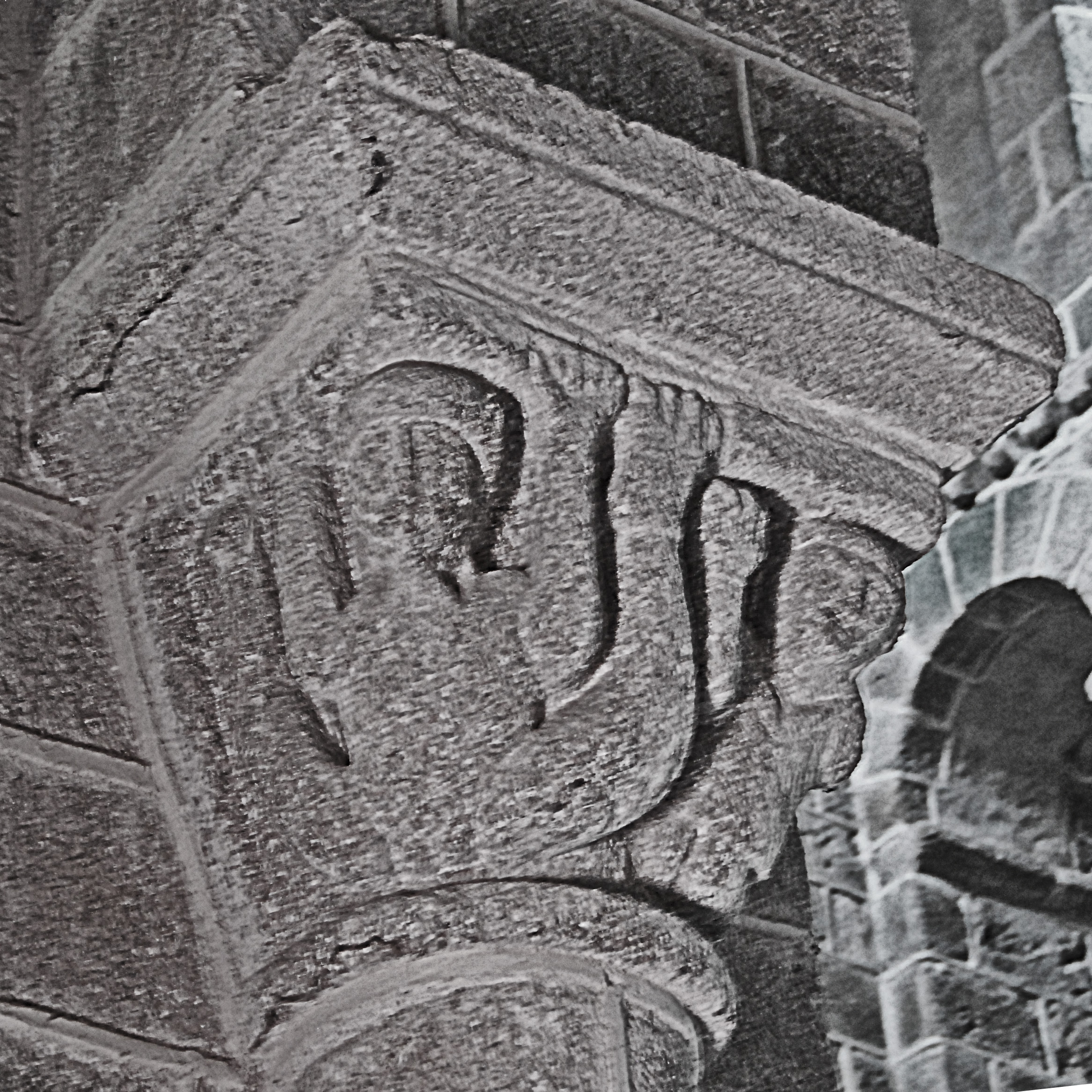
Langhaus, Atlanten
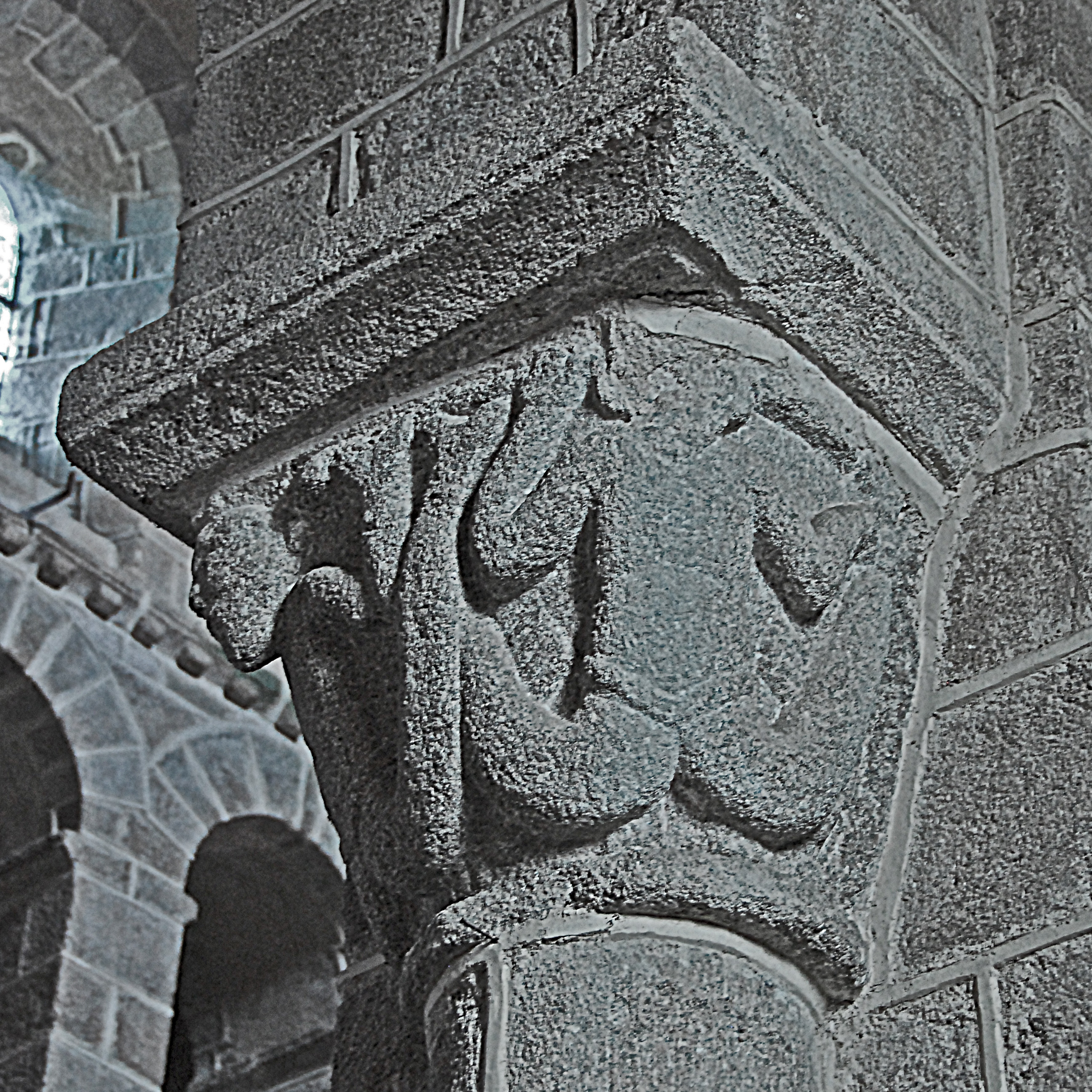
Langhaus, Sirenen
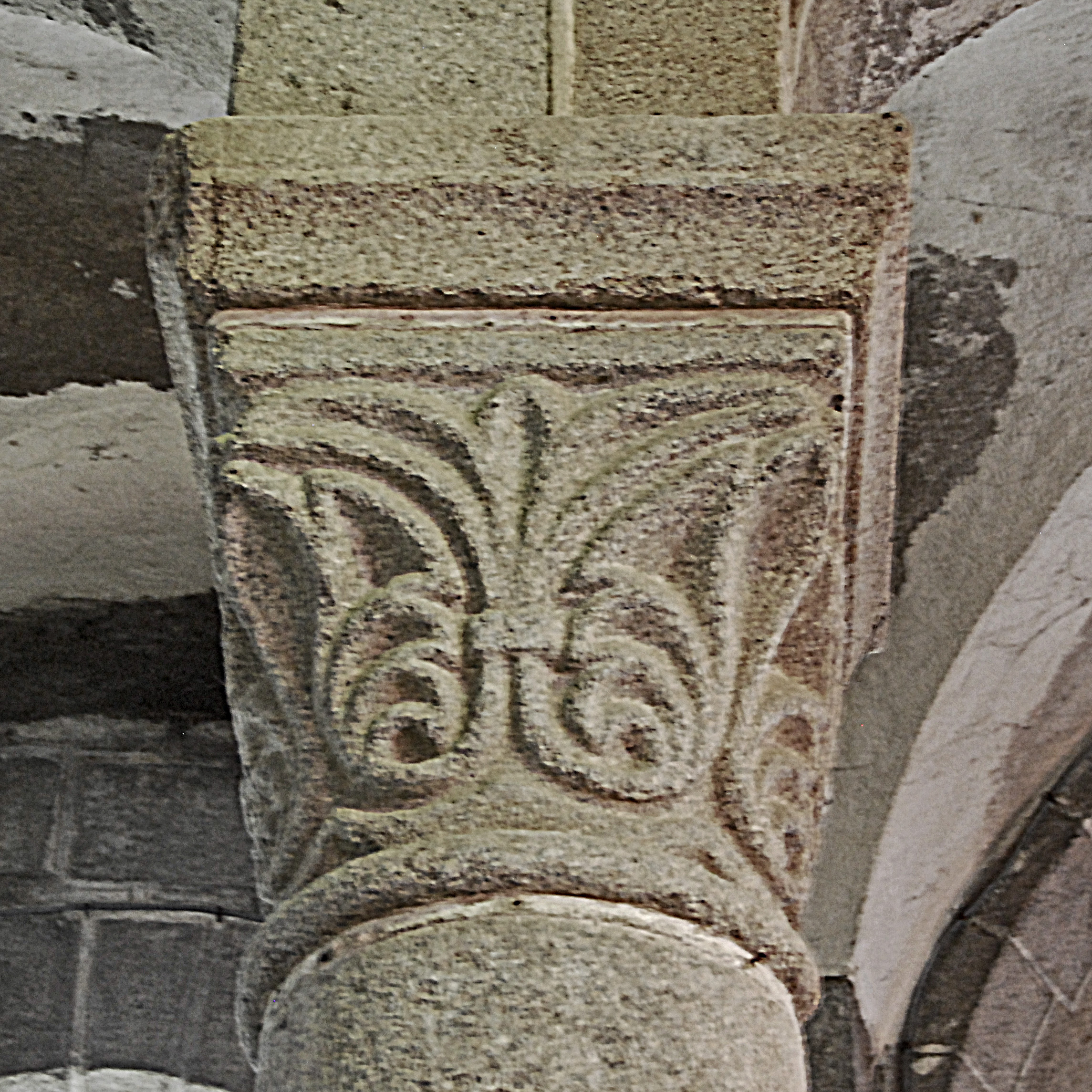
Chor, Blätter
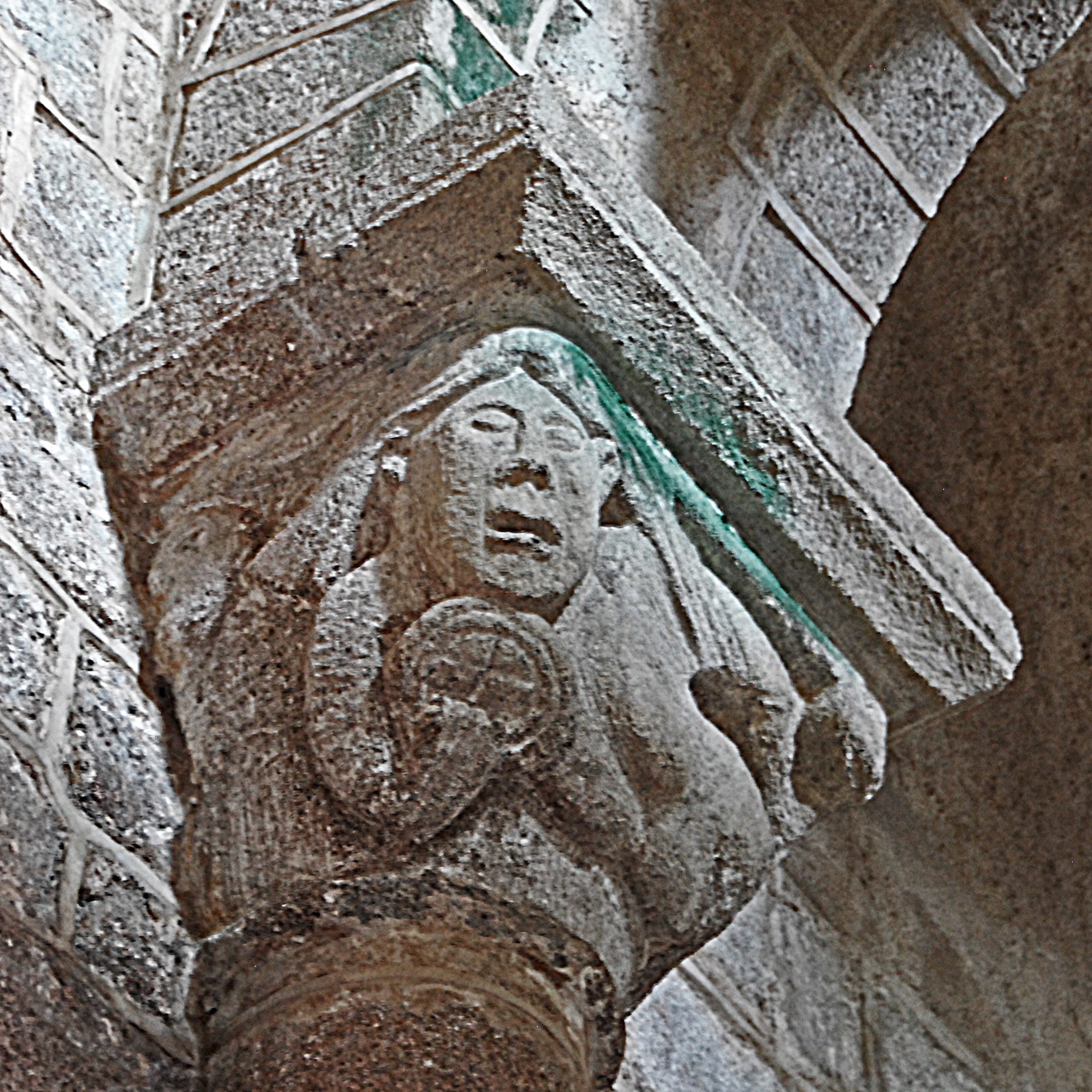
Umgang, Mensch mit Brot
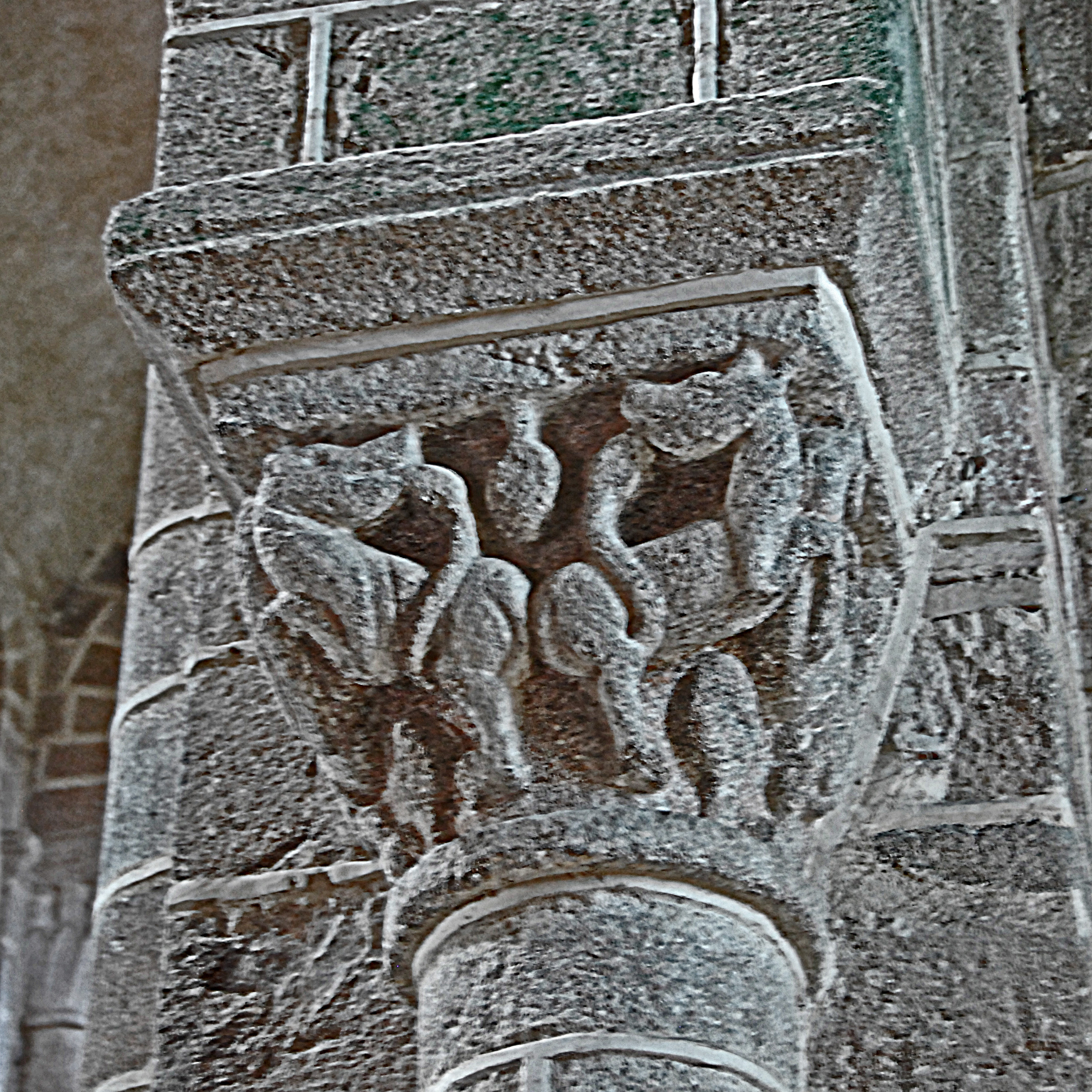
Chor, Vierbeiner (Pferde)
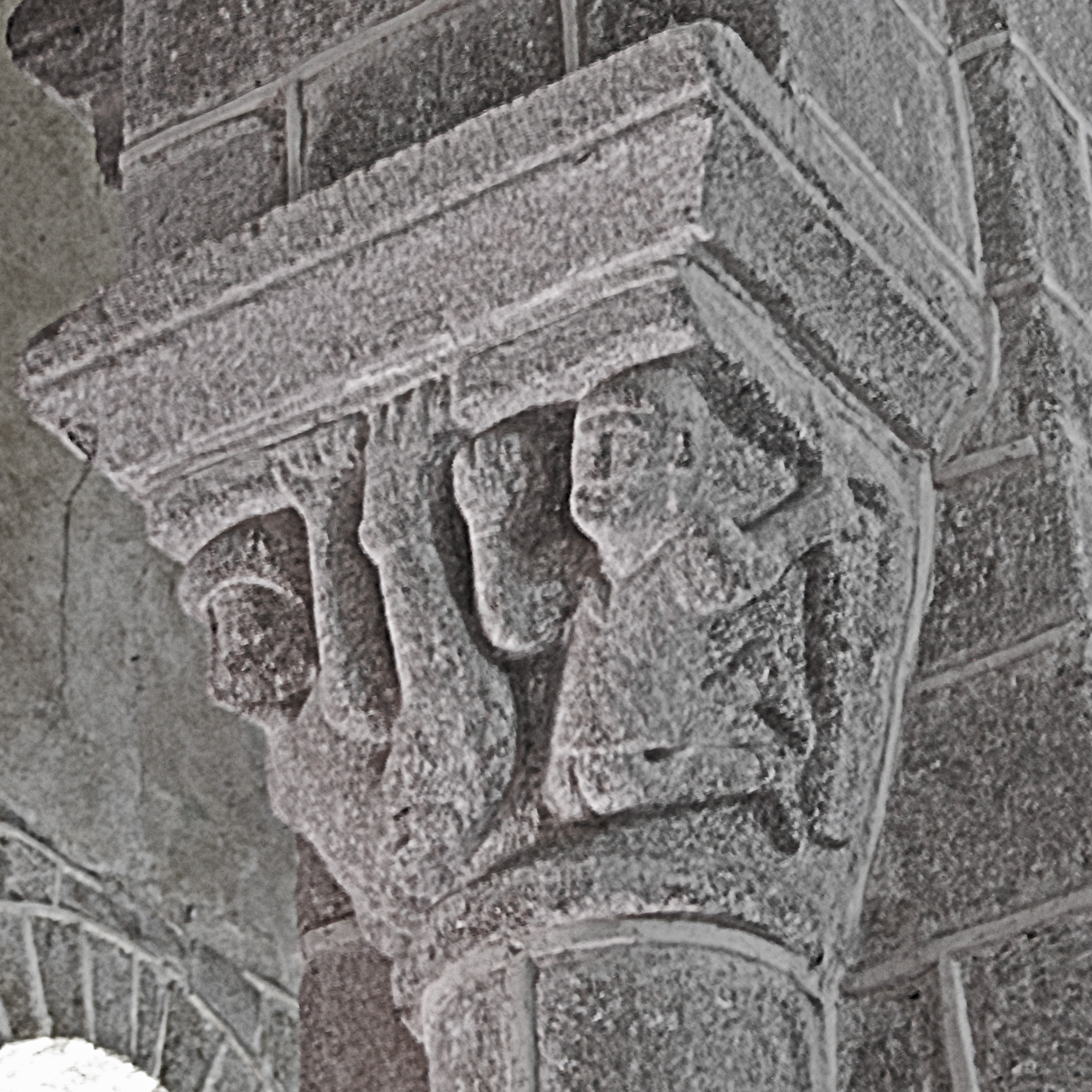
Chor, Atlanten
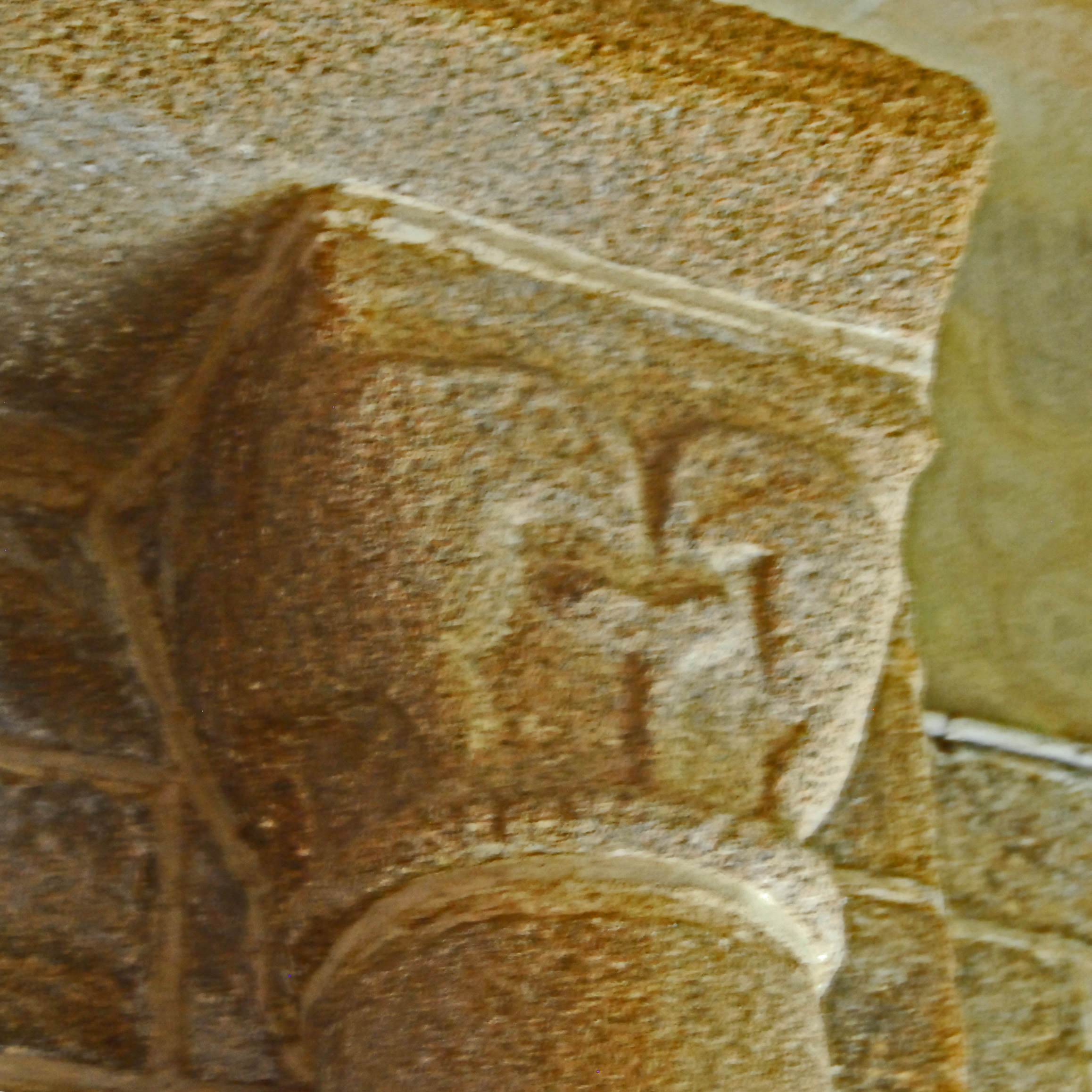
Umgang, Greife trinken aus Kelch

#### Ausstattung

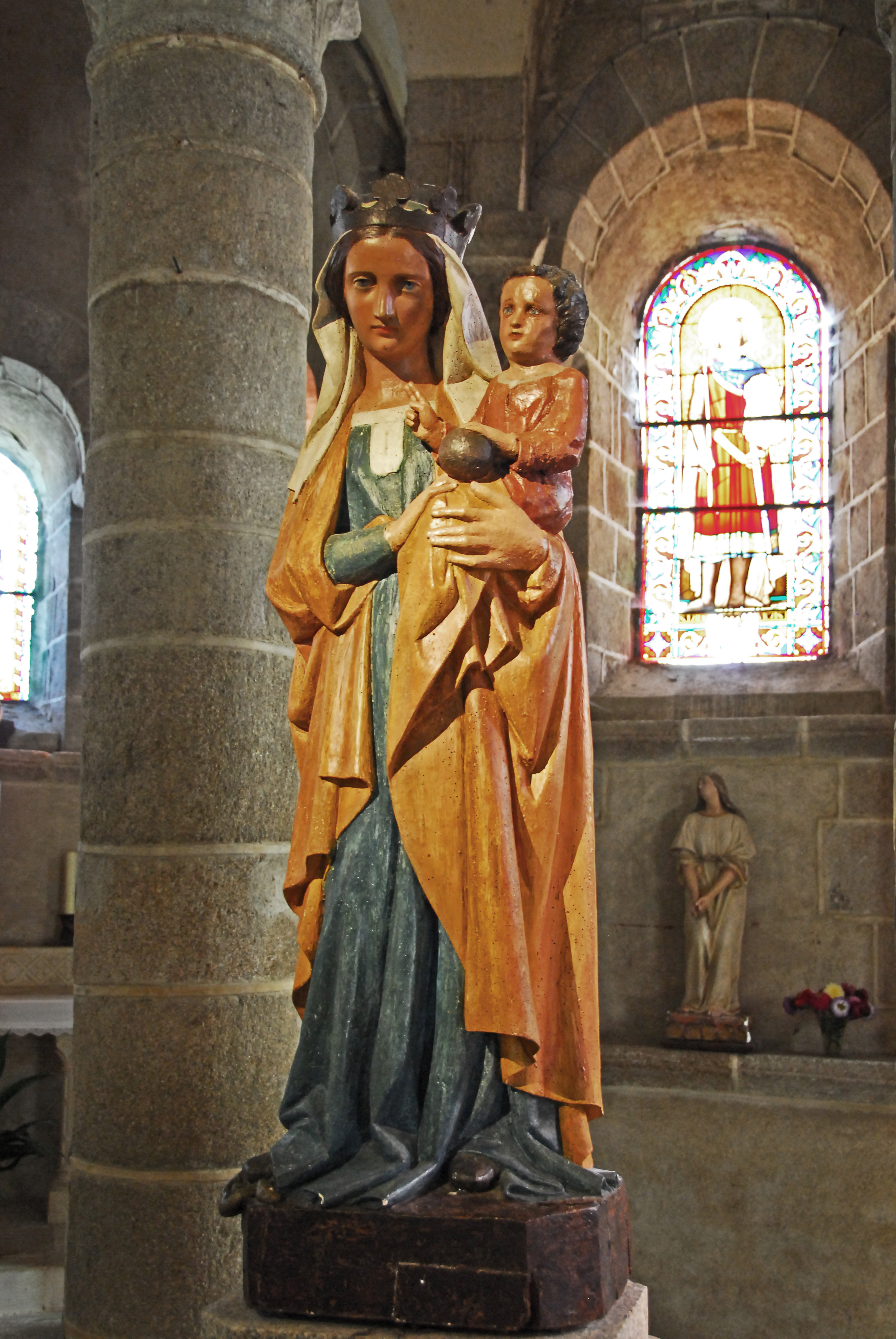
Madonna mit Kind, 15. Jahrhundert

Aus einer ganzen Reihe von kleineren Skulpturen ist eine 130 cm große Statue der gekrönten Gottesmutter mit dem Jesuskind auf dem Arm hervorzuheben, das eine Kugel auf den Knien hält und die Rechte zum lateinischen Segensgestus erhoben hat. Sie wurde im 15. Jahrhundert geschaffen und ist in kräftigen Farbtönen gefasst. Sie steht nach einer modernen Restaurierung seit 2002 im Zentrum der Chorapsis zwischen den beiden mittleren Säulen.
In der südöstlichen Radialkapelle steht eine Statue des Patrons von Châtel-Montagne, Saint Genest, aus dem 16. Jahrhundert. Sie wurde jüngst gründlich restauriert, wobei die Farbgebung weitgehend erhalten werden konnte. Der Heilige erhielt ein neues Palmblatt.
Unter dem Triumphbogen aus der Vierung zum Chor steht auf einem hölzernen Querbalken ein großes Kruzifix aus dem 15. Jahrhundert (siehe Foto im Abschnitt Inneres / Querschiff mit Vierung).
Es haben sich auch noch Partien eines schönen Chorgestühls aus dem 15. Jahrhundert erhalten. Auch das war im 19. Jahrhundert von holzzerstörenden Schädlingen befallen. Die Sanierung war stellenweise schwierig, da die Holzsubstanz sehr zerbrechlich geworden war.